# P-3 (航空機)
P3V / P-3 オライオン
海上自衛隊のP-3C
- 用途：対潜哨戒機
- 製造者：

  - ロッキード社（現・ロッキード・マーティン社）
  - 川崎重工業（ライセンス生産）
- 運用者

  -  アメリカ合衆国（海軍、海洋大気庁）
  -  日本（海上自衛隊）
  -  中華民国（中華民国空軍）
  -  オーストラリア（オーストラリア空軍）他
- 初飛行：1958年8月19日 (YP3V-1)
- 生産数：

  - ロッキード製:650機
  - 川崎製:107機
- 運用開始：1962年8月
- 運用状況：現役

ロッキード P-3は、アメリカ合衆国のロッキード（現・ロッキード・マーティン）が開発したターボプロップ式対潜哨戒機。愛称は「Orion」。日本ではその英語読みから「オライオン」とするものが多い。オライオンとはギリシア神話に登場するオリオン座となった狩人の名にちなむ。
自社のターボプロップ式旅客機「L-188 エレクトラ」を原型機としており、初飛行から60年以上が経過しているものの、アップデートを重ねつつ、アメリカ海軍や海上自衛隊などで哨戒機として広く用いられているほか、気象観測や消防機など非軍事用などにも転用され、20以上の国で運用されているベストセラー機である。

## 概要

### 開発経緯

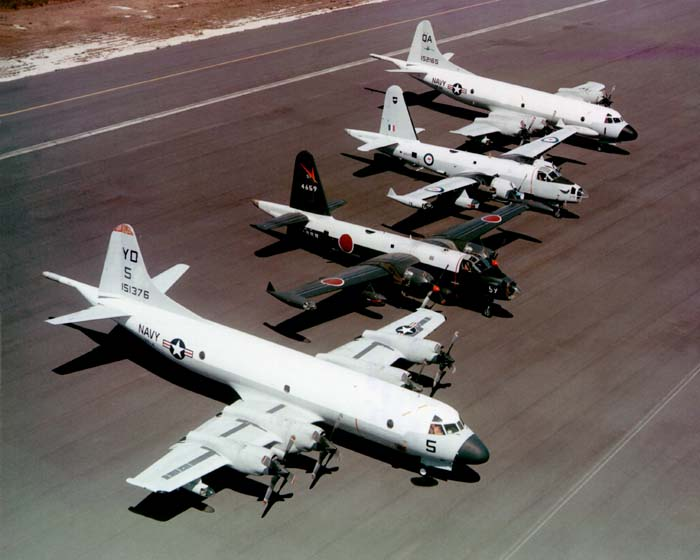
P-3（両端）とP-2（中央の2機）の比較

アメリカ海軍は、ロッキード P2V ネプチューン（後に命名規則改正で「P-2」となる）を1947年から主力の対潜哨戒機とし、エンジンの換装などによりアップデートを行っていたが、1950年代には積載量が限界に近くなり探知機材や武装の追加が難しくなっていた。また機内は大型の探知機材に圧迫され探知機材の発する熱に空調が追いつかず居住性が悪化するなど、長時間の任務飛行において多数の問題点が指摘されていた。このため将来の機材更新も見越した後継機が要求された。
アメリカ海軍が1957年8月に提示した次期主力対潜哨戒機は、SOSUSにより探知された敵潜水艦と思しき音響信号へ急行してソノブイ、磁気探知機による識別を行い、魚雷や爆雷を使用して、潜在海域から殲滅することを主眼としていた。そのため、
- 地上の潜水艦探知や分析システム設備と接続してその情報を利用できる高度な情報通信能力を持つこと
- 余裕のある兵装及び捜索・探査装備の搭載能力を持つこと
- 探知した目標の存在する海域に対して即座に急行できる高速飛行能力を持つこと
- 長距離且つ広範囲を探査・捜索するための充分な航続距離と連続飛行時間を持つこと
- 長距離長時間の飛行を無理なく行える高い居住性を持つこと
- 資材共通化のため、ジェット燃料を使用するエンジン（ターボプロップエンジンなど）を搭載すること

が求められた。
なお後継機の登場までのつなぎとしてP-2の導入国では改修機がテストされていたが、多くの国では試験機としての運用にとどまった。例外的に日本では後継機選定が遅れたため、機体の拡大やターボプロップエンジンへの換装を行ったP-2JをP-3C導入まで主力として運用していた。

### 開発

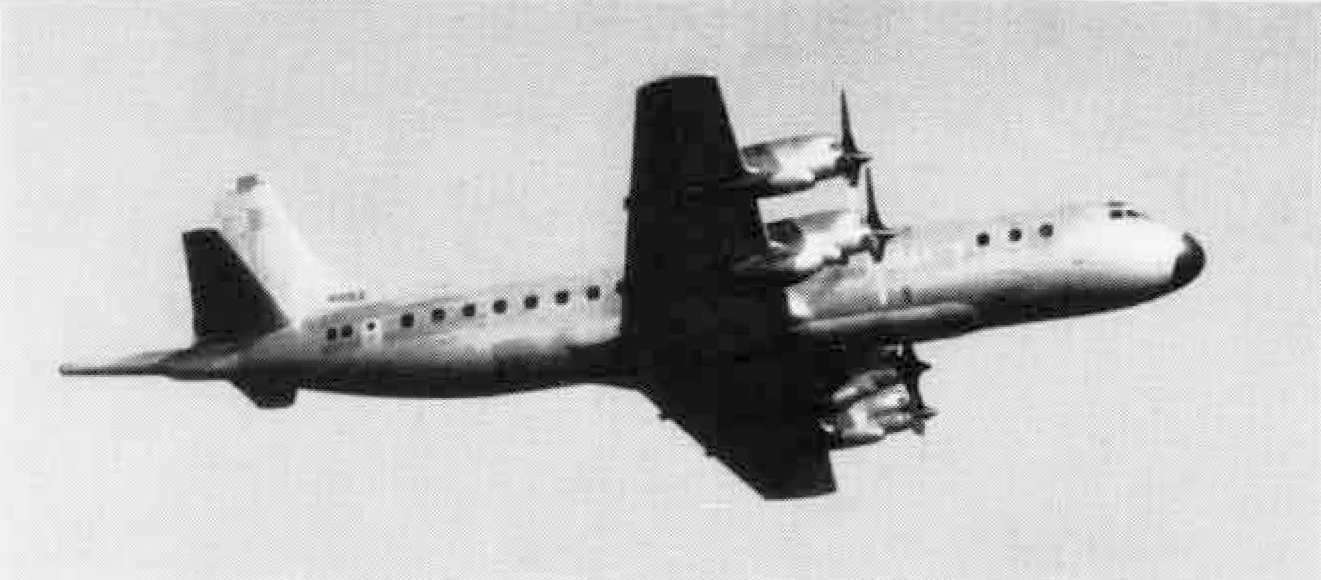
原型機 YP3V-1（1958年）

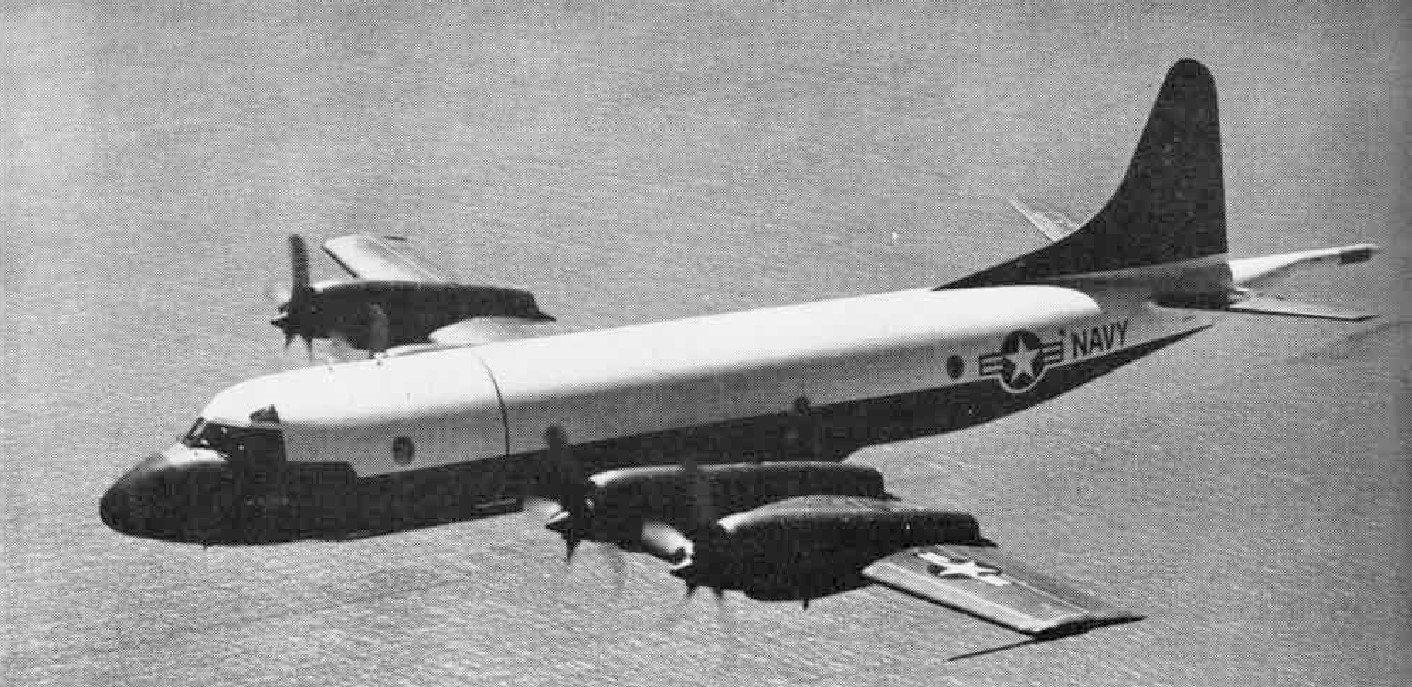
アメリカ海軍でテスト中のYP3V-1（1961年8月）

海軍の要求に応じ、ロッキード社は1957年4月に初飛行したばかりのターボプロップエンジン4発搭載の旅客機、L-188 エレクトラの改造型を提案し、1958年4月にP2Vに続く採用が決定した。L-188を改造した原型機のYP3V-1（命名規則変更によりYP-3Aと改名）は1958年8月19日に進空したものの、原型機L-188の構造的欠陥に起因する連続事故で計画は大幅に遅延し、1962年8月より P-3A としてアメリカ海軍への配備がようやく開始された。
P-3Aは対潜水艦戦用の機材は前作のP-2対潜哨戒機とほぼ同様だったが、機内容積と速度距離が向上したために、実質的な対潜水艦能力は向上している。また、生産途中でAPU（補助動力装置）やDELTIC（時間遅延圧縮）音響システムの追加が行われた。エンジンを強化したP-3Bは最初からこの仕様で製造され、1965年より配備が開始された。
続く性能向上型のP-3Cは、1968年に原型機YP-3Cが初飛行し、1969年より部隊配備された。向上点は主に、潜水艦探知用のソノブイ・システム、センサー、レーダー、データ処理用のコンピュータの能力向上型への換装である。これによりP-3は開発の主目的であった地上設備とリンクされた高度な潜水艦の捜索・評定能力を持つことになった。この潜水艦探知用システムは順次近代化されており、改修世代によりアップデートI〜IVに区別される。最新のアップデートでは、水上監視能力の向上が図られ、洋上監視機器の換装のほか、マーベリックミサイルの運用が可能となっている。また導入国により独自のアップデートを施すこともあり多数のバリエーションが発生した。
1980年代後半には、P-3の更なる改良型として、アメリカでP-7が計画されたが、これはキャンセルされた。1991年に一度生産が終了したが間もなく韓国向けに新たな生産ラインが設けられ、1995年に同国への引き渡しを持って生産終了。アメリカ海軍の後継機にはボーイングP-8A ポセイドンが開発され、正式採用された。

## 特徴

### 性能
P-3は扱いやすい飛行特性に加え、STOL性や長時間滞空性能など任務に必要な性能を確保した。また、P-2より大型かつ出自が旅客機であることから屈まずに機内を移動できるなど居住性が向上、複雑化した近代的な探知機材を追加積載できる余裕も生まれた。このため輸送機として活用する国もある。また完全な与圧構造と、メインの操縦系統が油圧化されたことで乗員の負担が大幅に軽減された。しかし動翼が大型化したことで予備系の操縦索は非常に重くなったという。また航空士の多くは外が見えず横向きに座るため乗り物酔いになりやすいという。
旅客機ベースの機体に多数の探知機材と武装を搭載しているが、エンジンを母機L-188のアリソン501-D13（3750馬力）からT56-A-14（4600馬力）へ換装したことで最高速と加速力が向上しており、P-3を操縦した印象を「戦車」や「アメ車」と評するパイロットもいる。機動性も高く、鹿屋航空基地で開催される「エアーメモリアルinかのや」では低空での急旋回を披露するのが恒例となっている。
機体の強度や耐久性も高く、電子偵察型のEP-3EとJ-8II戦闘機（重量約9トン）が空中衝突した際には、J-8IIは墜落したもののEP-3Eは至近の飛行場に着陸（海南島事件）、気象観測型のWP-3Dはハリケーン観測中にトラブルで3番エンジンが故障しながら観測を続行、観測終了後にハリケーンから脱出し無事に帰還したこともある（1989年アメリカ海洋大気庁P-3エンジン喪失事故）。
長時間滞空する際はエンジンの出力を絞り、残りの燃料が一定値まで減る度にエンジンを1番（左外側）→4番（右外側）の順に停止、プロペラ角をフルフェザー（ブレード面の迎え角がゼロ揚力角）にしてロイター飛行を行う。理論上はエンジン1基でも飛行が可能だが、海上自衛隊を始め多くの国では安全のため停止は1番と4番のみとしている。また1番と4番を停止した双発状態では安定性が低下し機体後部が揺れやすくなるという。
P2V-7はレシプロエンジンであるため燃料の混合気の空燃比を手動で調整するなどのテクニックを駆使すれば20時間以上の滞空が可能とされるが、P-3は混合比を大きく変更できないターボプロップエンジンであるため、搭乗員の経験や勘などに頼る種々の有効なテクニックは使えなくなった。しかし予備燃料を残したままでも操縦士の技量に関係なく15時間以上の滞空が可能とされる。アメリカ海軍では空中給油に対応させるため、改造機による試験が行われていたが正式採用は見送られた。なお後継機のP-8は標準でフライングブーム方式の空中給油に対応している。

### 構造
基本的にはL-188から旅客機としての装備を撤去して対潜哨戒機としての各種装備を搭載したものだが、開発に当たっては胴体部は改めて設計されており、尾部には磁気探知装置 (MAD) を先端に収めたブーム（張り出し棒）が取り付けるため形状が変更されたほか機首も若干切り詰られた。これらの形状変更とハードポイントの設置に対応するため主翼も再設計され、翼平面形が変更された。
ハードポイントは主翼の翼端側に3箇所、胴体側に2箇所が設けられた。基本的に翼端側にミサイル、胴体側にESMやデータ・リンク等の電子戦ポッド、カメラポッドを取り付ける。なお重量制限があるため翼端側は2箇所のみ使用する。前部胴体下にウェポンベイが設置されたことで魚雷、爆雷、機雷も運用可能。
操縦席は原型機と同じくアナログ計器中心であるが、戦術航空士からの指示などの戦術情報や、目標へ向かう際の最適な旋回角など飛行の補助情報を表示する画面が中央左寄り（機長席側）に設置されている。オートパイロットは操縦輪を止めると姿勢を保ったまま高度を維持するという、原型機が開発された時代のシステムがそのまま搭載されている。計器着陸装置と連動しスロットルも自動調整する高度なシステムが軍用機にも広まった後も、グラスコックピットを導入した国は少なく、多くはアビオニクスのアップデートで丸形だった画面を四角形に変更したり、計器類を液晶ディスプレイに変更するなど限定的な改修にとどまっている。これは航空機関士、航法士、レーダー員が同乗するためパイロットは操縦に集中できることに加え、哨戒飛行では高度の変更や旋回を繰り返すため、オートパイロットは高度や旋回角を維持するだけのタイプが向いているためである。
機内後部にはキッチンやトイレを併設した控え室が用意され、長時間の任務飛行でも乗員の負荷が軽減されている。簡易ベッドはアメリカ海軍が冷戦時代に行っていた長時間哨戒に備えた装備であるため冷戦終結後は不要となっており、海上自衛隊では荷物棚として使っていた。なお電磁波が探知機器や磁気探知機に影響を与えるため通常の電磁調理器は内部に持ち込めず、弁当などを暖める際は電磁波対策が施された電熱ヒーターなどを利用する。
開発当初、P-3に要求されていたのは対潜哨戒であるが、機材のアップデートにより海洋監視や救難活動の支援など海上での任務全般に対応できる汎用性を獲得したことから、海上自衛隊のように分類を対潜哨戒機から哨戒機に変更する国もある。本来は艦船を探索するために用いられるESM能力は情報収集活動にも有用であり、ズーニー・ロケット弾を装填したLAU-10D/aや対応する空対地ミサイルを装備すれば小型艦船や沿岸の施設への攻撃も可能になる。湾岸戦争以降はアップデートされた機材を活かして攻撃機の誘導や沿岸偵察にも使われている。多くの国では海上のみで運用を行っているが、陸上での任務に使用されたこともあり、アフガニスタン紛争ではオーストラリア空軍所属機が内陸国であるアフガニスタンに情報収集活動用として派遣された。

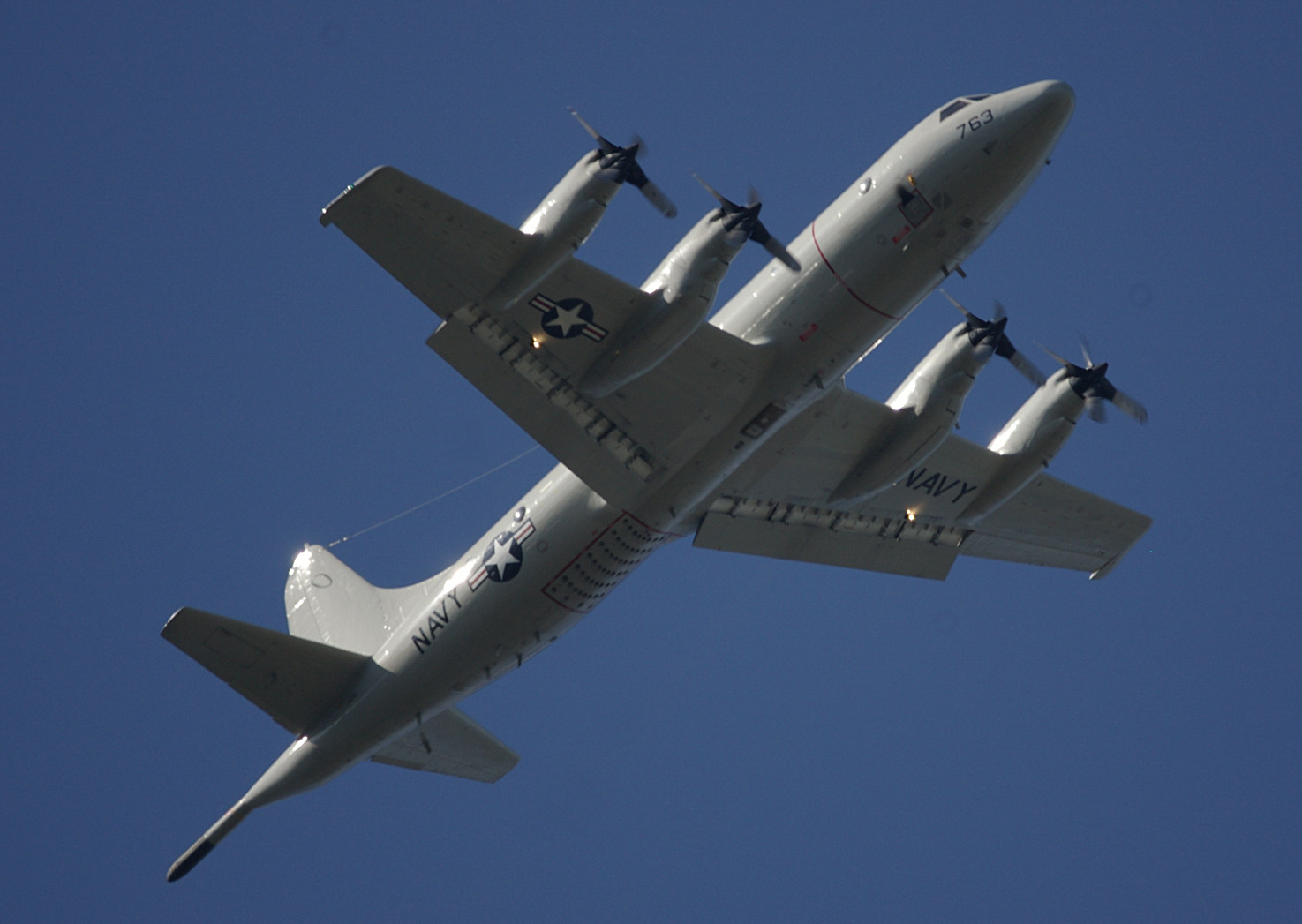
P-3C 機体下部 主翼後方の機体下面にある多数の孔はソノブイの投下口
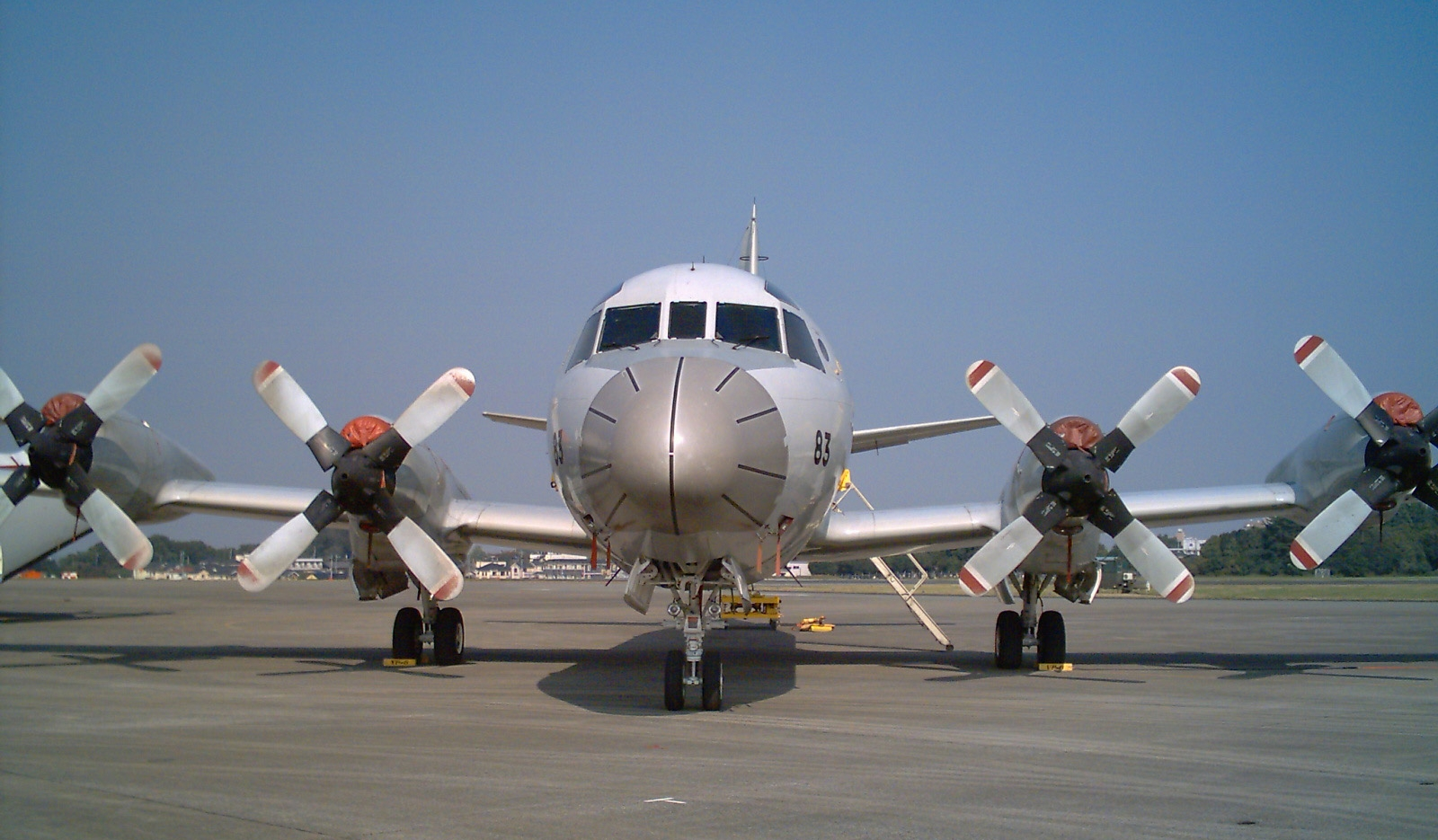
P-3C 正面
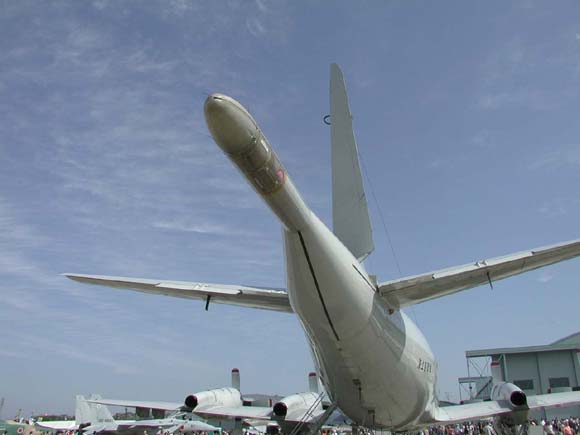
P-3C 機体尾部のMADブーム
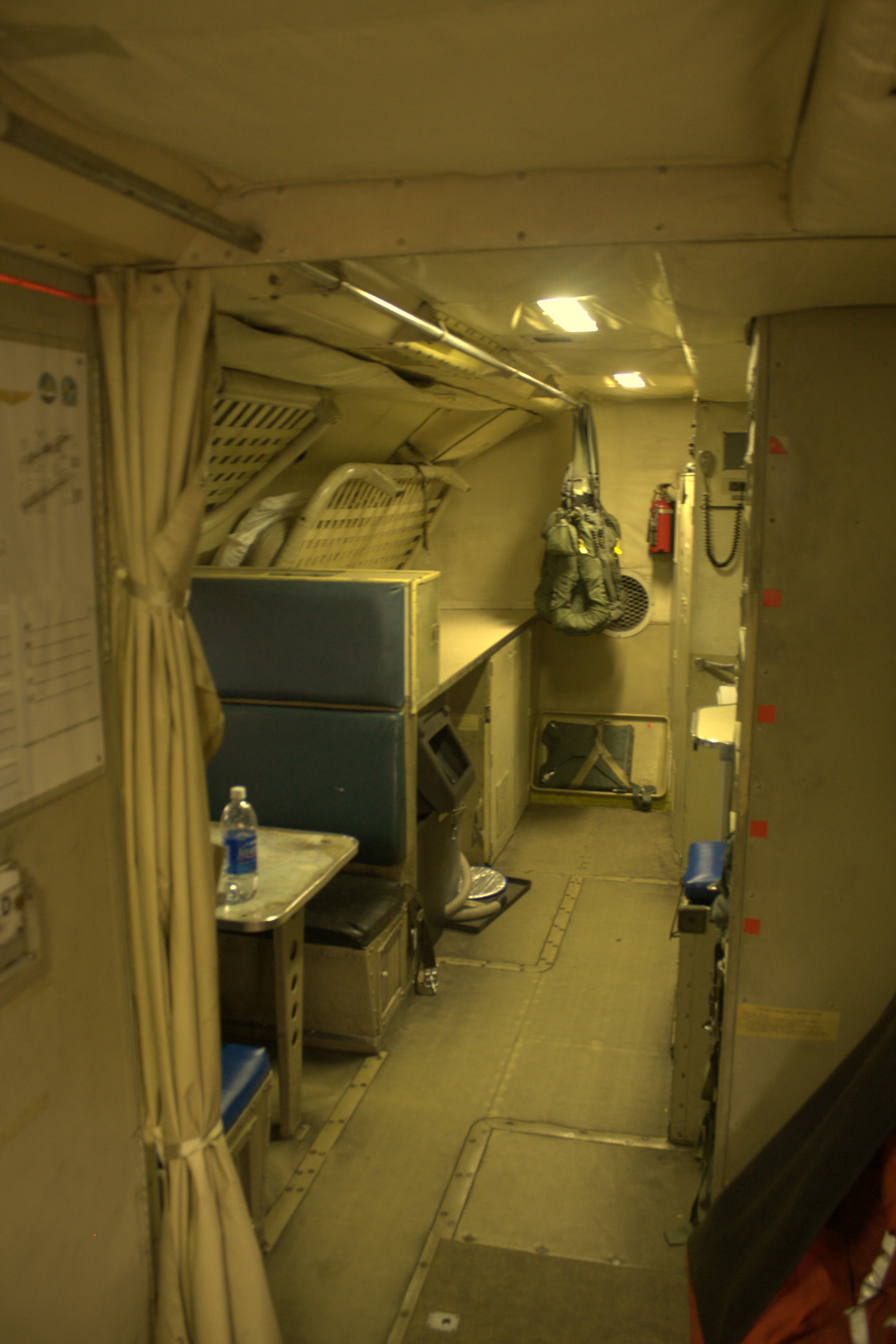
控え室
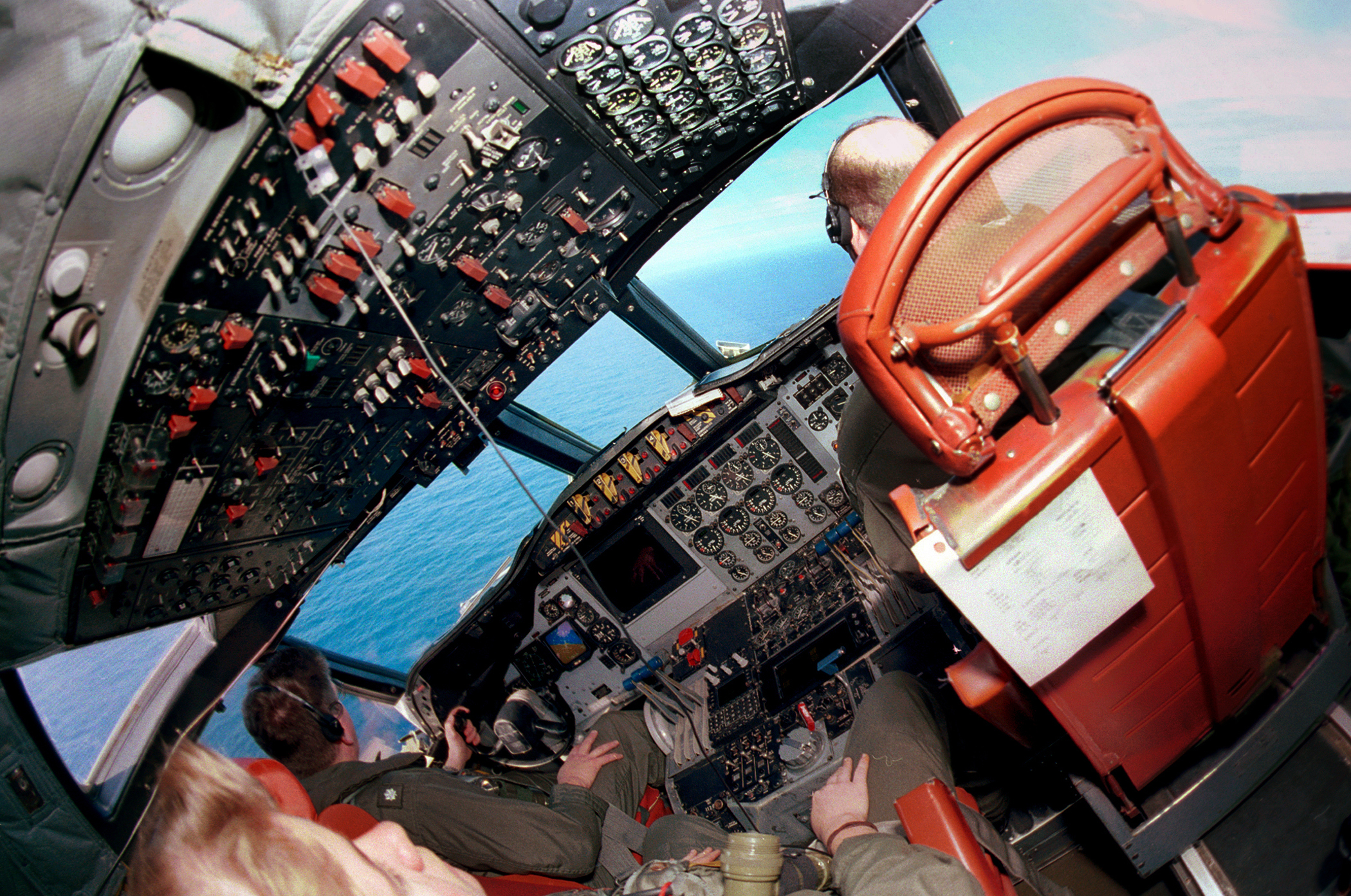
対潜哨戒訓練で旋回するP-3C（新型の四角画面）
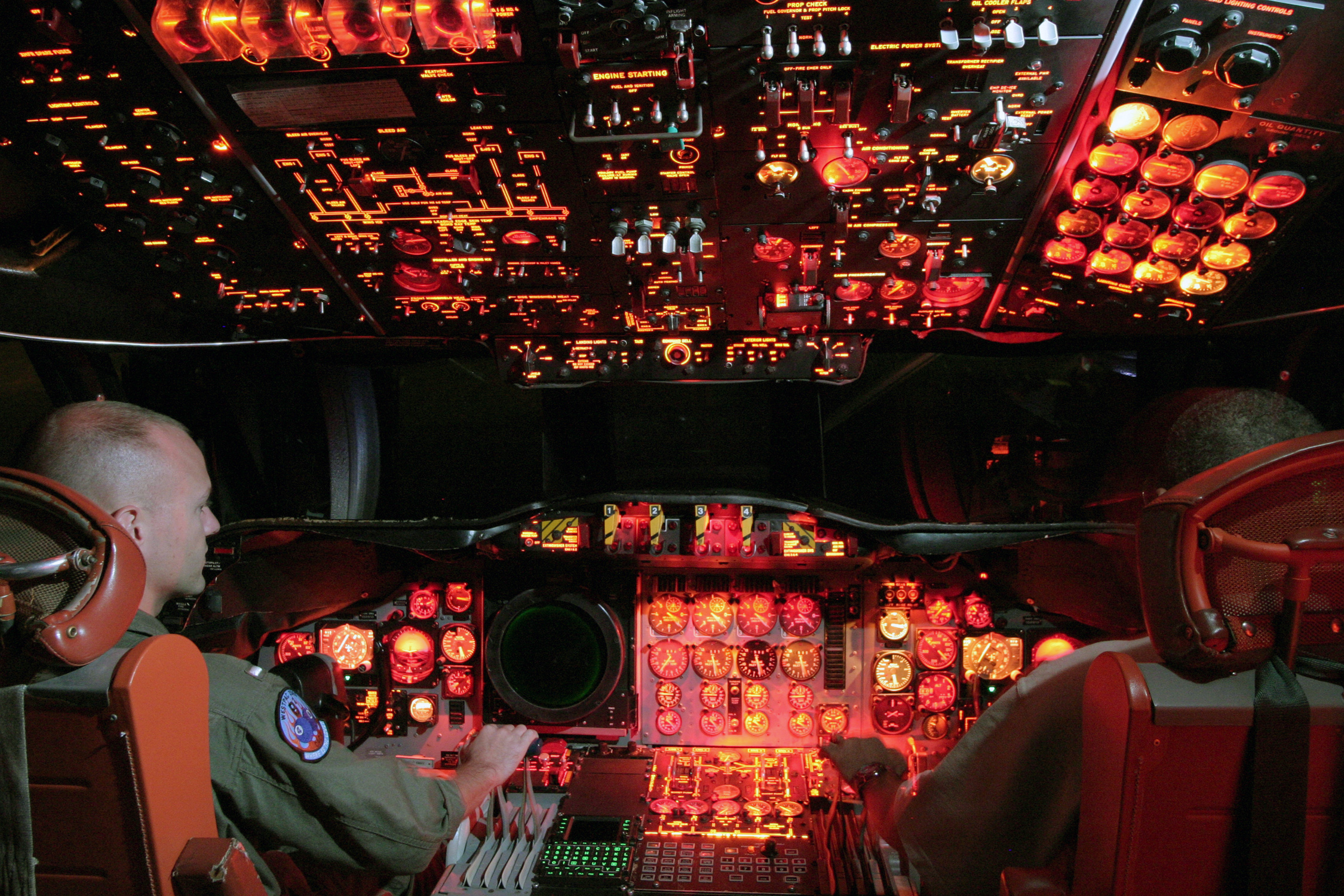
フライトトレーナ（旧来の丸形画面）
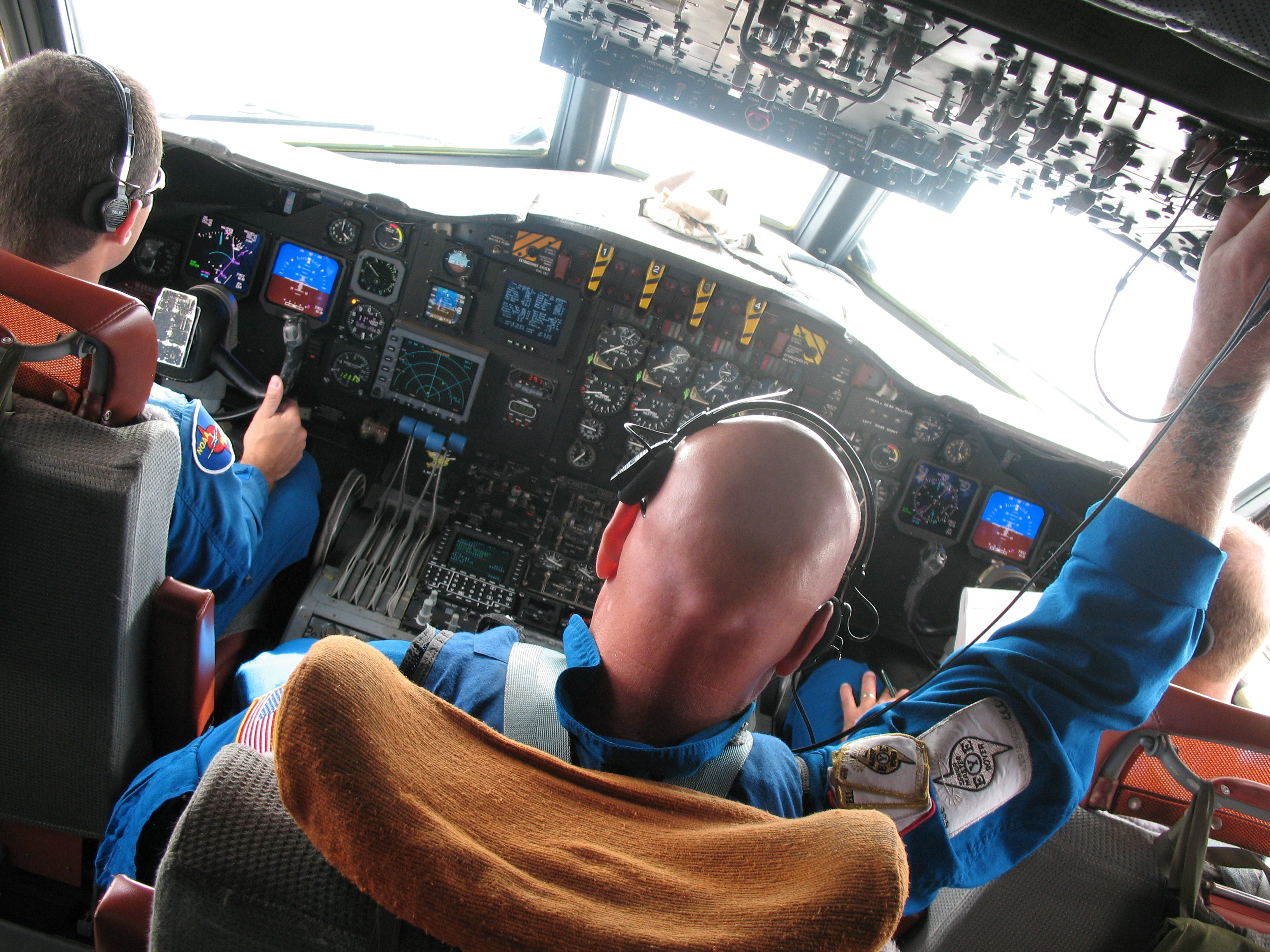
一部の計器が液晶ディスプレイに置き換わったアメリカ海洋大気庁のWP-3D
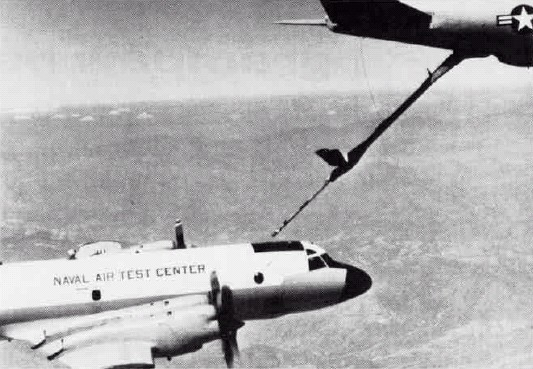
KC-135から空中給油を受けるP-3のテスト機（1979年）

### 搭乗員の編成
海上自衛隊のP-3Cでは11名を基本とし、任務により最小5名 (UP-3C) 、最大15名 (EP-3) としている。他国でもほぼ同等である。
オペレーター席は、P-3Bまでは機内左側に集中して配置されていたが、P-3Cでは一部が右側に移動している。
- 操縦士

PIC（指揮操縦士、機長）とCo-Pilot（副操縦士）の2名。
リザーブとしてもう一人の副操操縦士 (3rd-Pilot) が搭乗することもある。
- FE（機上整備員）

2人体制
- TACCO（戦術航空士）

指揮操縦士より戦術航空士のほうが先任である場合には機長（任務機長）としての職責を果たす。
- NAV/COMM（航法・通信員）

P-3BまではNAV（機上航法員）とRDO（機上通信員）に別れていたがP-3Cでは統合された。
- SS-1、SS-2（機上対潜音響員、ソナー員）

2人体制
- SS-3（機上対潜非音響員、レーダー員）

P-3Bまでは2人体制だったがP-3Cでは1人になった。
- IFT（機上電子整備員）
- ORD（機上武器員）

アメリカ海軍ではIFTに統合され廃止。

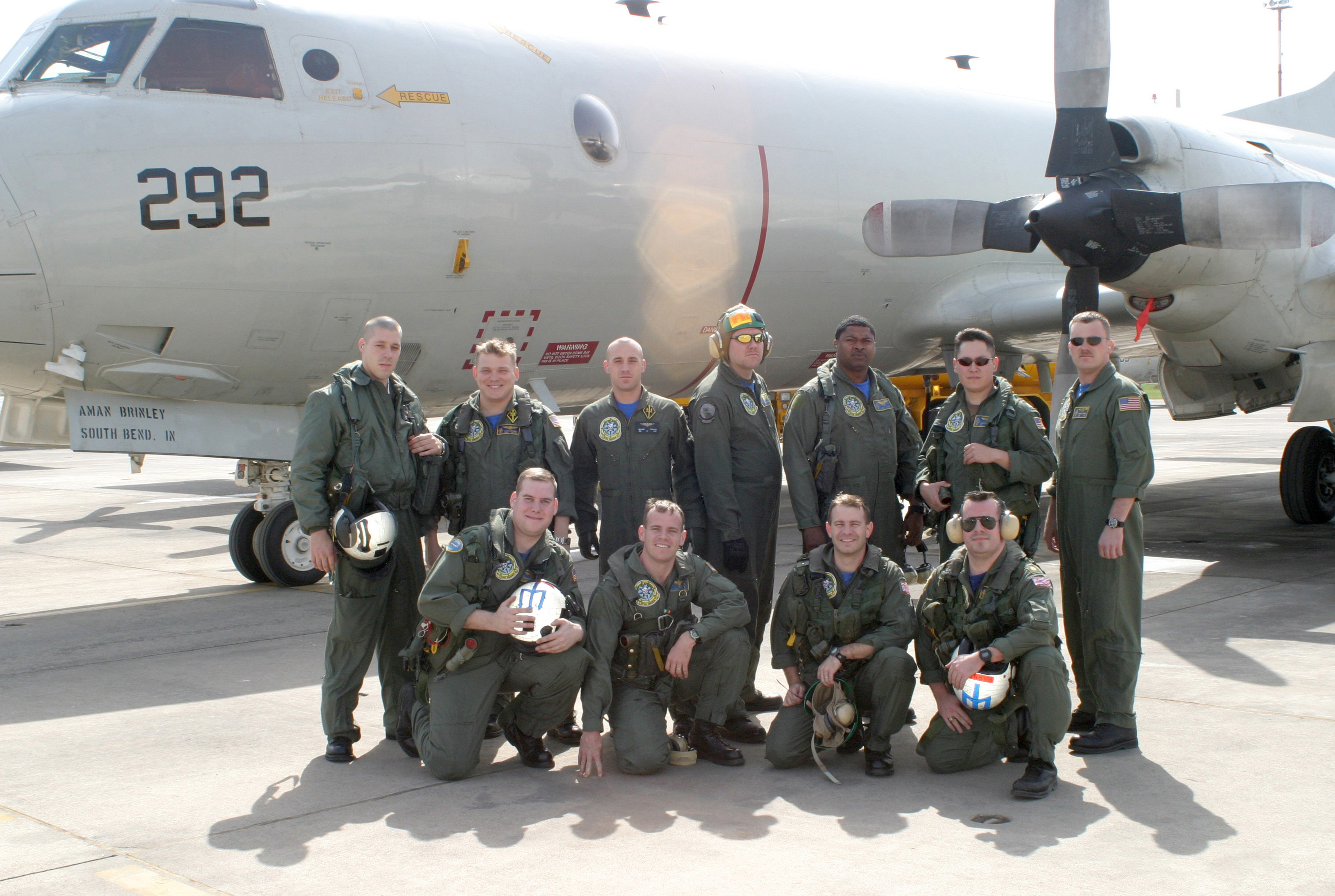
P-3C 1機の搭乗員（捜索救難任務）
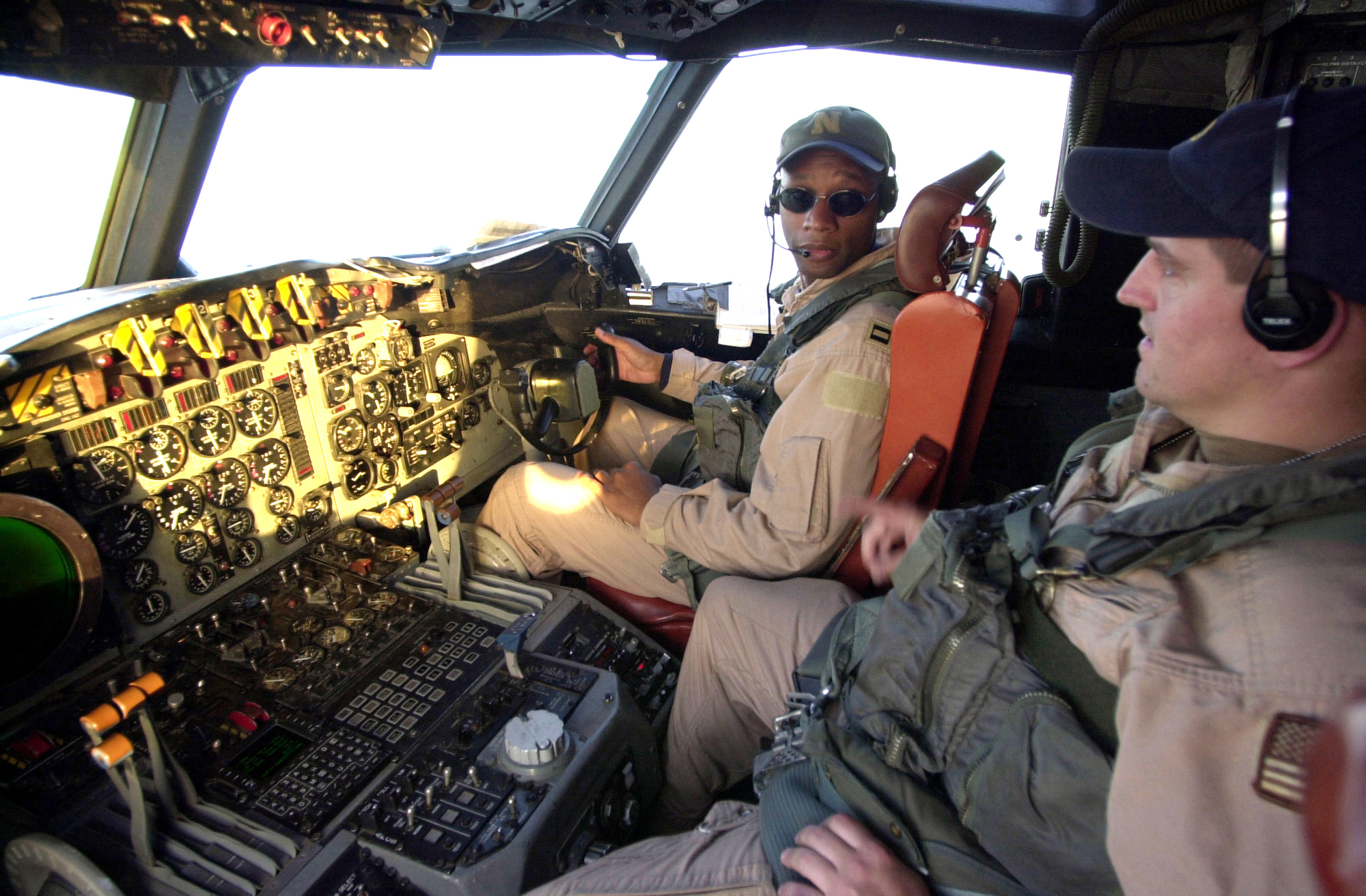
P-3C 副操縦士（左）と機上整備員（右）
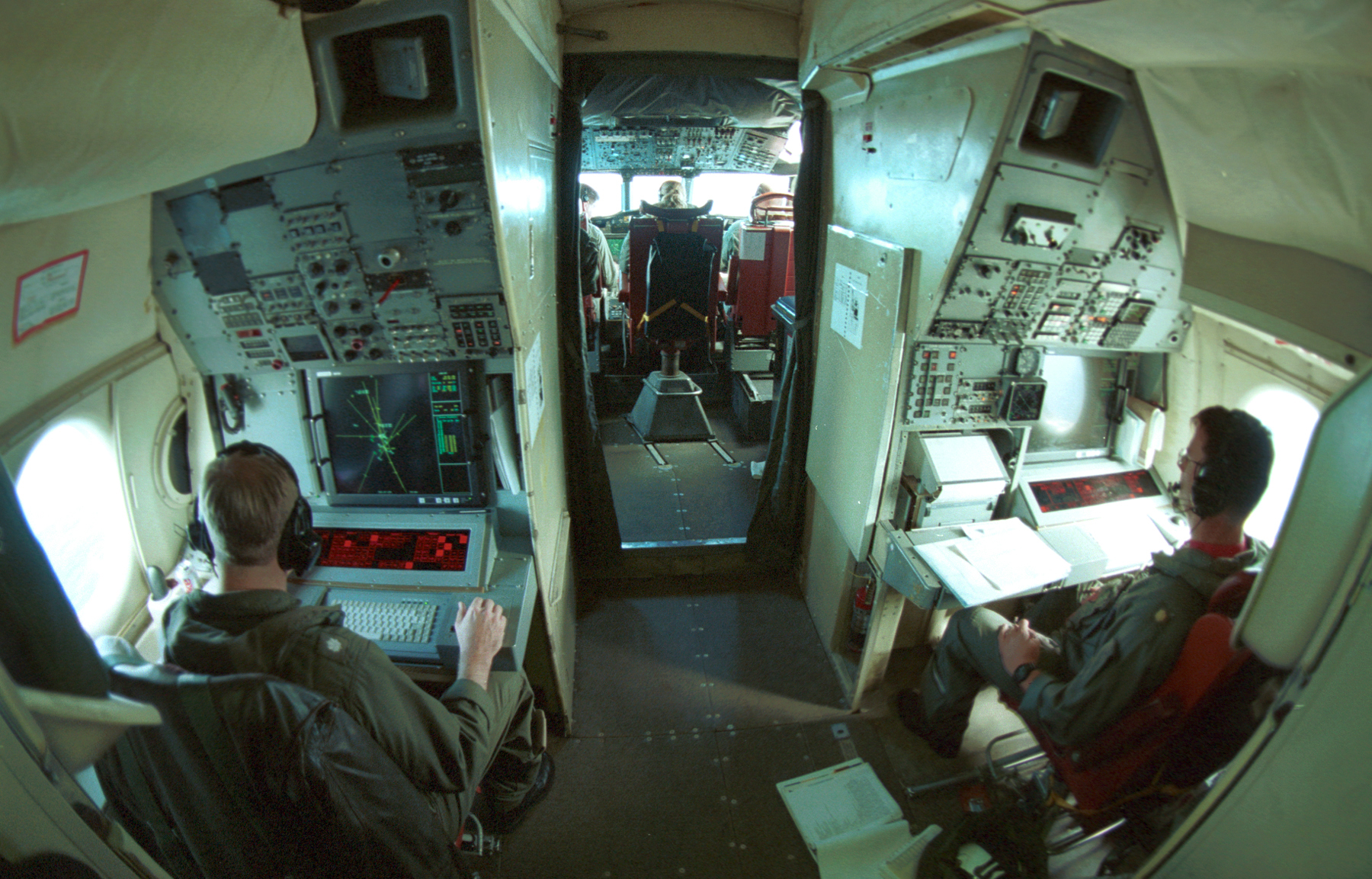
P-3C 戦術航空士（左）と航法・通信員（右）
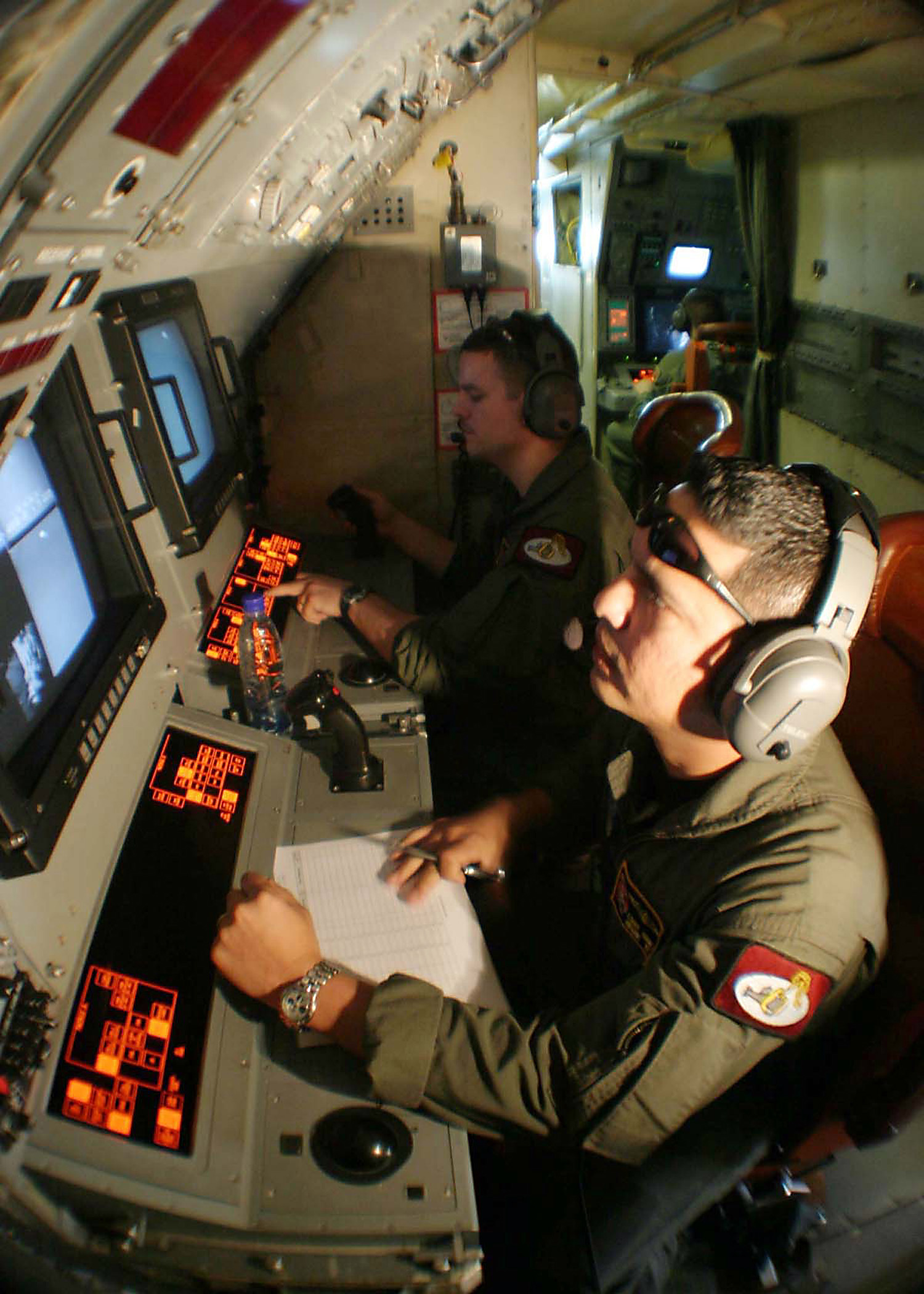
P-3C ソナー員
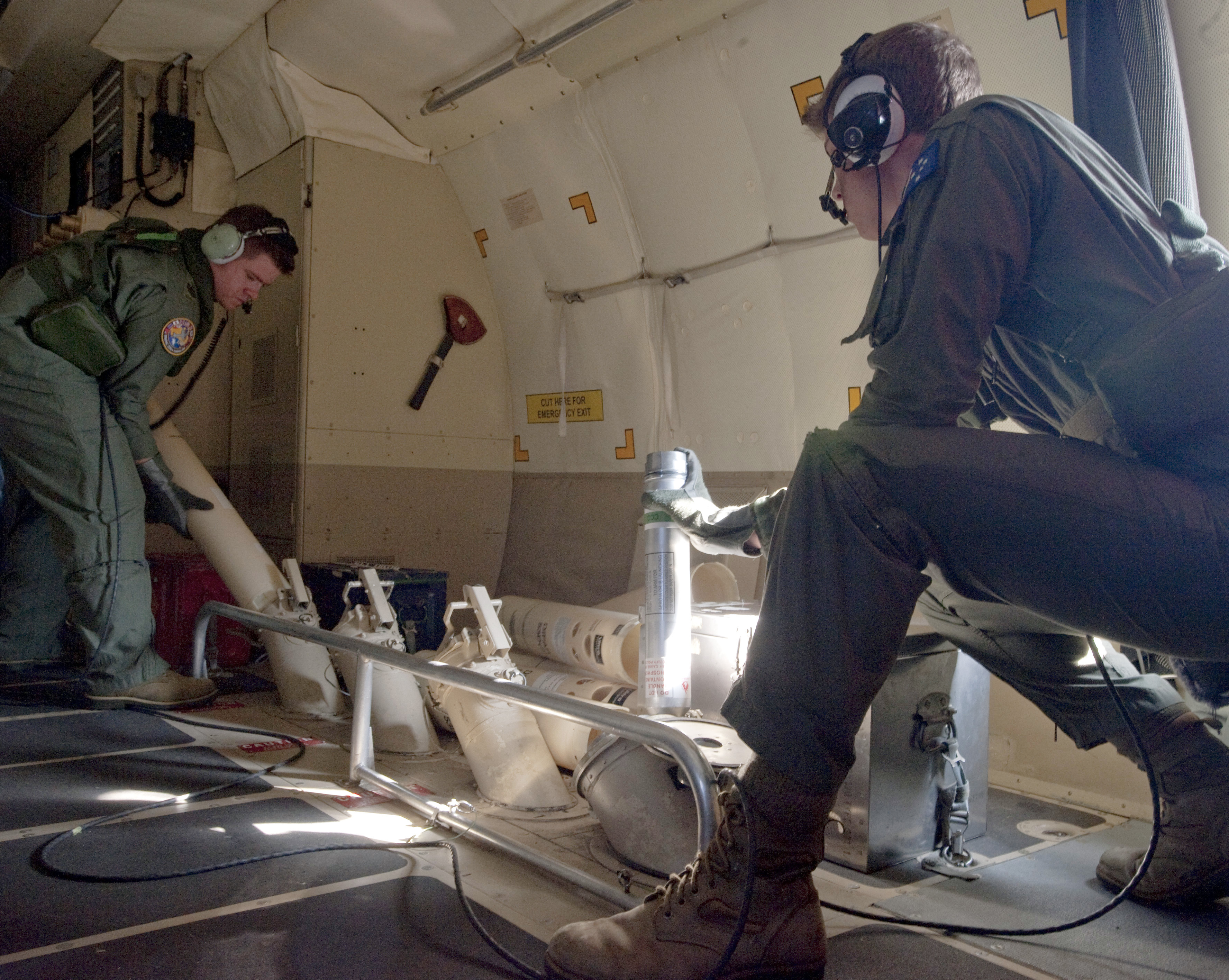
オーストラリア空軍のAP-3C 投下口にソノブイをセットする機上武器整備員
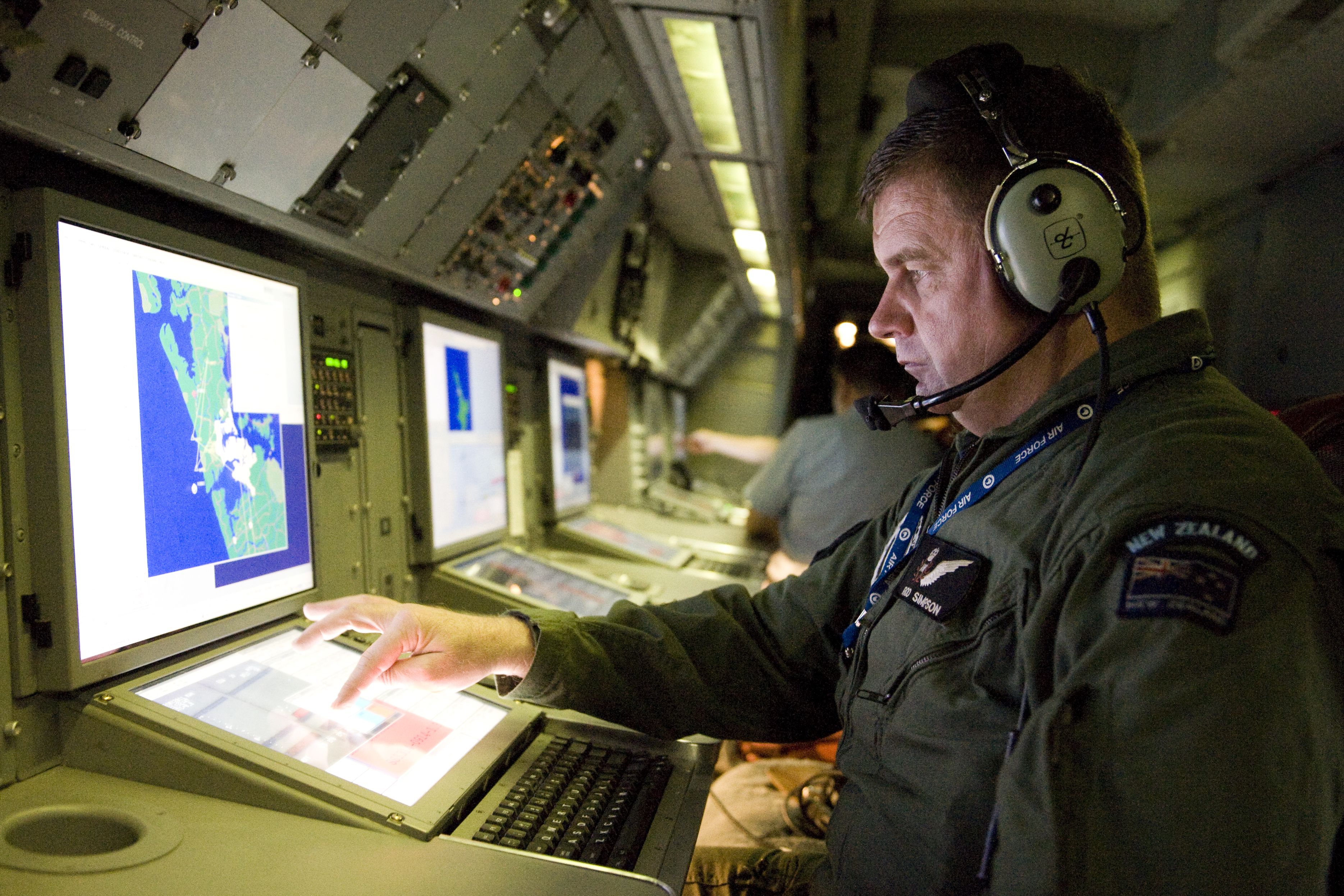
ニュージーランド空軍のP-3K2 P-3Bを原型にしているためオペレーター席の配置が異なる

### 機齢延長
初飛行から50年以上が経過し多くの機体が老朽化しているが、予算の都合でP-8やP-1等の新型機を即座に導入できない国が多いため、ロッキード・マーティンでは継続運用を望むユーザー向けに機齢延長プログラム「P-3 Mid-Life Upgrade Program (MLU) 」を提供している。
内容は設計を見直した新設計の翼との交換、モスボールされた機体から取り出した状態の良い部品や耐腐食性の部品との交換などである。翼の交換により整備コストが低減されると共に、耐食性が5倍強化されることで寿命が20年から25年延長される。
ニュージーランド空軍はP-8へ導入までのつなぎとしてMLUを導入したところメンテナンスにかかる時間が58%減少、中古機を導入していたチリ海軍は1万5000時間の延長が可能としている。

## 派生型
P-3はその機体構造の優秀さ、搭載量の多さから多数の派生型が存在し、他国軍から購入した中古機を改造したり、官公庁や民間航空会社が中古機を活用する例も多い。

### P-3A

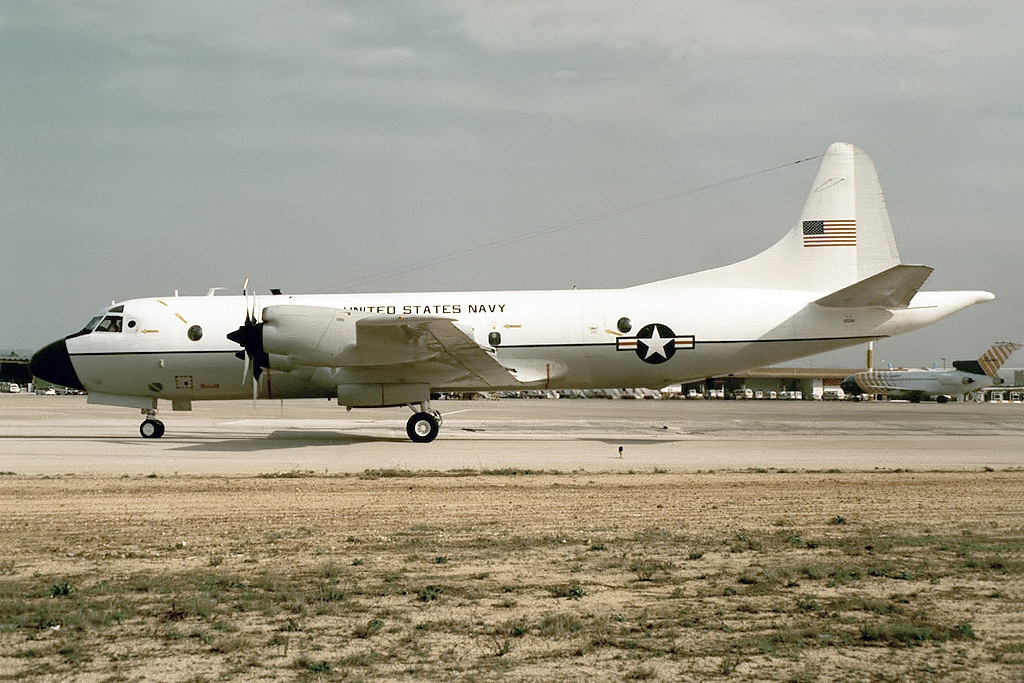
VP-3A
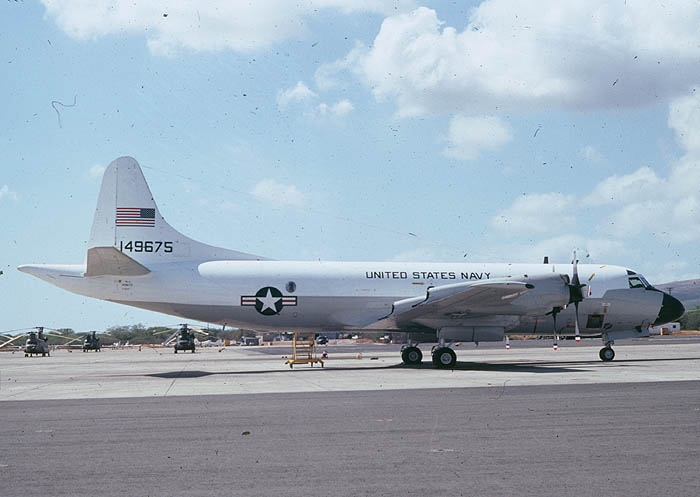
UP-3A
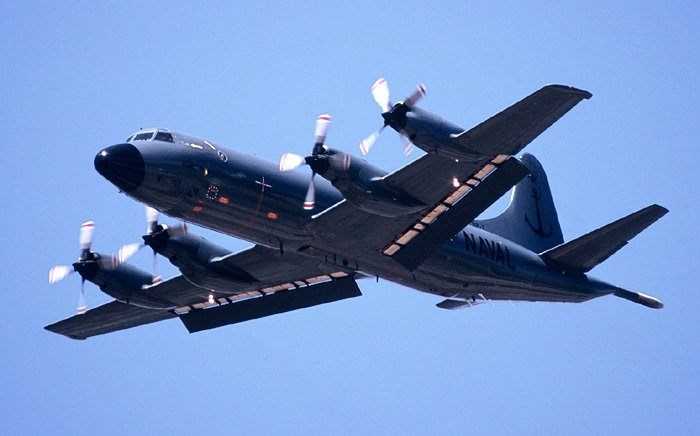
P-3ACH（チリ海軍機）
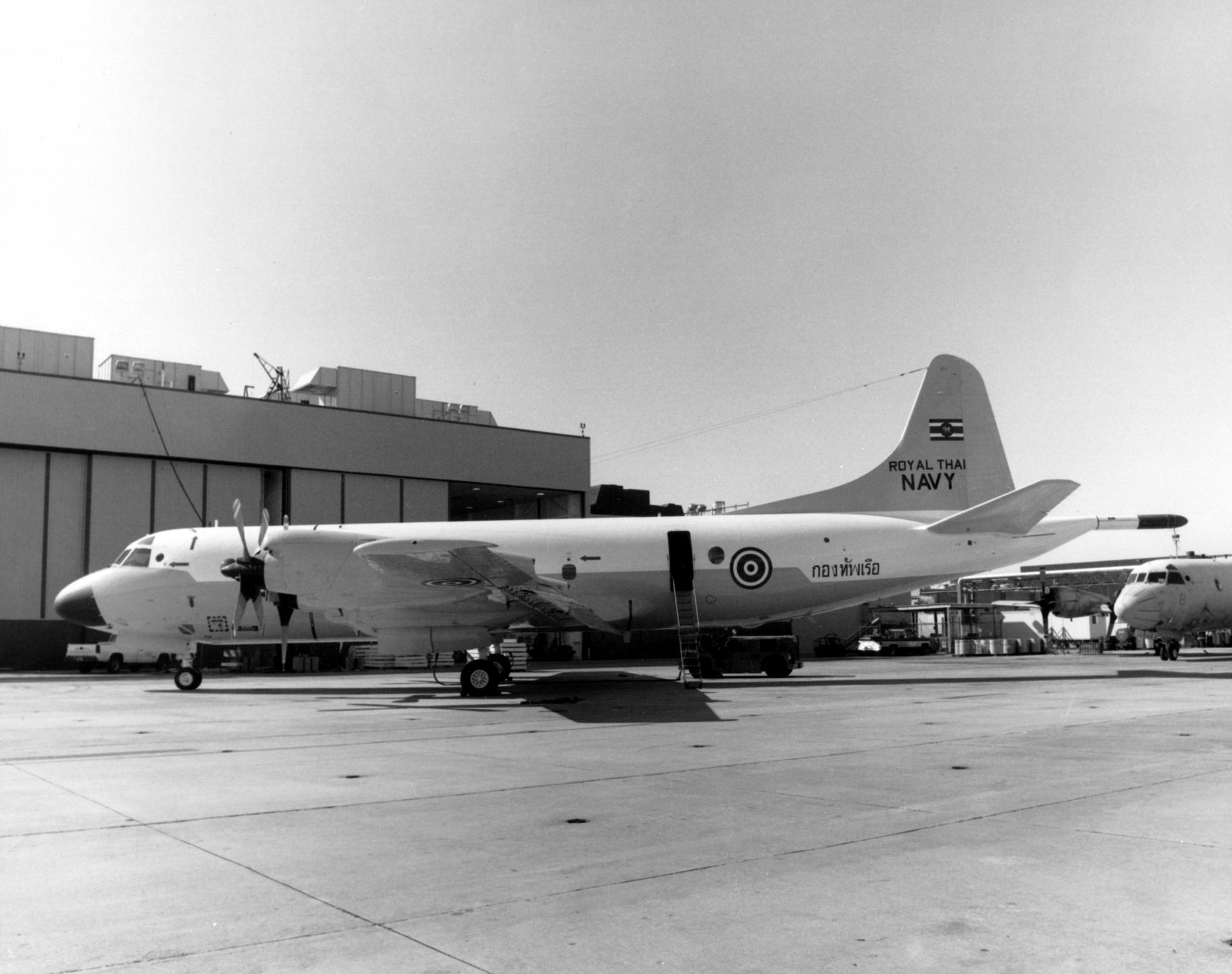
P-3T

初期生産型
アメリカ海軍向けに157機製造。退役後にはアメリカの官公庁や民間へ払い下げられるか試験機に改造されている。
- TACNAVMOD
予備役部隊のP-3AをP-3C相当へ改修したもの。
TP-3A
対潜装備を除去した練習機型。12機改造。
UP-3A
対潜装備を除去した汎用輸送機型。38機が改造された。
VP-3A
対潜装備などを除去し座席を追加した人員輸送型。海軍の高官などVIPの移動に利用。P-3Aより2機、気象観測用のWP-3Aより3機が改造された。
P-3AM
グラスコックピットの導入などの近代化を行った後、ブラジル空軍に引き渡されたP-3A。
P-3ACH
チリ海軍向けに近代化改修されたP-3A。4機導入し、2機を電子戦機に改修。
P-3T
タイ海軍向け。2機。一部は対潜装備を除去し汎用輸送機UP-3Tへ改造された。
- VP-3A
- UP-3A

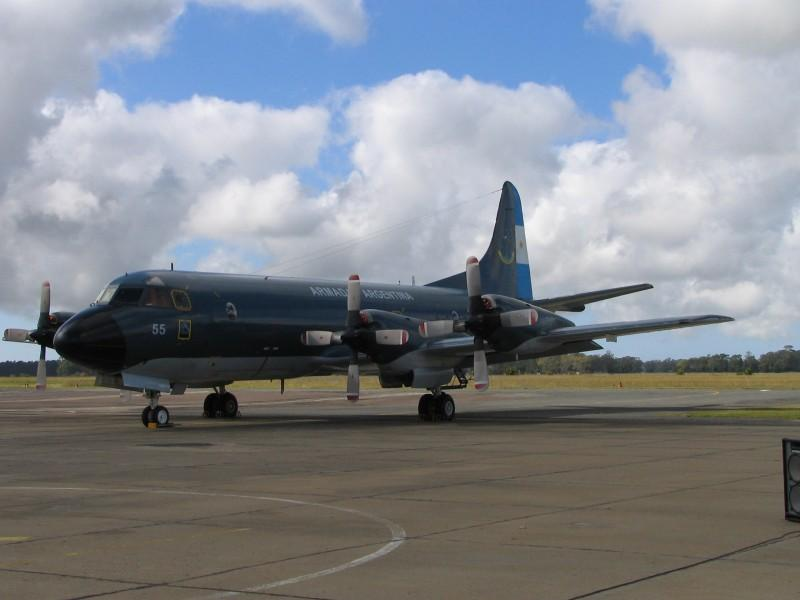
P-3ACH（チリ海軍機）
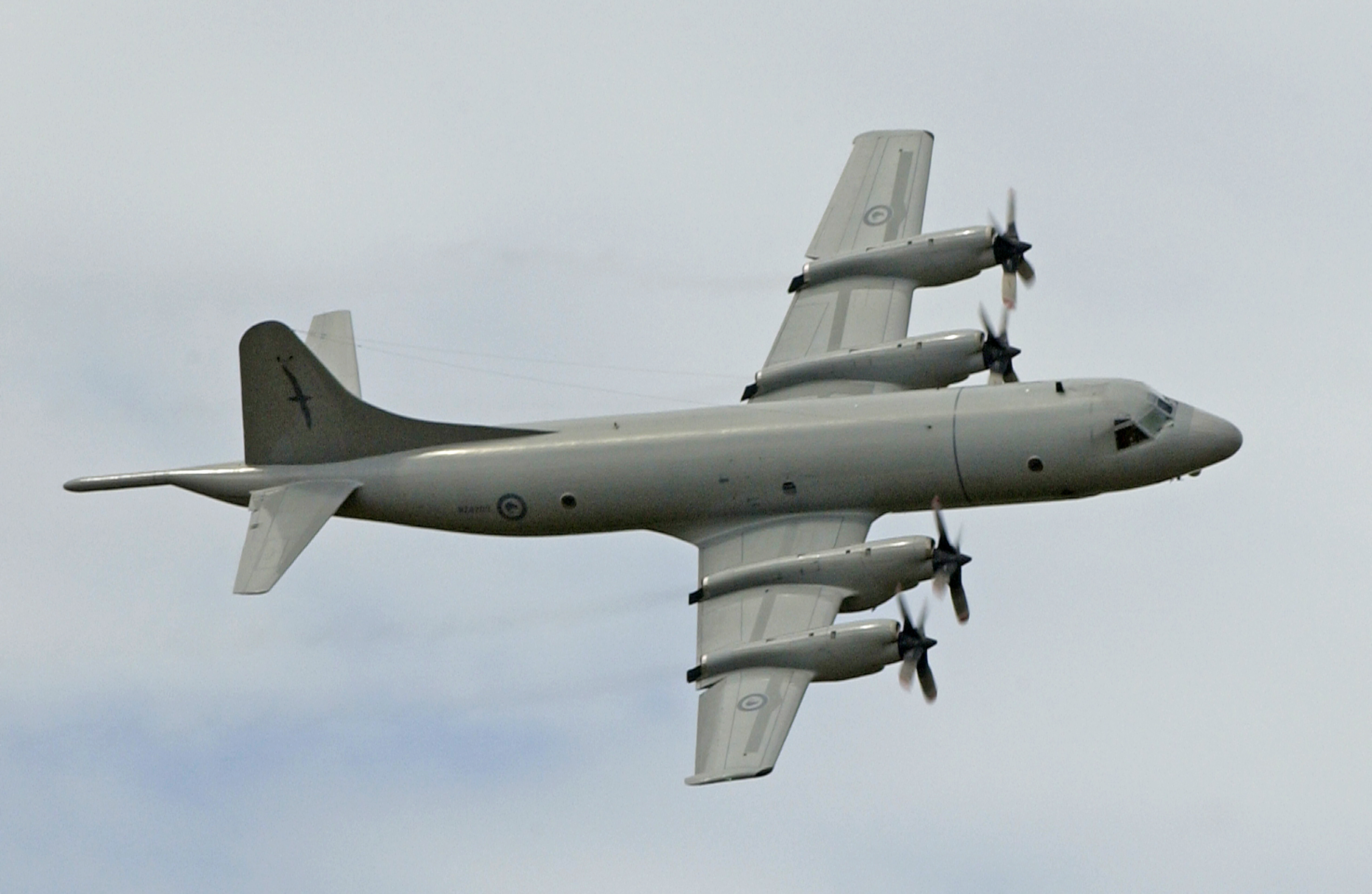
P-3T

### P-3B
エンジンを強化した型。1965年配備開始。144機製造。
- TACNAVMOD
P-3Aのものと同じだが、こちらは更にP-3CアップデートII相当への改修が行われた。
P-3K
ニュージーランド空軍のP-3B改修型。5機製造。
P-3K2
グラスコックピットの導入など近代化を行ったP-3K。
P-3CK
大韓民国海軍が国内でP-3Bを改修。P-3Cと平行して運用。
TAP-3B
オーストラリア空軍にて余剰となったP-3Bを転用した訓練・輸送型。
P-3N
ノルウェー空軍のP-3B改修型。2機製造。
P-3P
旧オーストラリア空軍のP-3Bをポルトガル空軍向けにP-3CアップデートII相当に向上させたもの。6機改造。
- P-3B アルゼンチン海軍機
- P-3K

### P-3C
後部胴体下にソノブイ発射口を48基増設し、対潜水艦戦機材を向上させた型。1969年配備開始。各種改良型（アップデート）も併せて365機製造。
アメリカ海軍ではP-8の配備開始により売却やモスボールが始まっているが、多くの国では未だ主力哨戒機である。
-アップデートI
コンピュータを更新させた型。31機製造。
-アップデートII
赤外線探知システム搭載。ハープーン対艦ミサイル運用可能にした型。1977年配備開始。44機製造。
-アップデートII.5
航法・通信能力向上。1981年配備開始。37機製造。
-アップデートIII
音響信号処理能力向上。1984年配備開始。
-アップデートIV
計画のみ。
-AIP
対水上艦艇監視能力向上。衛星通信用アンテナを備えた機体はAIP+と呼ばれる。
-BMUP
アップデートII/II.5の機体にアップデートIIIに準じた能力を付与したもの。
-ARTR
2011年1月より引き渡し。P-8Aとの技術ギャップを埋めるための機体で、ソノブイ信号の受信・解析能力を10倍に増加、新型のコンピューターやC4Iシステム、リンク 16を装備する。計74機導入予定。
-CUP
オランダ海軍におけるP-3C改修型。同海軍からの退役に伴いドイツとポルトガルへ売却されている。
P-3F
P-3CにP-3A/B相当の電子機器を搭載し、空中給油受油機能を追加装備した帝政期のイラン空軍向け機体。1975年に6機製造。
P-3W
オーストラリア空軍におけるアップデートII.5仕様機の呼称。P-3C共々AP-3Cに改修される。
AP-3C
オーストラリア空軍におけるP-3C改修型。

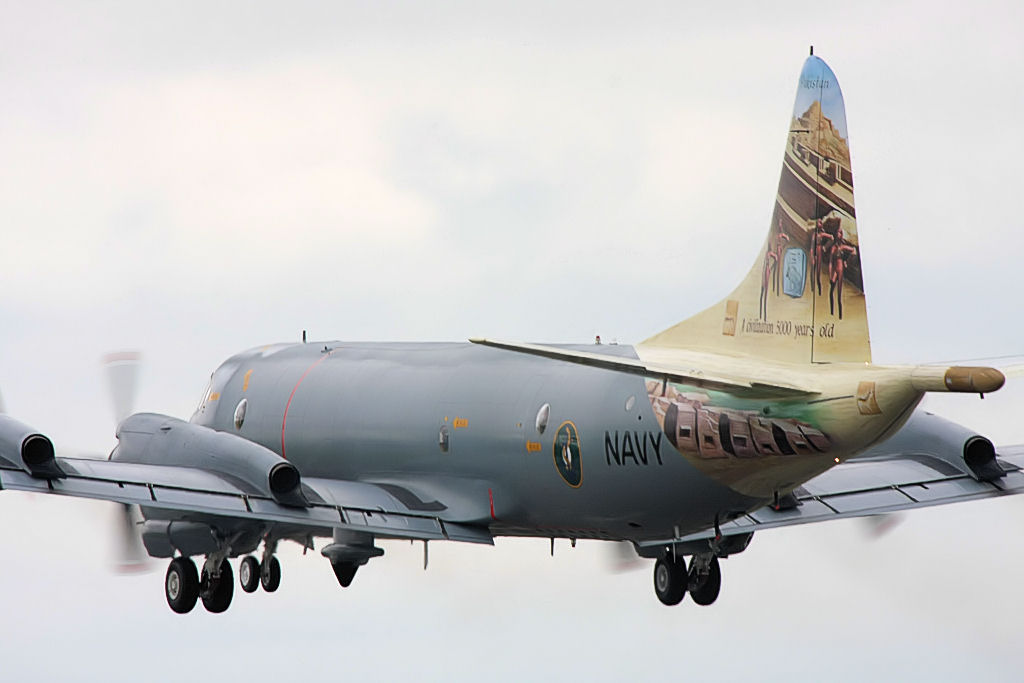
特別塗装を施したパキスタン海軍のP-3C
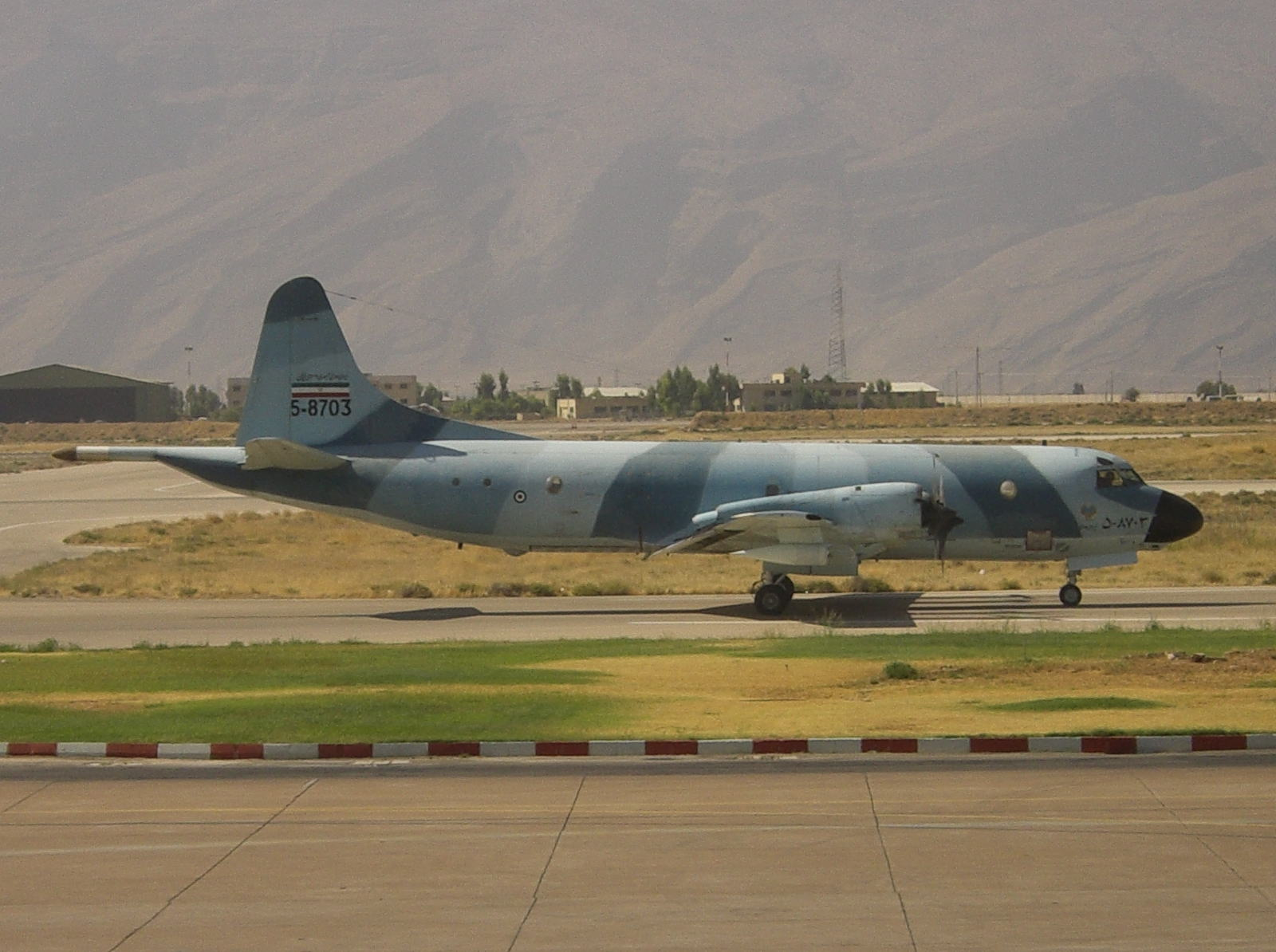
P-3F イラン空軍機
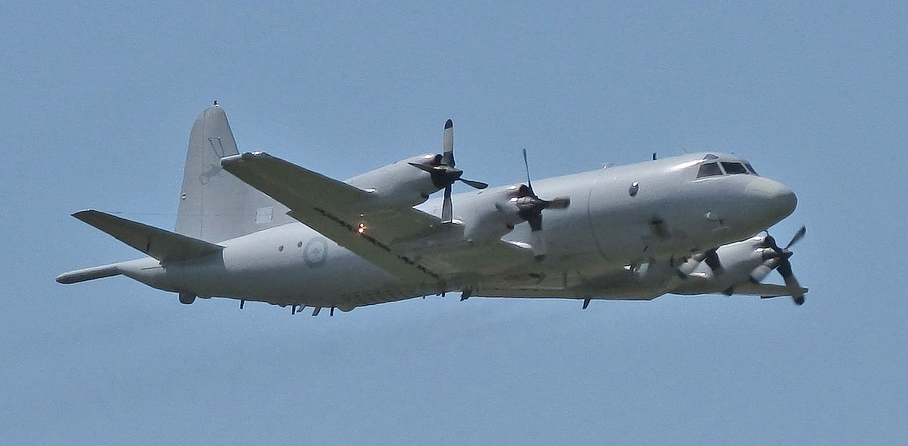
AP-3C。4番エンジンを停止したまま飛行している。

### 電子戦機

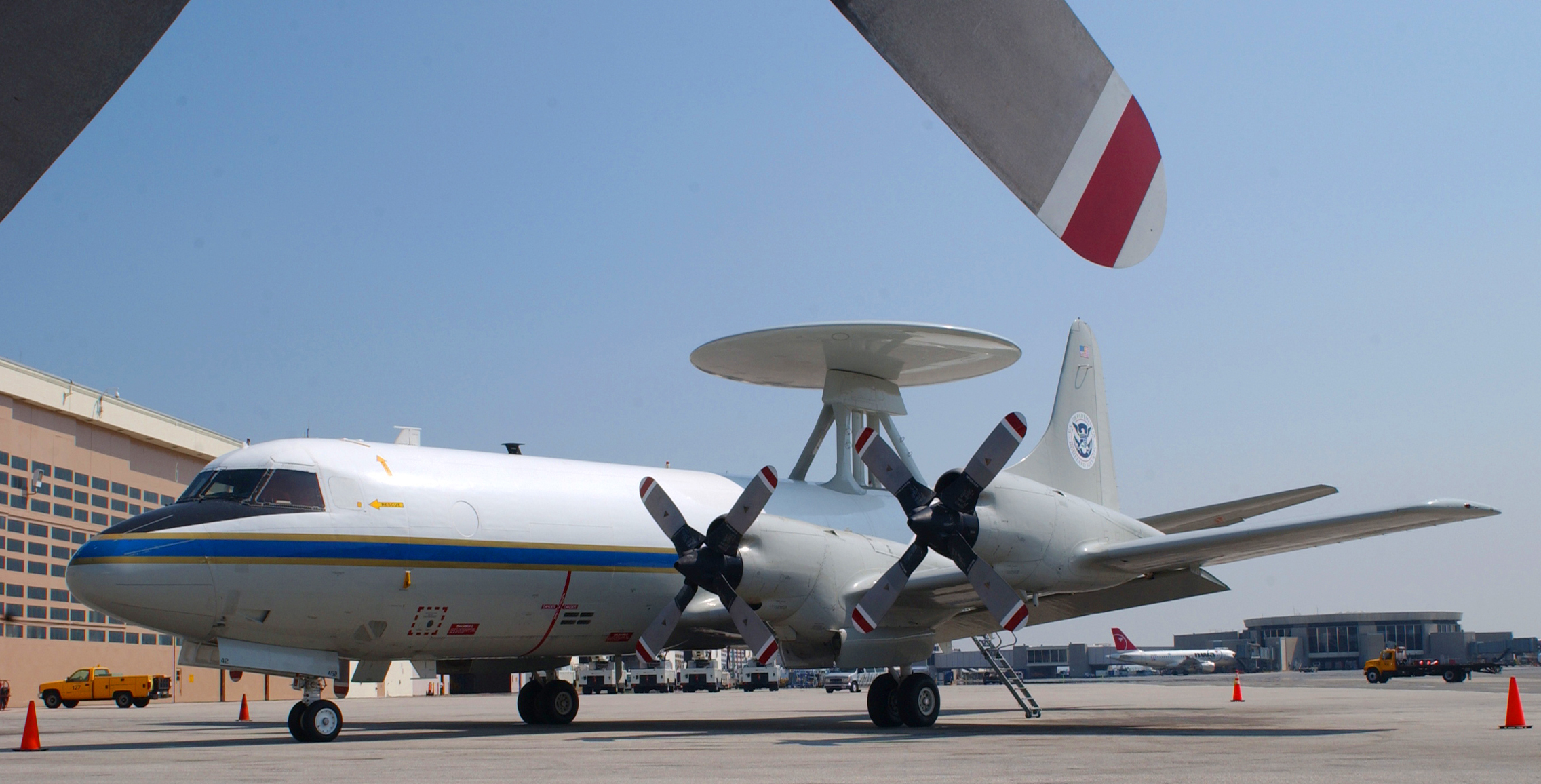
P-3AEW&C センチネル
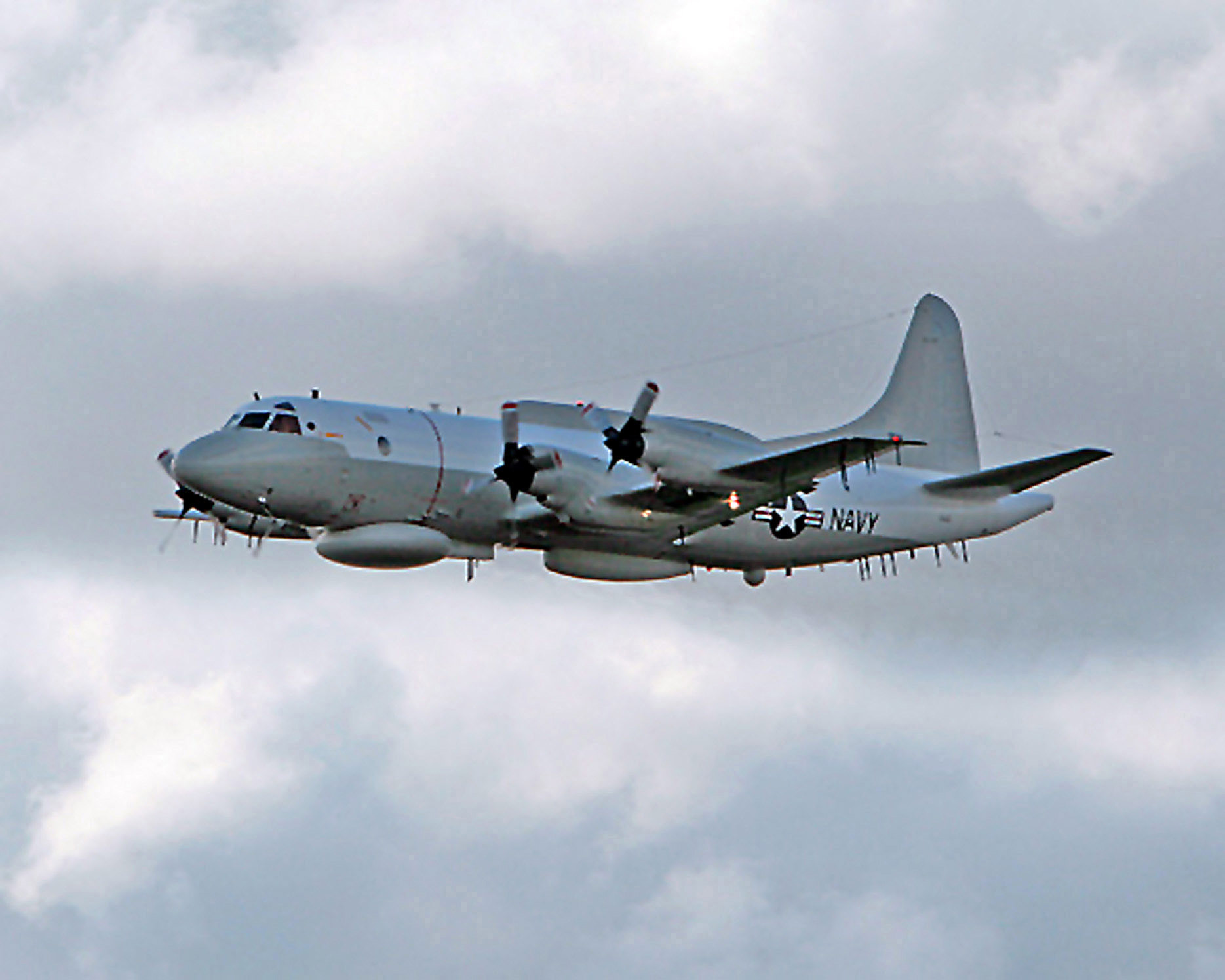
EP-3E アリエスII

詳細は、EP-3 (航空機・アメリカ)を参照
EP-3A
電子偵察機の試作機。7機が改造。
EP-3B
電子戦訓練機。後にEP-3Eに改造。
P-3AEW&C センチネル
1980年代はじめに発表された早期警戒機型。アメリカ税関において麻薬密輸機取締り用に使用中。P-3Bの余剰機にグラマン E-2 ホークアイ用のAN/APS-125レーダーと電子機材を搭載したもの。空力試作機は1984年6月14日に飛行。
EP-3C
EP-3AをP-3C相当に改修。
EP-3E アリエス (Aries)
電子戦偵察機。12機が改造。
EP-3E アリエスII (Aries II)
SIGINT（電子信号偵察）機（2001年に海南島近海で中国軍機と衝突〈海南島事件〉したのはこのタイプ）12機が改造。
EP-3J
アメリカ海軍向けの電子戦訓練支援機。2機が改造された。
- P-3AEW&C センチネル
- EP-3E アリエスII

### 試験機
RP-3
海洋科学開発飛行隊 (Oceanographic Development Squadron) 向けにP-3Aから2機改造し順次P-3B、P-3C相当へ改修。
RP-3D EI COYOTE
データ収集計画「Project Seascan」用に改造された能力試験機。RP-3から1機改修。
1973年にはアメリカ海軍初の砲塔型装甲艦であるモニターの残骸を発見した。
RP-3D Roadrunner
MAD装置の最適化データ収集試験「Project Magnet」のためRP-3から1機改修。
機体名にちなみノーズアートにはルーニー・テューンズのキャラクターであるロードランナーが左側に描かれている。
試験終了後はデビスモンサン空軍基地でモスボールされている。
NP-3
米海軍研究所 (US Naval Research Laboratory) 向け。P-3Aから改造し順次P-3B、P-3C相当へ改修。
テレメトリーシステム (EATS) や気象観測 (BAMEX) の研究などに利用。研究終了後は海軍テストパイロット学校の訓練機に転用された後、モスボール。

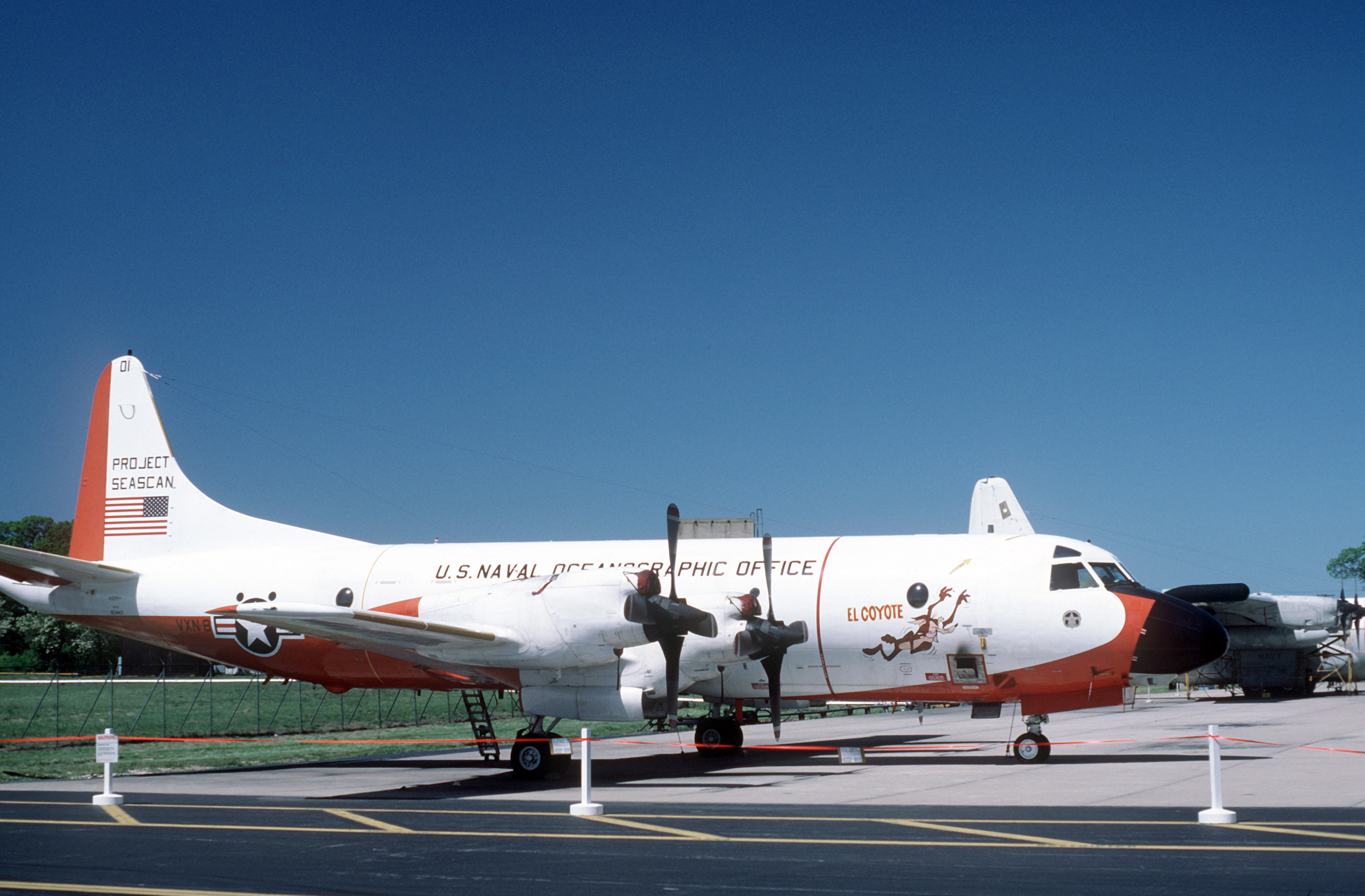
RP-3D EI COYOTE
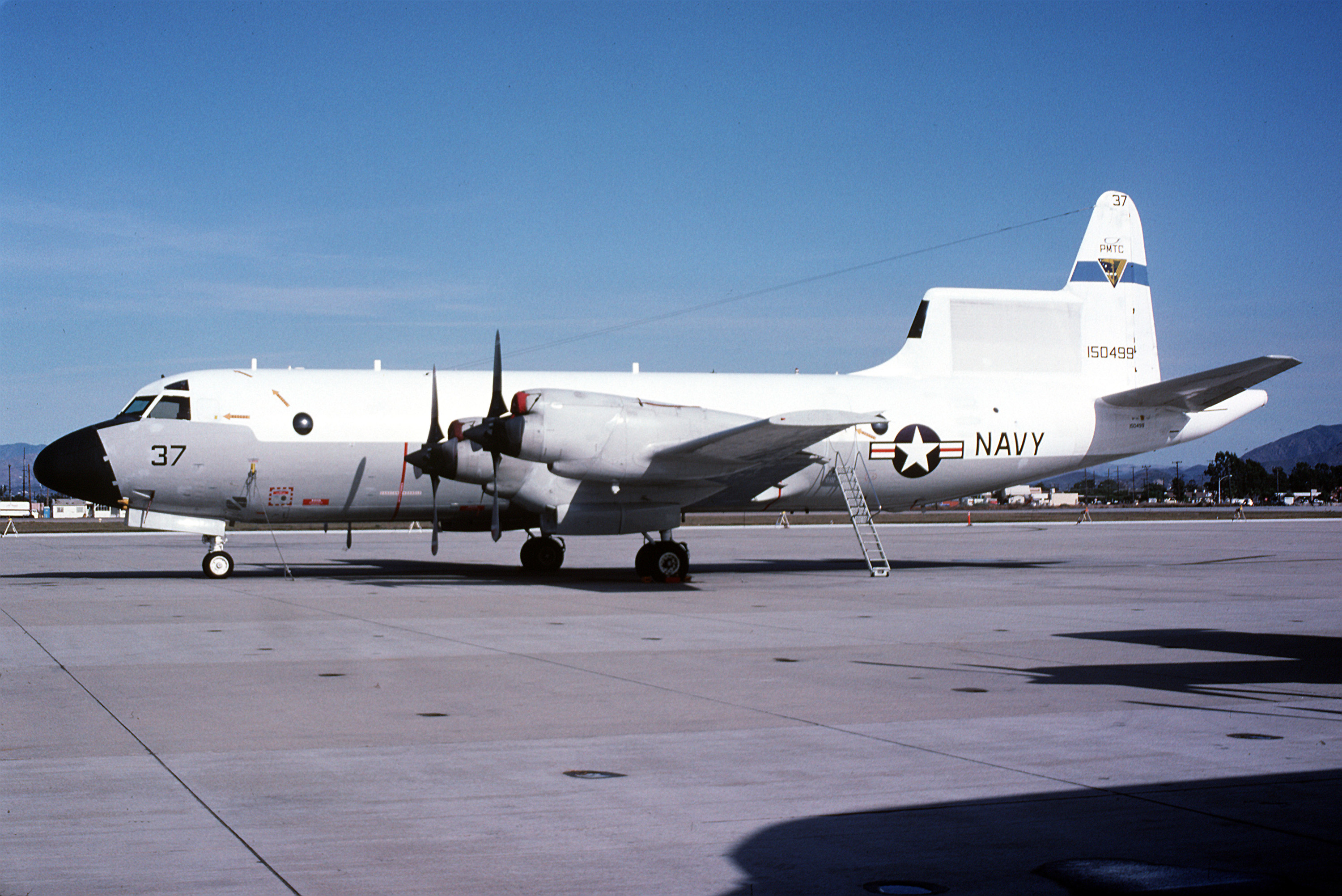
NP-3D EATS
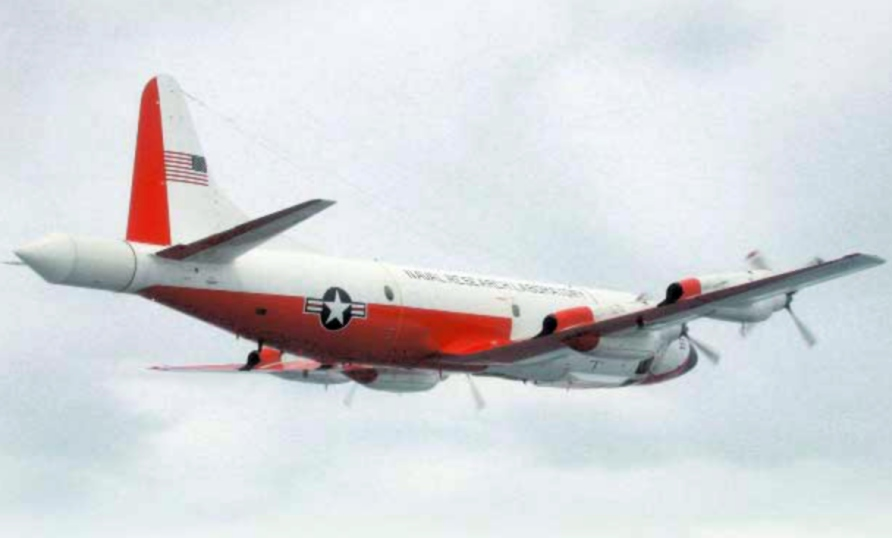
NP-3D BAMEX
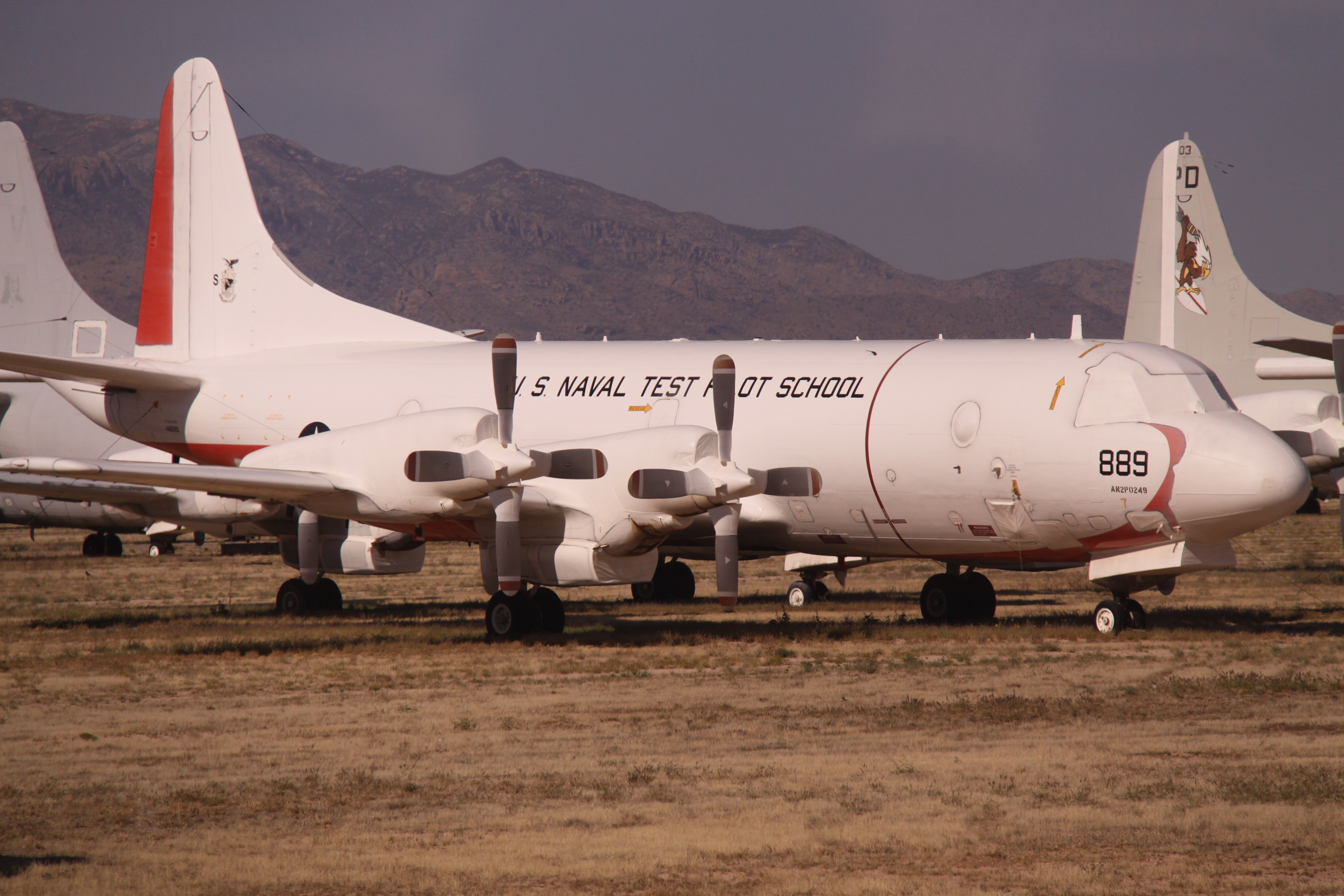
デビスモンサン空軍基地でモスボールされるNP-3D

### CP-140
CP-140 オーロラ (Aurora)
カナダ空軍向け。S-3 ヴァイキングと同じ対潜機材を搭載した派生型。18機製造。
CP-140A アークツゥルス (Arcturus)
カナダ空軍向け。対潜装備を搭載せず、訓練および海洋監視任務に用いられている。3機製造。

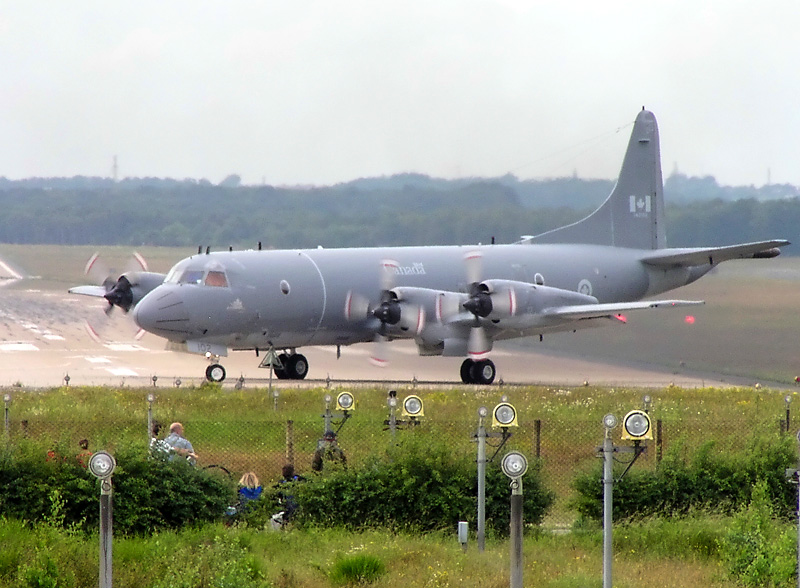
CP-140 オーロラ
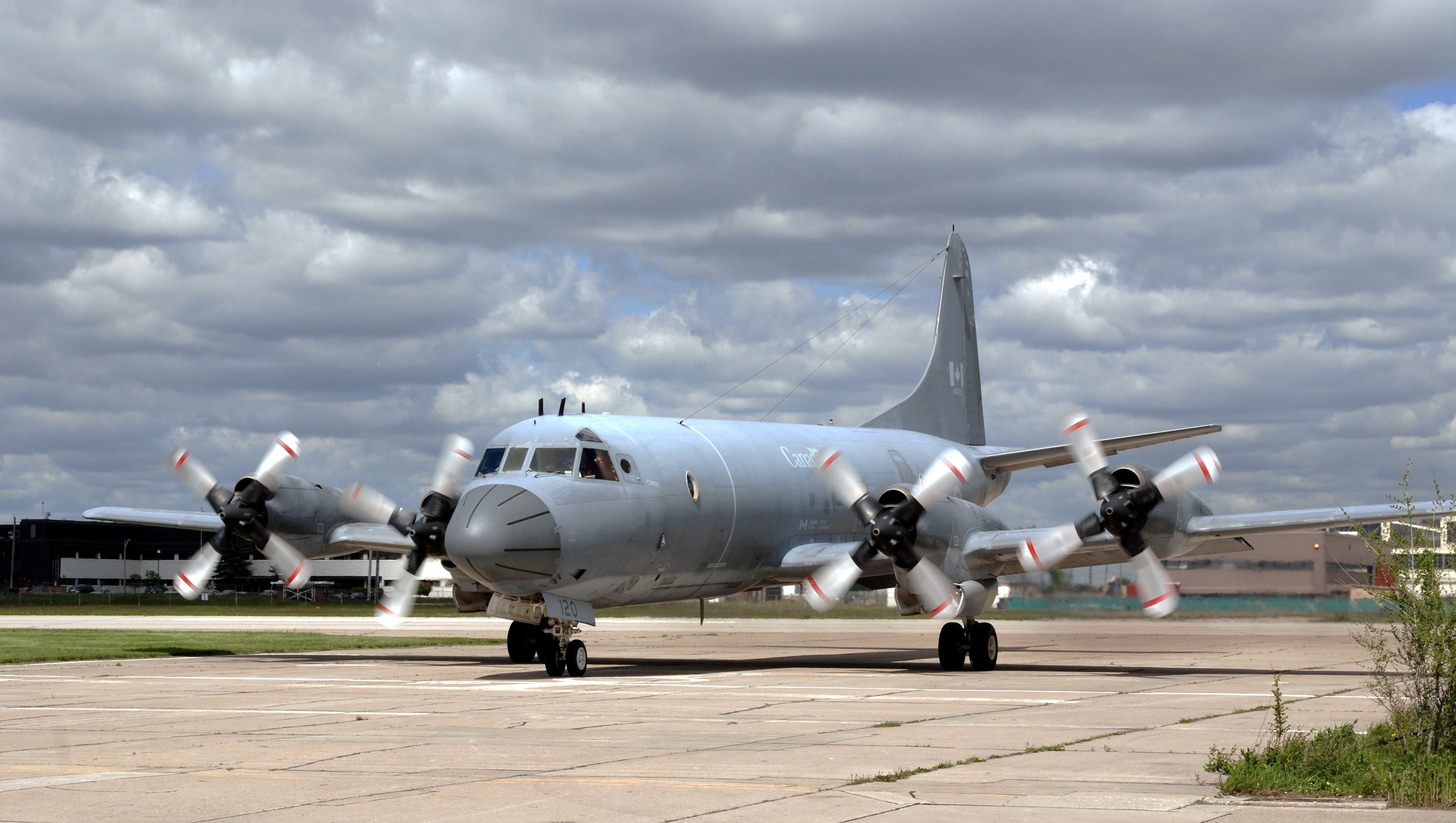
CP-140A

### 川崎重工業製
川崎重工業がライセンス生産したアップデートII.5相当のP-3C。
全て海上自衛隊向けで、合計98機を製造した。この98機に加えて、海上自衛隊にはアップデートII.5の3機がFMSにより完成状態で納入されている。
P-3C
アップデートII.5
最初の生産型。66機製造。
アップデートIII
追加生産とアップデートII.5から改修された機体を含め全32機
EP-3
電子戦データ収集機（電子情報偵察機）。5機製造。MADブームを降ろし、胴体前部下面、胴体上面にレドームが増設されている。センサーとして、電子戦データ収集装置を装備。乗員10名。第31航空群第81航空隊に配備。
OP-3C
画像データ収集機（画像情報偵察機）。5機改造。MADブームを降ろし、胴体前部下面にレドームが増設されている。センサーとして、SLAR（側方画像監視レーダー）またはLOROP（長距離監視センサー）を装備。乗員10名。第31航空群第81航空隊に配備。
UP-3C
試験評価機。1機製造。乗員5名。厚木航空基地第51航空隊に配備。
UP-3D
電子戦訓練支援機。3機製造。MADブームを降ろし、胴体上面に2箇所、胴体下面に2箇所のレドームを増設。乗員8名。艦艇に対する電子戦訓練と、必要に応じ標的の曳航やチャフの散布も行う。第31航空群第81航空隊に配備。

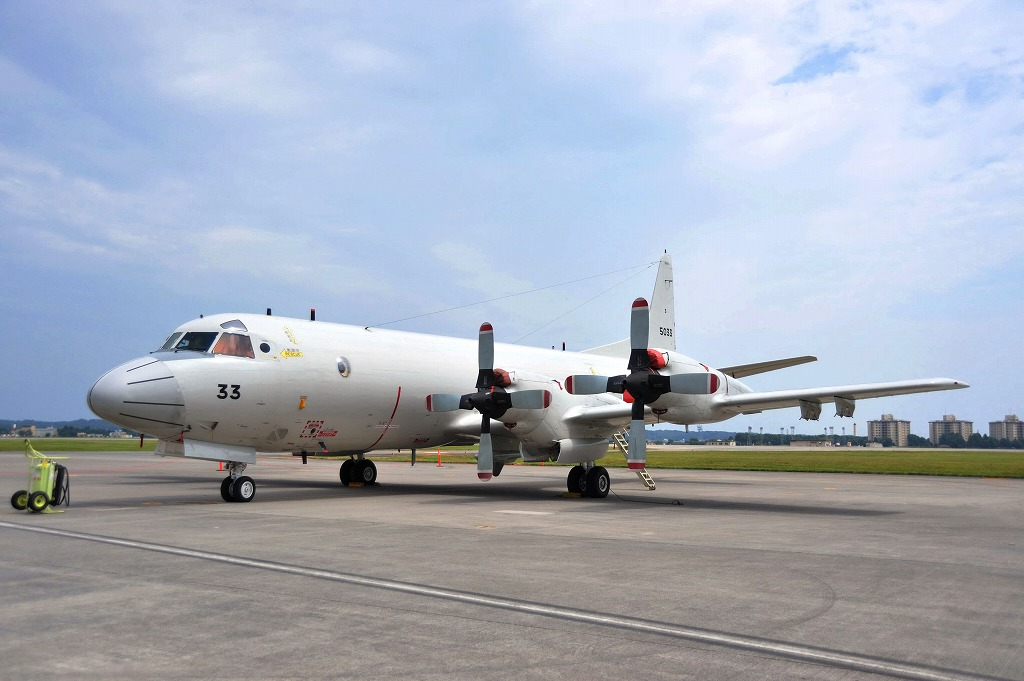
P-3C アップデートII.5（初期生産型）
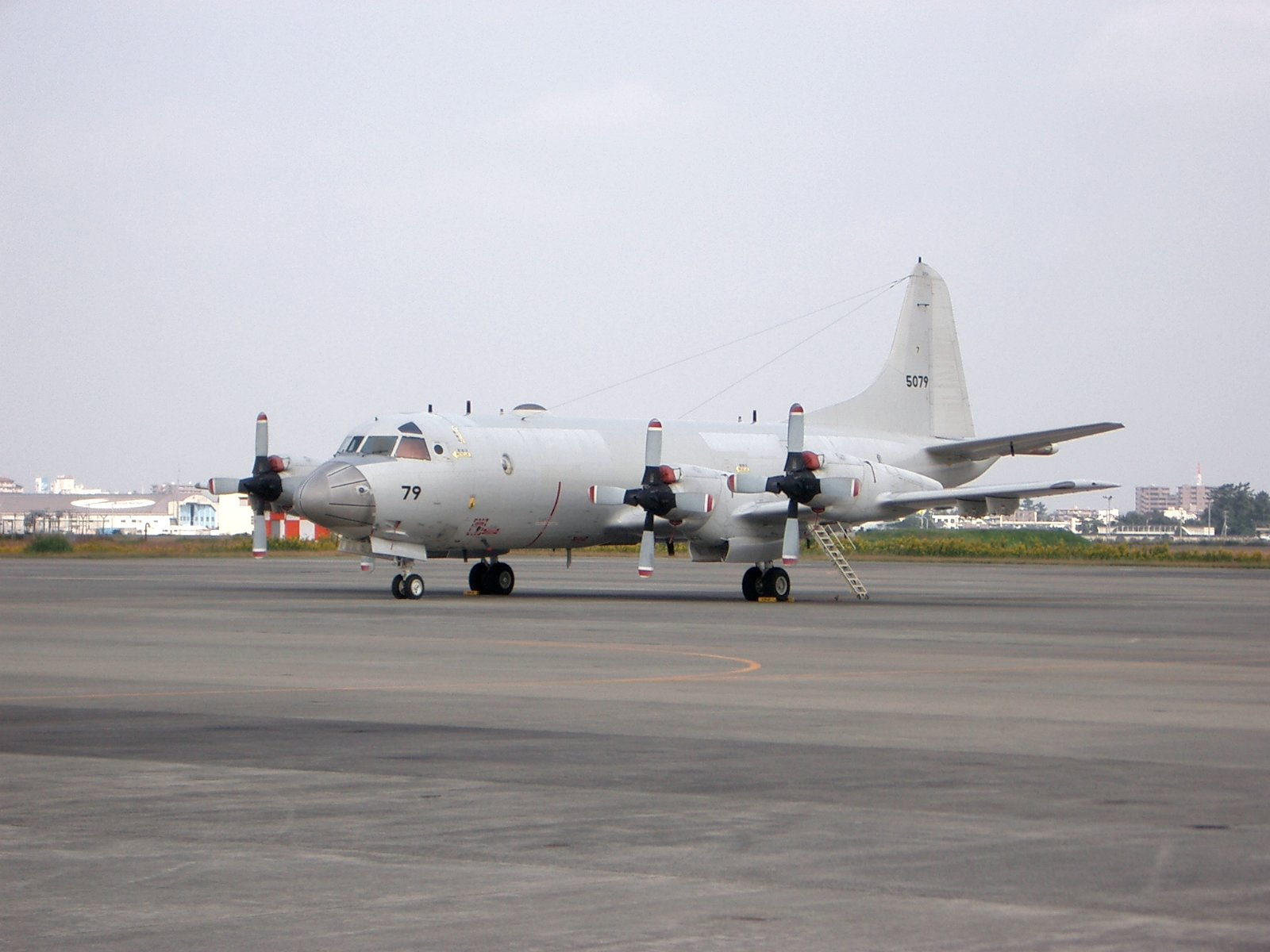
P-3C アップデートIII（後期生産型）
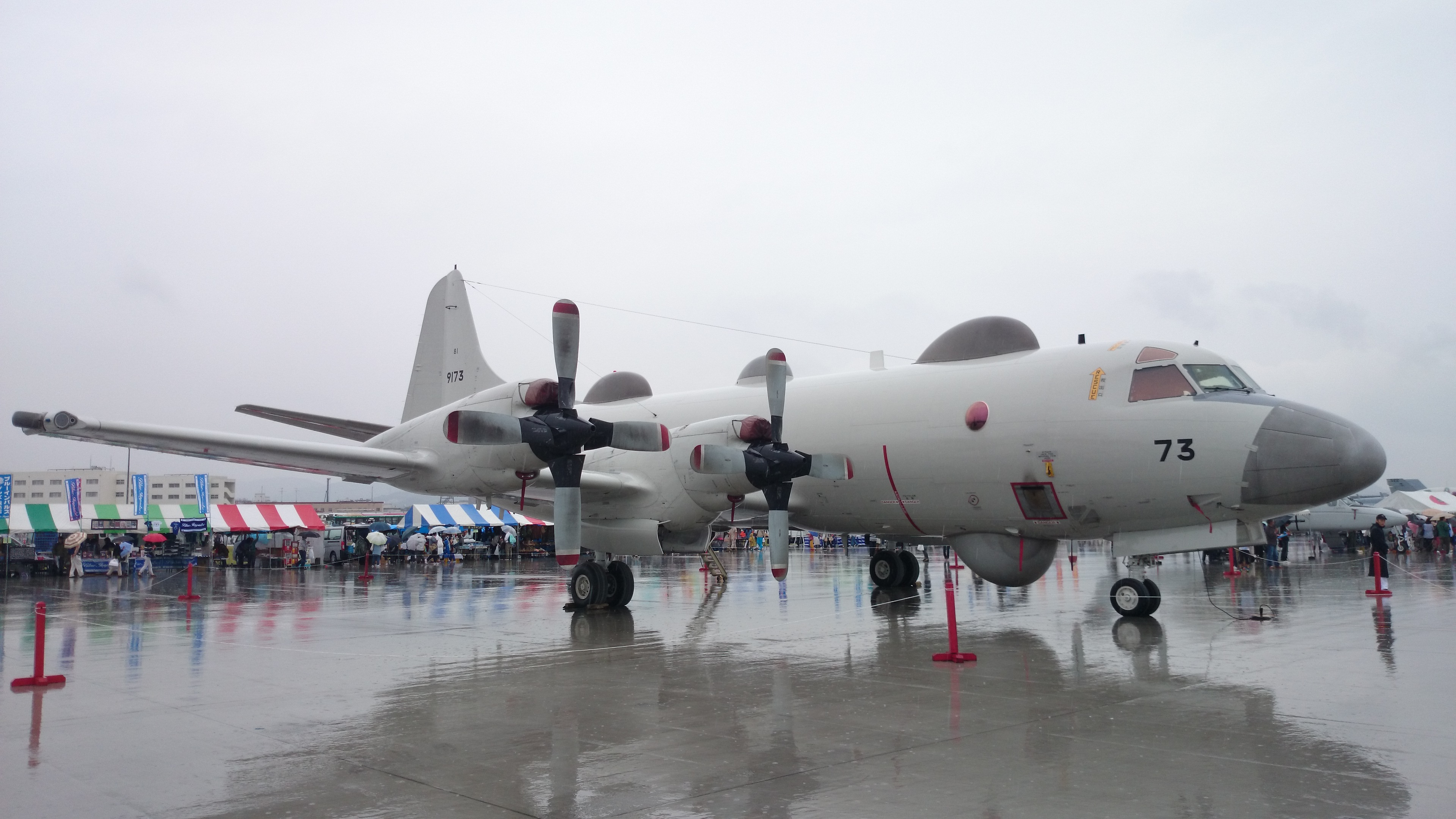
EP-3
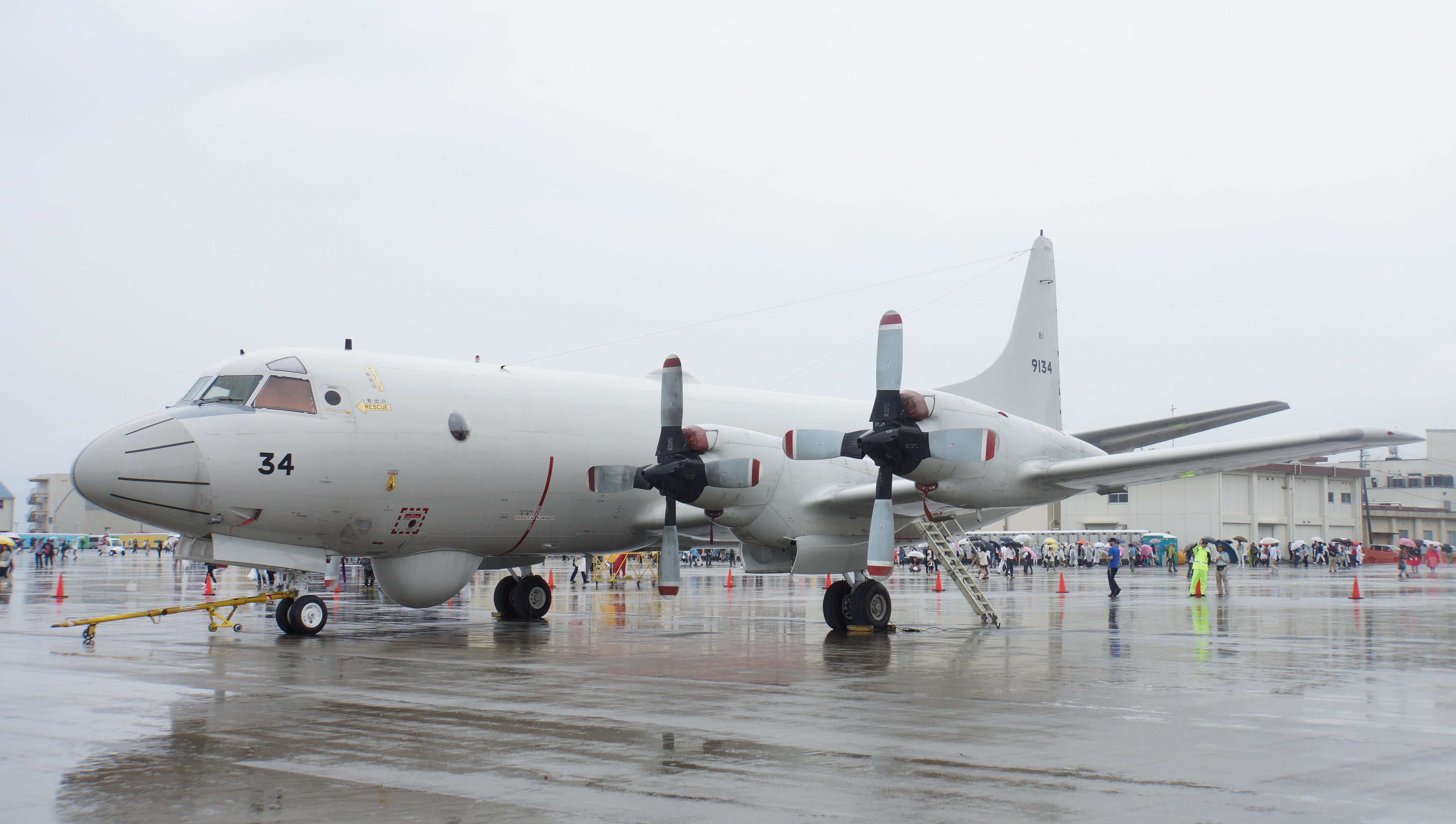
OP-3C
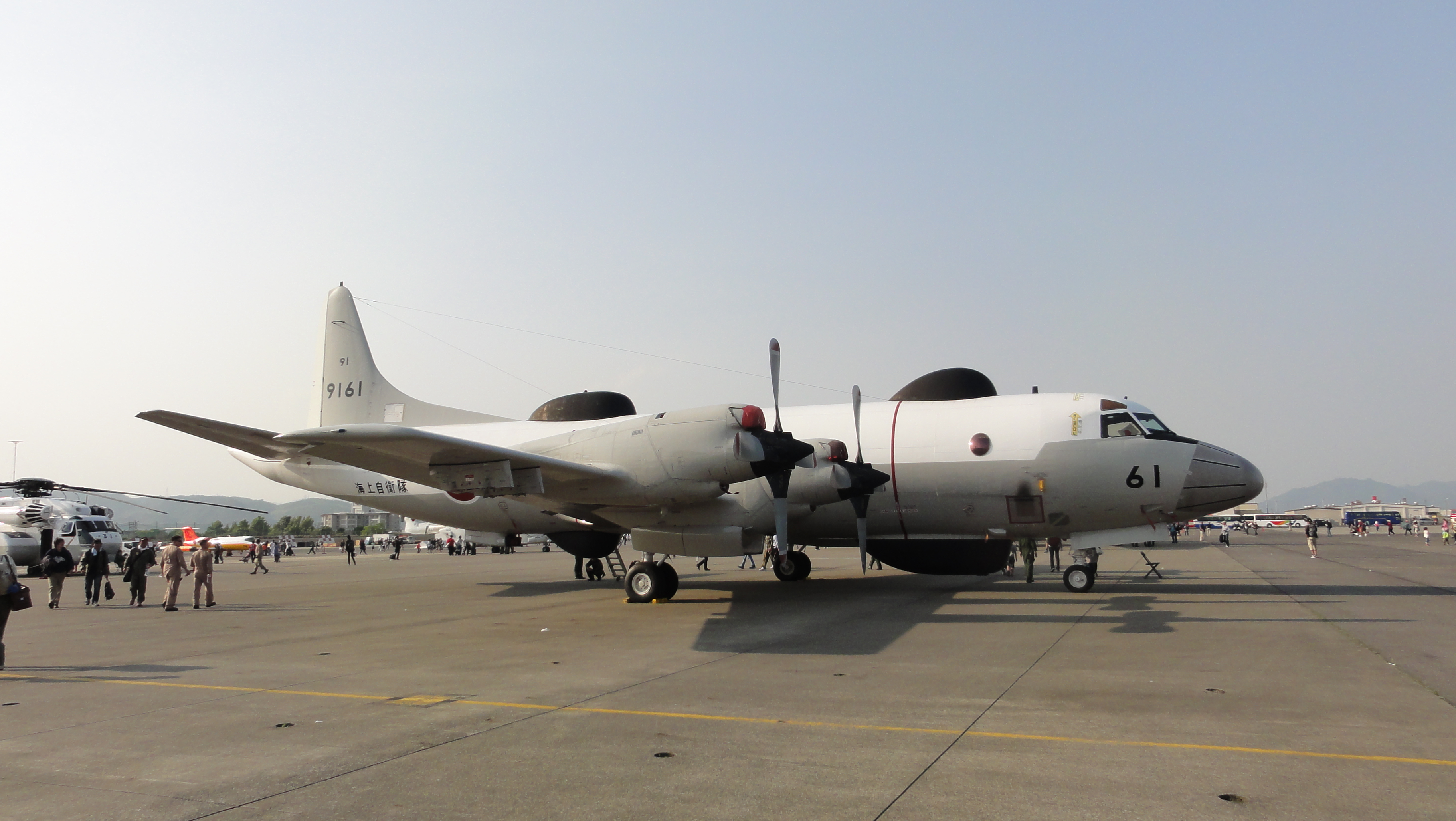
UP-3D

### 政府機関・民間
WP-3A
対潜装備を除去し気象観測用の機材を搭載した機体。胴体前部下部のウェポンベイを廃止し、気象レーダーを搭載している。ソノブイ投下口は海洋観測機器を投下するのに利用されている。
アメリカ海軍から購入したP-3Aを4機改造。
WP-3D
WP-3Aから2機が改造。
アメリカ海洋大気局 (NOAA) 所属の気象観測機。ハリケーン・ハンターとして運用中。
P-3-LRT
アメリカ合衆国税関・国境警備局向け。国境付近での麻薬密輸や不法入国の取締り用に一時使用。アメリカ海軍から購入したP-3Aを4機改造。
LRTはLong Range Trackerの略。
Aero Union P-3A Orion
民間航空会社エアロユニオンがアメリカ海軍からP-3Aを購入し、山火事の空中消火を行う消火活動用に改造した機体。通称エア・タンカー。

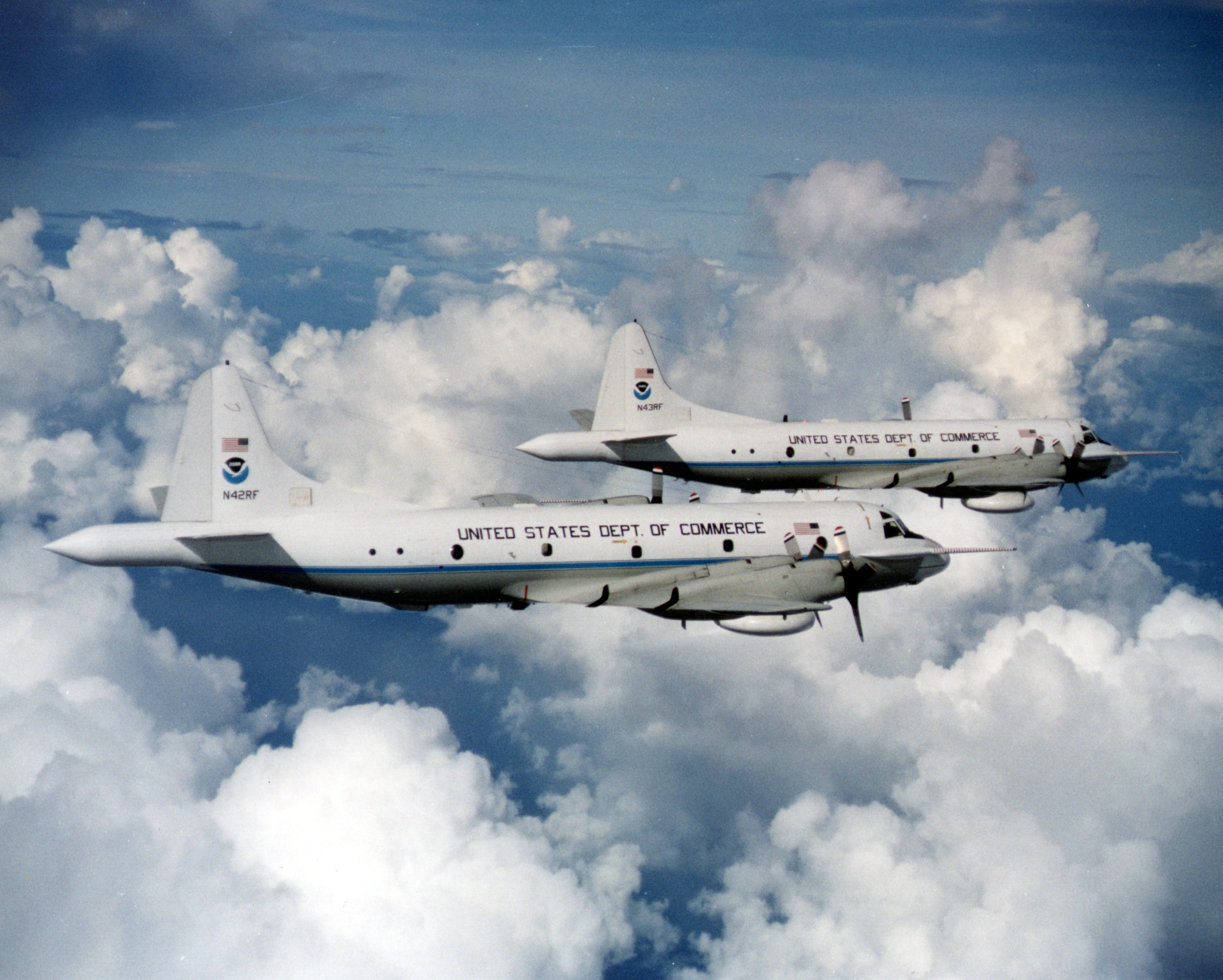
WP-3D
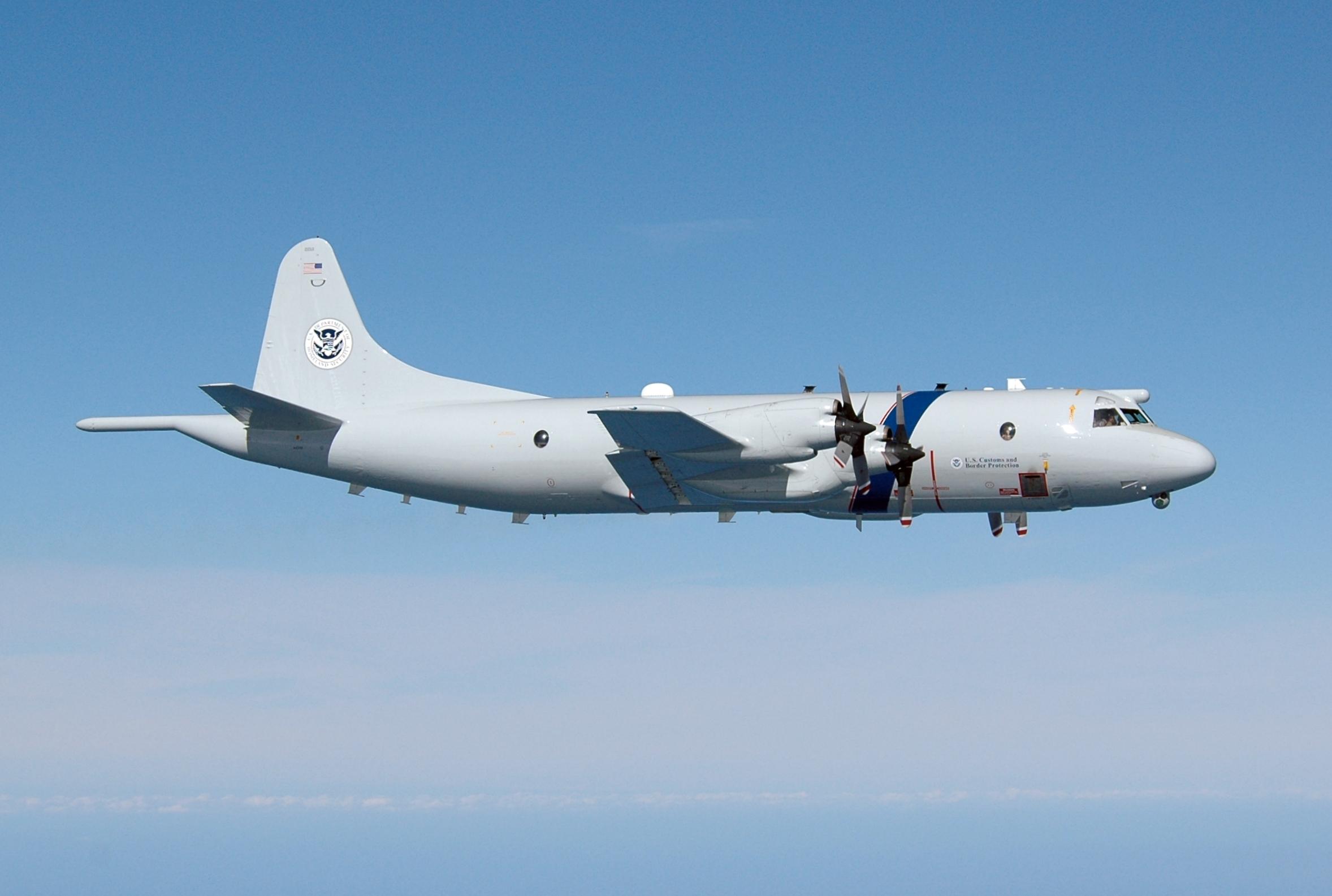
P-3-LRT
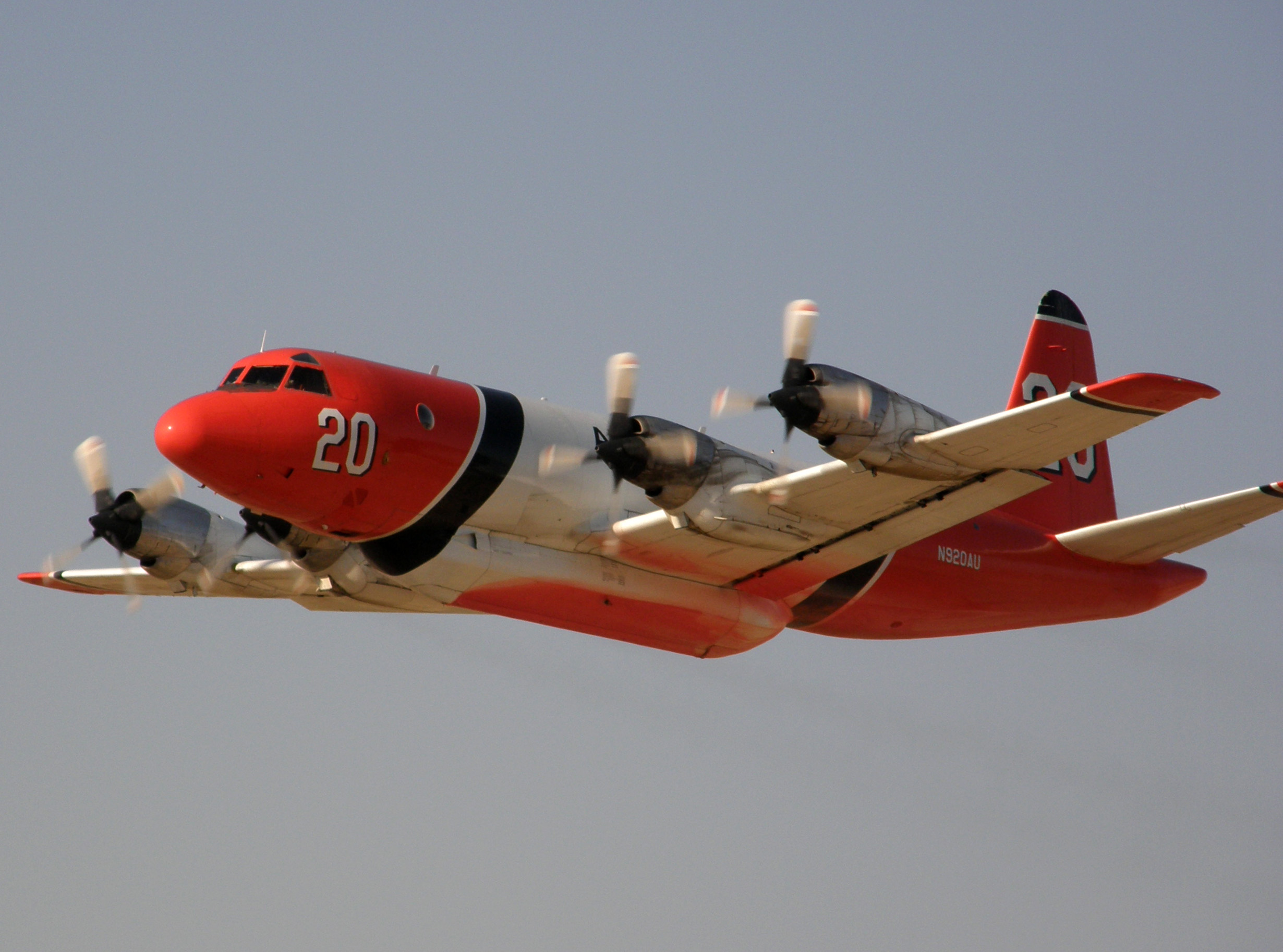
Aero Union P-3A Orion

### 計画
P-3G オライオンII（P-7）
全面近代化型。エンジン換装、新型プロペラブレードの導入、主翼の拡大、MADブームの取り付け位置変更、ペイロードの増大、アビオニクスの更新など。P-7に名称を変更し、1989年から全規模開発に入るも1990年開発中止。
P-3H
P-3G (P-7) 計画を簡略化した近代化改修型。P-3CアップデートIVを主翼およびエンジン/プロペラブレードのみP-3Gのものに変更したもの。提案のみ。

## 運用国

### 現在の運用国

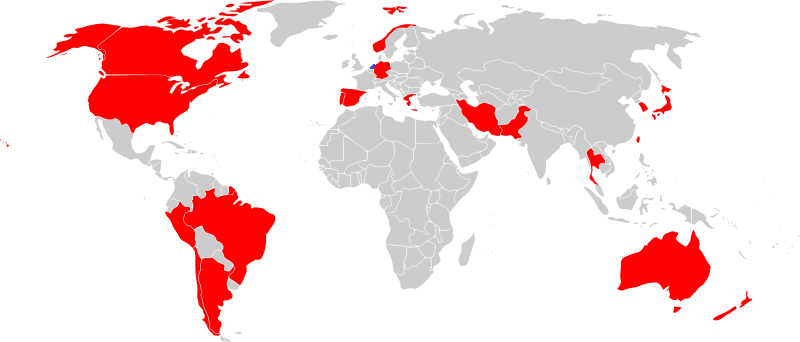
採用国（2010年）

アメリカ合衆国
アメリカ海軍のほか、アメリカ税関などでも哨戒用に少数機を導入。
2020年5月28日に第40哨戒飛行隊 (VP-40) 「ファイティング･マーリンズ」がP-3Cオライオンから後継機のP-8Aポセイドンへの機種転換が完了したと発表し、これによって哨戒飛行隊は全てP-8Aへ移行した。一部の機体は他国に売却されている。
 イラン
イラン空軍。イラン革命前にP-3Fを6機購入。2009年現在、帳簿上では3機運用中となっているが、飛行する姿が確認されているのは2機だけである。対潜機材や対艦ミサイルランチャーを取り外して海洋監視機として使用されている。独特の青色迷彩塗装の機体で、ホルムズ海峡付近では、タンカー等からもよく目撃されている。
 オーストラリア
オーストラリア空軍。
 カナダ
カナダ空軍。
 ギリシャ
ギリシャ空軍
 韓国
韓国海軍が1995年から導入を始め、P-3C/CKなどを16機運用する。導入から30年が経過した2020年代後半から、P-8への更新が予定されている。
 中華民国（台湾）
中華民国空軍。12機部隊の編成式典を2017年12月1日に実施。
 チリ
チリ海軍がP-3ACHを2機運用する。2018年にカナダのIMP社で近代化改修に入り、主翼の交換や機体構造の検査と補修を3600万ドルで行った。
 ドイツ
ドイツ海軍。オランダよりP-3Cを8機購入。近代化改修を予定していたが、技術的問題とそのためのコストが膨大であるとして、2020年6月17日に改修計画の打ち切りが発表された。
 ニュージーランド
ニュージーランド空軍がP-3Kを5機購入した。全機P-3K2に改良されている。2018年以降、朝鮮民主主義人民共和国（北朝鮮）の国連安保理決議違反の「瀬取り」監視のため、嘉手納基地を根拠地に国連軍地位協定に基づく監視飛行を行っている。
 ノルウェー
ノルウェー空軍。
 パキスタン
パキスタン海軍。
 ブラジル
ブラジル空軍。
 ポルトガル
ポルトガル空軍。オランダからP-3Cを購入したため、P-3Pは退役済。
 日本
海上自衛隊。本記事・日本における採用と運用の節に詳述。

### 過去の運用国
アルゼンチン
アルゼンチン海軍がP-3Bを6機採用した。機体の寿命が近づいたため、2019年12月19日にアメリカから中古のP-3Cを提供されることが発表された。機体は無償供与され、空輸や整備補修の費用7803万ドルをアルゼンチンが負担するとされたが、費用が高すぎることから断念されている。
 オランダ
オランダ海軍。ドイツとポルトガルに売却。
 スペイン
スペイン空軍。
 タイ
タイ海軍。

## 日本における採用と運用

### 国内開発の白紙還元
P-2Jの量産決定直前の1967年初頭から、その開発・生産を担当する川崎重工業は、既にその後継機について独自の研究開発を開始していた。また運用側である海上幕僚監部も、1968年ごろから基礎的な検討を開始していた。海幕では、P-3C搭載の画期的な対潜戦システム（A-NEWシステム）の情報を入手し、これをP-2J搭載機に導入したいと考えて、1968年には米軍事顧問団 (MAAG-J) に対して資料の提供を要請していたが、1969年4月、現時点ではこれを拒否する旨の回答があった。また1968年には、欧米各国における対潜哨戒機及び搭載載装備品等についての調査団も派遣されていたが、これらの調査・検討結果を踏まえて、海上自衛隊としては、次期対潜機は、搭載装備品を含めて日本で自主的に開発する方策について調査研究する必要があることを認識するに至った。
防衛庁は次期対潜機（PX-L）の国内開発に着手する決心を固め、昭和46年度以降、毎年のように基本設計のための予算を盛り込んでいたが、技術調査研究費のみが認められる状態が続いており、今度こそ本格的な開発が開始されるものと期待していた第4次防衛力整備計画の閣議決定直前には、逆に国産化方針の白紙還元が決定された。その後、従来から検討されてきた国産開発や現存機等の改造機に加えて、国産の機体にアメリカ製のシステムを搭載するという折衷案についても検討が進められた。しかし海自としては、現用機の減耗を考慮すると遅くとも1980年ないし1981年ごろまでには次期対潜機の部隊配備を開始しなければならないと考えており、このような計画の遅延を受けて、何らかの形で外国機の導入を図らざるを得ないものと考えるに至った。
一度はP-3Cの対日リリースを拒絶したアメリカ側も、増強が続くソビエト連邦の潜水艦戦力に対抗する必要から、海上自衛隊の対潜戦能力を向上させてその一翼を担わせることを構想するようになっており、1972年夏には、ニクソン大統領とキッシンジャー国務長官により、P-3Cの対日リリースが主張されるようになっていた。1973年7月にはP-3Cの対日リリースが可能であることが日本側に伝えられ、9月には岩国航空基地においてP-3Cのデモフライトが行われており、航空集団司令官や現場の隊員などの視察団が搭乗してシステムに触れ、その性能に深い感銘を受けていた。しかしアメリカ側は、P-3Cのシステムは機体と一体でなければリリースしない方針であった。ほぼ同世代の艦上哨戒機であるS-3Aの搭載システムであれば、カナダのCP-140用として単体で輸出された前例があり、期待されたものの、これはP-3Cのシステムと比べると大きく劣ったものであった。

### P-3Cの採用と調達開始

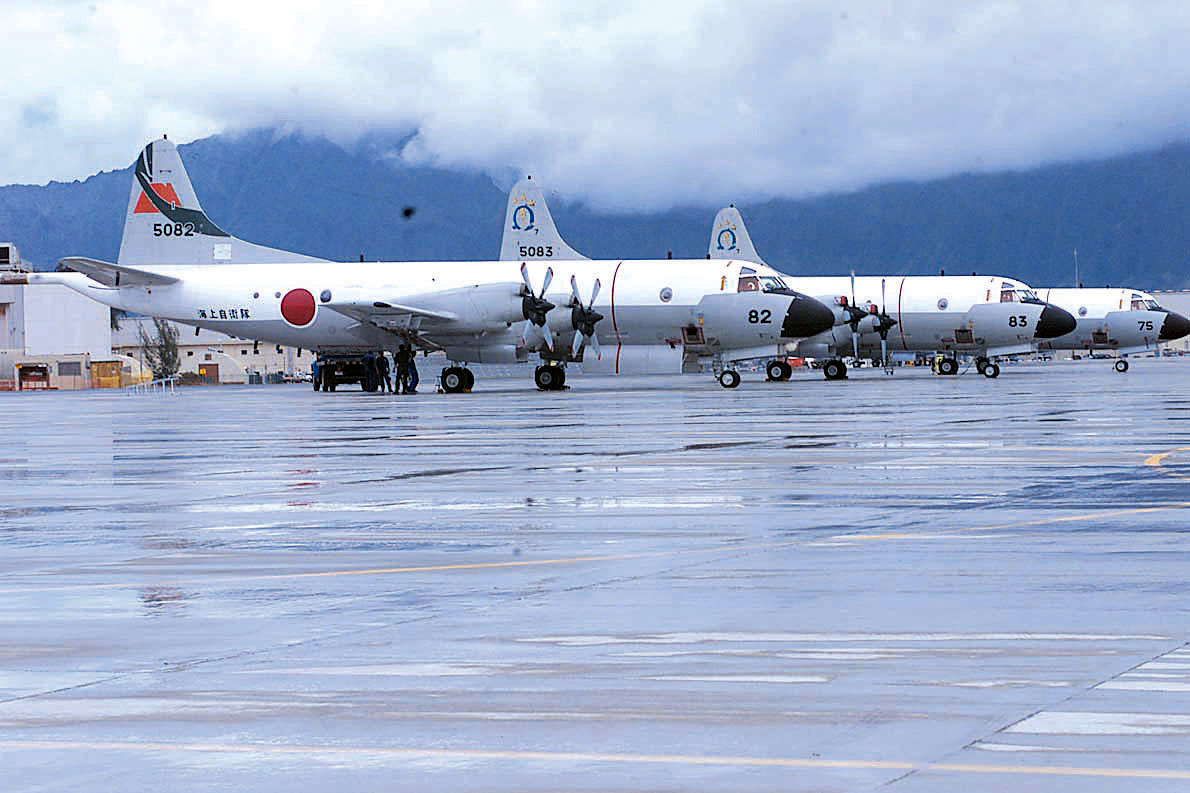
導入当初の塗装である二色迷彩の海上自衛隊のP-3C（2001年、演習のためハワイに展開した際の撮影）

海幕では、1975年5月から6月にかけて防衛部副部長を派米し、P-3Cの導入についての実地調査を行った。しかしこのようにP-3Cの導入へと傾いていた最中の1976年2月4日、アメリカ合衆国上院外交委員会多国籍企業小委員会（チャーチ委員会）での証言を発端としてロッキード事件が発生した。これはロッキード社が旅客機売り込み工作のため外国政府関係者に贈賄をしたというものであるが、P-3Cもロッキード社製であったうえに、田中首相がニクソン大統領に航空機購入を約束した日米首脳会談が行われたのが1972年で、上記の白紙還元と時期的に符合することもあって、関連が疑われた。
この事態を受けて、海幕は事実関係の調査や関係資料の作成、司法当局を含む部内外への説明、報道関係者への対応などで長期間にわたって忙殺され、一般業務にも大きな影響をもたらした。調査の過程で、ロッキード社のコーチャン副社長の証言により、同社と丸紅との間でP-3Cについて手数料1機15万ドルの契約があったことや、田中首相に支払われた5億円は旅客機というよりP-3Cの売り込みを見据えたものであったこと、閣僚に次ぐ高官との接触なども明らかになった。しかし海上自衛隊においては、対日リリースが許可された直後にコーチャン副社長が海幕長を表敬訪問したという以上の働きかけはなかったことが判明した。むしろ国会での討議の過程で、次期対潜機の必要性そのものは広く理解されるようになり、かえって導入の追い風となった部分もあったという。
こうして、防衛庁は1977年8月24日の庁議において、昭和62年度末までにP-3C 45機をライセンス生産により取得することと、53年度予算概算要求にP-3Cの購入費用などを計上することを内定した。これらの内容は12月の国防会議において承認され、P-3Cの導入が決定された。
当初、昭和53年度では有償軍事援助調達 (FMS) 機3機とライセンス生産機7機の取得が計画されたが、予算化されたのはFMS機3機とライセンス生産機7機となった。まずアメリカで製造されるFMS機が引き渡されることになり、1981年2月、ジャクソンビル海軍航空基地に根拠地を置くP-3C派米訓練隊が編成された。また上記の通り、P-3Cでは地上設備とリンクすることで高度な対潜戦能力を実現していることから、これらの地上施設の要員は先行して1980年より派米訓練に入っていた。1981年4月29日に1号機を受領したのを皮切りに、7月までに3機の引き渡しを受けて教育訓練に使用したのち、12月25日にはこれらの機体は厚木航空基地へと空輸されて、第51航空隊へと装備替えされた。また1982年5月26日には、川崎重工岐阜工場においてライセンス生産機1号機（通算4号機）が引き渡された。以後、国産率は順次に向上しており、機体は川崎重工、エンジンは石川島播磨重工、プロペラは住友精密、搭載電子機器等は各担当会社と契約が行われた。

### 体制の整備と配備の進展

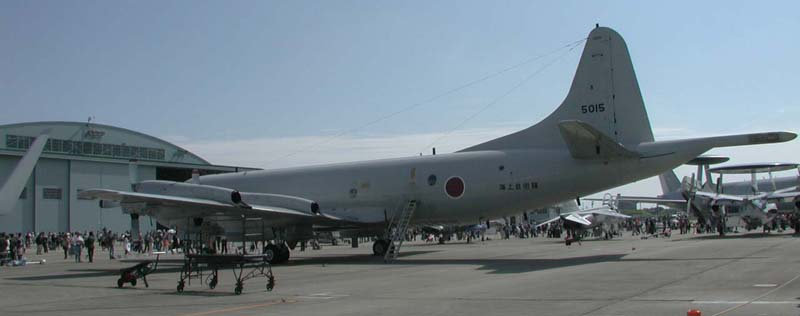
低視認性単色迷彩が施された海上自衛隊のP-3C
垂直尾翼の部隊マークは廃止され、国籍表示も小型化されている
（2005年 小牧基地にて）

1982年3月31日には最初の航空対潜水艦作戦センター (ASWOC) が厚木航空基地に配備された。そして1983年3月30日、第4航空群においてP-3C 6機、人員約130名をもって第6航空隊が新編され、初のP-3C部隊となるとともに、約90名の要員とともにASWOCが同群に移管された。同隊は既に部隊配備の時点で有事即応の体制を整備しており、その威力は、同年の海上自衛隊演習（58海演）において遺憾なく発揮された。この演習では、潜水艦隊が全く予期しない探知事象が多発して大きな衝撃を与え、潜水艦の放射雑音の低減に努力を傾注していく契機にもなった。
海自のP-3Cは、初号機から5045号機（昭和63年度就役）までは米海軍のP-3C アップデートIIと同じ形態であったが、その後、逐次改善を行ってきた。その主なものは、次のとおりである。
- 昭和63年度就役の5046号機から、捜索レーダー・新逆探装置・ロジックユニットの換装等
- 平成2年度就役の5061号機から、ディジタル化した自動操縦装置に改善
- 平成3年度就役の5070号機から、新音響処理装置・ロジックユニットを換装
- 平成5年度就役の5089号機から、衛星通信装置を装備
- 平成6年度就役の5097号機から、アンチ・スキッド・システムを装備
- 平成8年度就役の5100号機から、新戦術データ処理装置・逆探装置の換装及び衛星航法装置を装備

1997年（平成9年）9月17日に最終号機（5101号機）が完成し、岐阜工場において完納式が実施された。
ASWOCについても、最初のシステムは地上に据え付けるコンテナ・タイプであったが、それ以降のASWOCは地下に作られ、抗堪性が高められた。なお、最初のASWOCは、昭和63年度に厚木航空基地から鹿屋航空基地に移転された。また滑走路については、本機の重量・車輪構造の関係から、現用滑走路の上に約33センチかさ上げする必要が生じたので、昭和59・60年度に八戸航空基地、昭和60 - 62年度に下総航空基地、昭和63 - 平成元年度に鹿屋航空基地で滑走路のかさ上げを行った。なお、厚木・那覇・岩国各航空基地の滑走路は、滑走路の厚みが十分満足していたのでかさ上げの工事は行わなかった。さらに、P-3Cが各航空基地に配備されるのに伴い、必要とする格納庫が逐次整備されていった。
海上自衛隊では1998年（平成10年）頃からP-3Cの機種呼称を「対潜哨戒機」から「哨戒機」へと変更しており、対潜水艦一辺倒だった体制を改善し、不審船対策や東シナ海ガス田に対する監視強化も主要任務に挙げられている。また、2000年（平成12年）からはアメリカ海軍にあわせ白と灰色の二色塗り分けにノーズを黒とした洋上迷彩を改め、明灰色単色の低視認性塗装が適用された。訓練機は視認性向上のため主翼の端は蛍光オレンジに塗装している（空自のT-4と同じ）。派生型は、EP-3・OP-3Cは低視認性塗装、UP-3C・UP-3Dは旧塗装である。
2025年3月末時点の海上自衛隊のP-3C保有数は27機である。また、余剰機を改修して転用し、老朽化の進むYS-11の各種任務型を置き換える計画もあった。初期導入機体から国産のターボファン4発機P-1に更新されるほか、現用機の一部は機齢延伸措置を行い、6年程度延伸する計画を予定している。
日本国内でのP-3の修理は川崎重工からの下請けで日本飛行機が行っており、海上自衛隊だけでなくアメリカ海軍機の修理も厚木航空基地に隣接する航空機整備事業部で行っている。

#### 配備基地
八戸航空基地
- 第2航空群 - 第2航空隊

下総航空基地

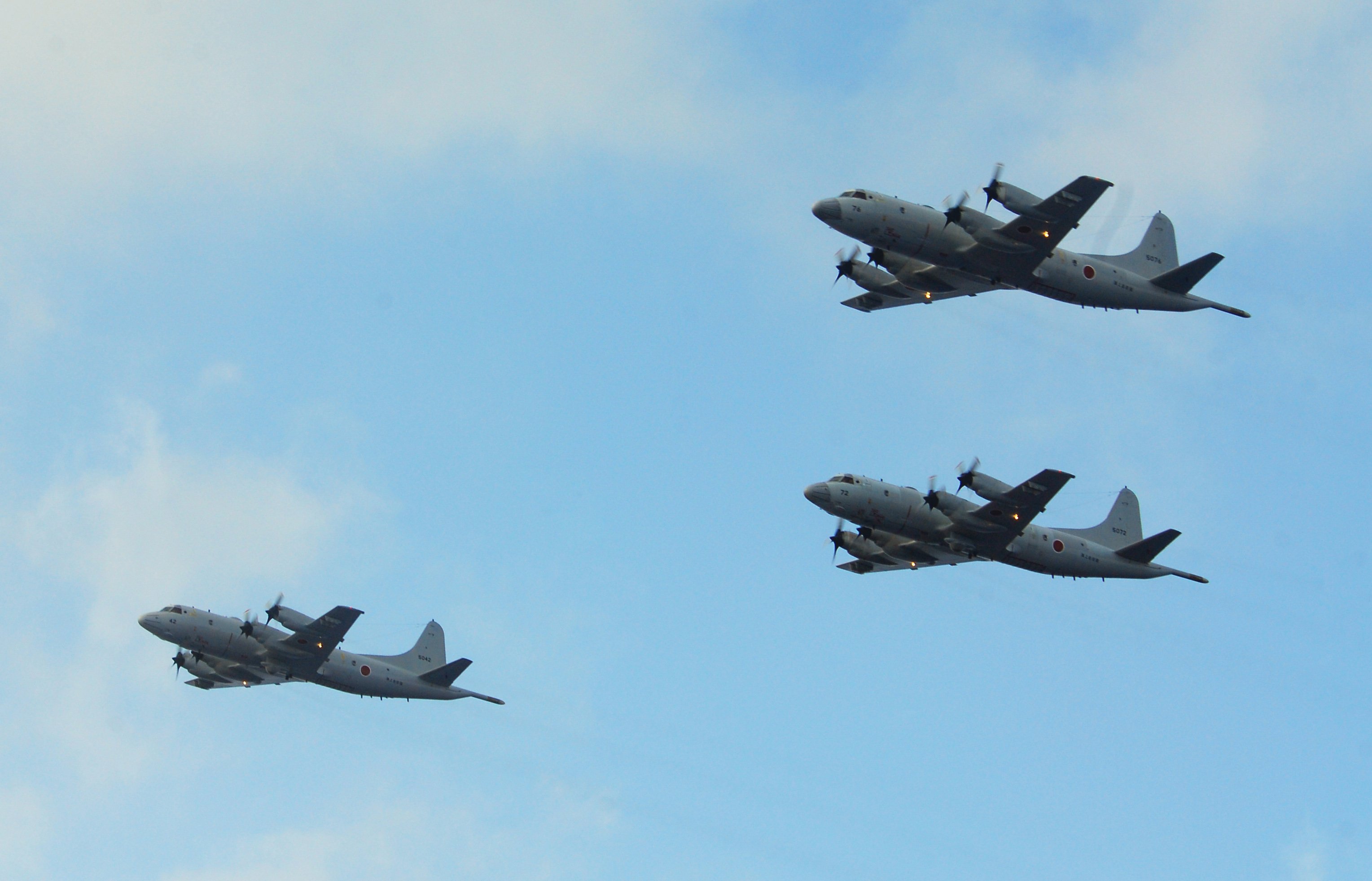
編隊を組む3機のP-3C

- 下総教育航空群 - 第203教育航空隊（練習機）

厚木航空基地
- 第51航空隊（P-3C/UP-3C〈評価試験機〉）

岩国航空基地
- 第31航空群 - 第81航空隊（EP-3〈電子戦データ収集機〉/OP-3C〈画像データ収集機〉/UP-3D〈電子戦訓練支援機〉）

那覇航空基地
- 第5航空群 - 第5航空隊

### 日本での改造・改良
1986年（昭和61年）ごろ、P-3Cを母体に、E-2Cと同じAN/APS-138レーダーを搭載して早期警戒能力を付与し、さらにAN/AWG-9レーダー・火器管制装置とAIM-54 フェニックス12発を装備した機材で船団の防空を行うという「空中巡洋艦」とも称される大型戦闘機構想が検討されていたが、防空範囲は在空空域周辺に限られ、作戦柔軟性や迅速性に乏しく、護衛艦隊の都合に合わせて一体運用できないといった理由から早々に検討対象から除外された。
冷戦終結による哨戒作戦の減少に伴い、20機程度が実働任務から削減されることになり、そのうち5機が画像情報収集機OP-3Cに独自改造された。また、1991年（平成3年）から1998年（平成10年）にかけて、P-3Cをベースにした電子戦データ収集機EP-3に5機が、1994年（平成6年）に装備試験機UP-3Cに1機が、1998年から2000年（平成12年）にかけて電子戦訓練支援機UP-3Dに3機が改造製造された。
一方、哨戒機としての運用を継続している機体についても改造が行われ、衛星通信装置、合成開口レーダー、画像伝送装置、ミサイル警報装置、GPS対応電子海図表示装置、AIS:自動船舶識別装置、次世代データリンクなどの追加装備によって、年々能力向上を図っている。

### 他国への売却
P-1への置き換えで余剰機が発生するP-3Cを他国に移転することが計画されており、いくつかの国で協議されている。
南シナ海での監視能力強化を図りたいフィリピンは当初P-3Cを希望していたが、後に運用に高度な能力を必要とし維持費も高いP-3Cに代わり、より扱い易く維持費が安いTC-90に変更となった。
マレーシアには南シナ海での同国の監視能力の向上を後押しし、海洋進出する中国をけん制する狙いでP-3Cの無償供与を提案している。導入希望はマレーシアが持ちかけたという。この場合を修理して引き渡すが潜水艦探知用の高性能レーダーなどは防衛機密に当たる可能性があるため取り外す予定だという。

## 後継機

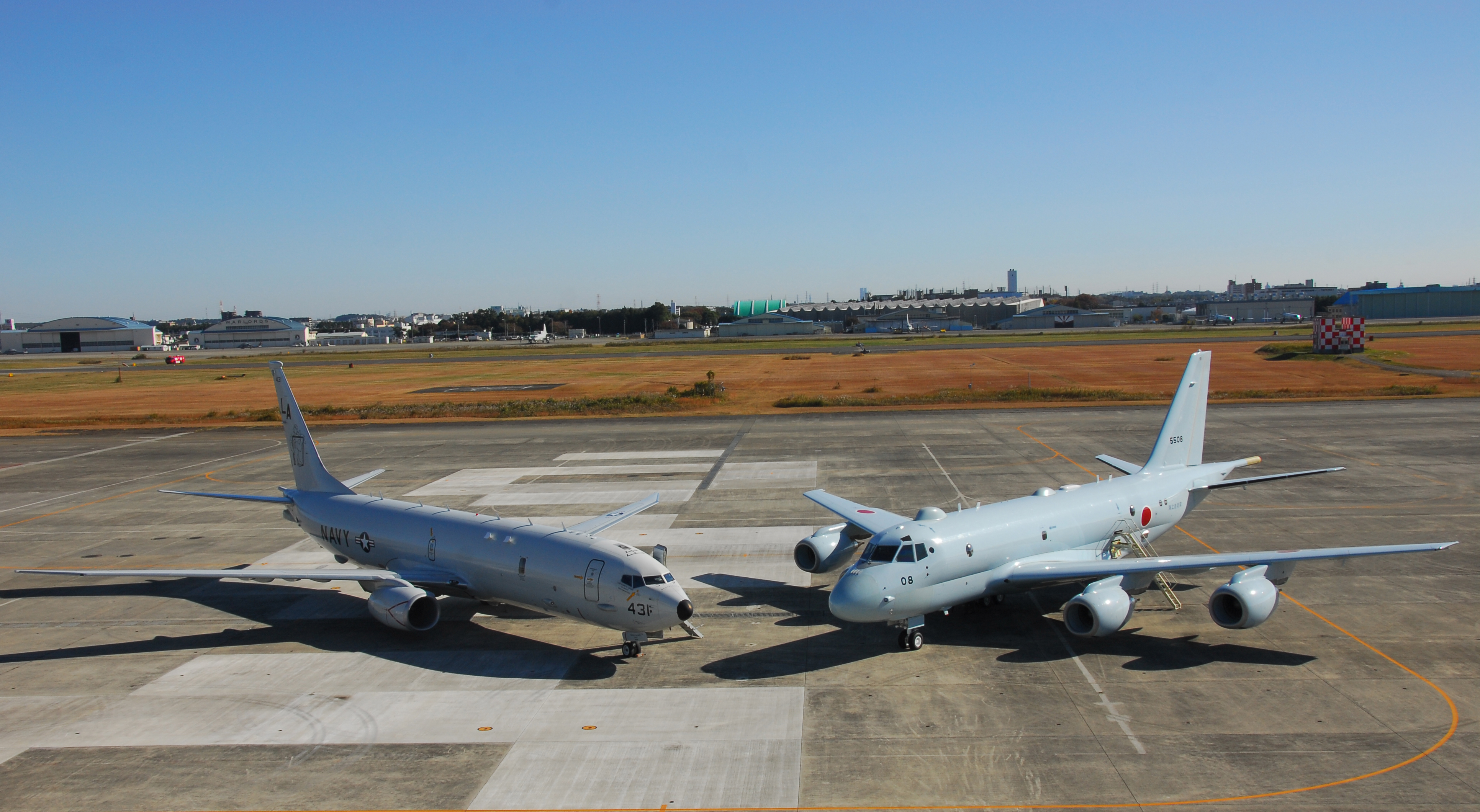
P-3Cの後継機となるP-8A（左）とP-1（右）

初飛行から50年以上が経過し、装備の近代化改修を繰り返しているものの、機体の老朽化による寿命と後継となる予定だったP-3Gの案が消えたことから、2000年代に入り後継機の導入計画が各国で進められている。アメリカ海軍はボーイング737を改造したP-8が2013年から正式運用を開始した。海上自衛隊は2009年から初期に導入したP-3Cの退役が始まり、2015年から独自開発したP-1の正式運用を開始した。
この他にはエアバスがA319ベースの「A319 MPA」を、ATRがATR 72ベースの「ATR 72 ASW」を提案している。

## 性能・主要諸元 (P-3C UD-II)
出典: , 
諸元
- 乗員: 11名
- 全長: 35.6 m (116 ft 10 in)
- 全高: 10.3 m (33 ft 10 in)
- 翼幅: 30.4 m (99 ft 9 in)
- 翼面積: 1,300 sq ft (120 m2)
- 空虚重量: 66,900 lb (30,300 kg)
- 基本離陸重量: 123,000 lb (56,000 kg)[41]
- 最大離陸重量: 
（通常）139,760 lb (63,390 kg)
（過積載）142,000 lb (64,000 kg)
- 動力: アリソンT56-A-14 ターボプロップ、4,600 hp (3,400 kW)    × 4

性能
- 最大速度: 761.2km/h=M0.62 （411kts）
- 巡航速度: 607.5km/h=M0.49 （328kts）
- 航続距離: 3,645 nmi (6,751 km)
（※Mk.46×4発、AGM-84A×4発搭載時）
- 実用上昇限度: 28,300フィート (8,600 m)
- 離陸滑走距離: 4,660 ft (1,420 m)
（※Mk.46×4発、AGM-84A×4発搭載時）

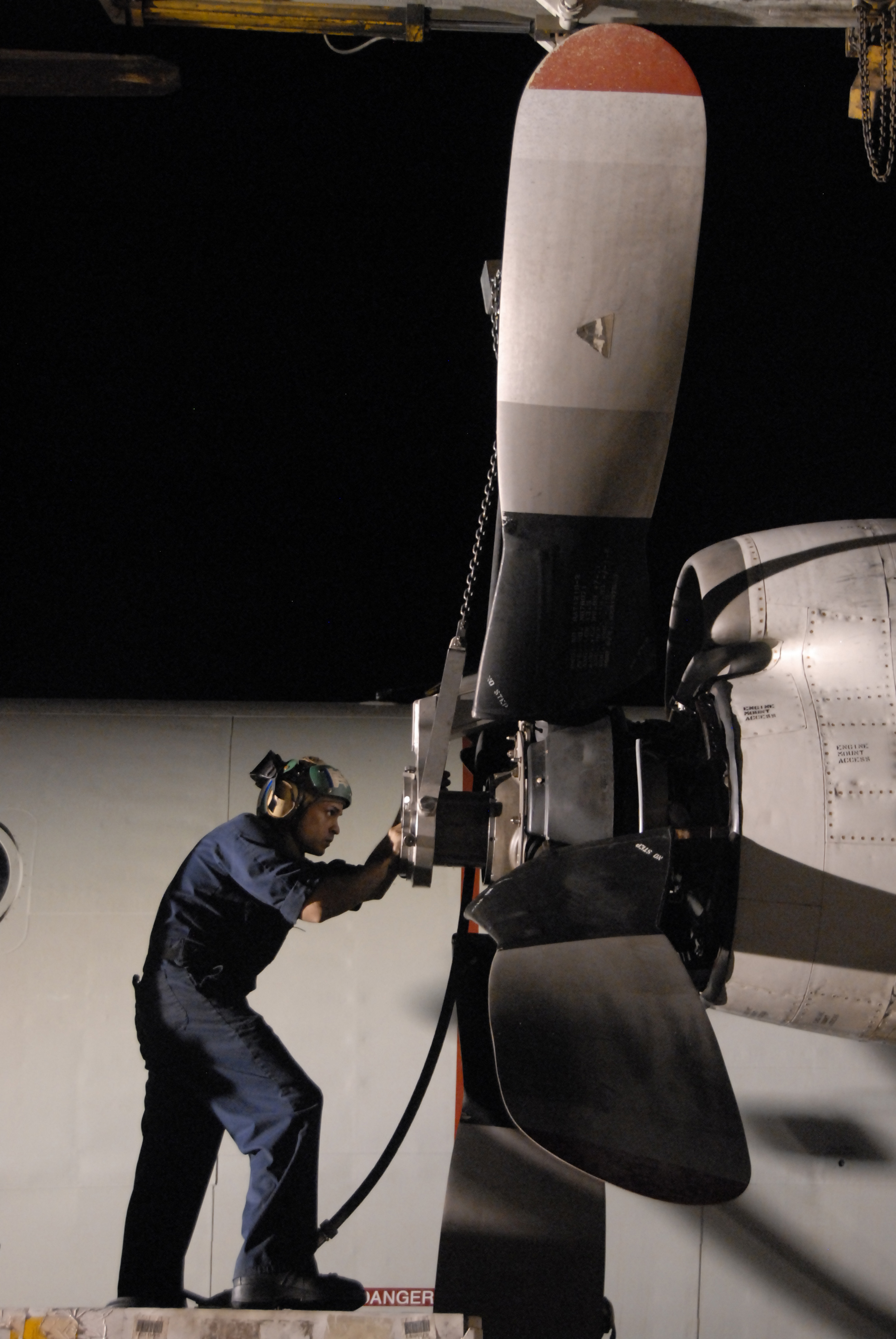
P-3C 横から見たプロペラ
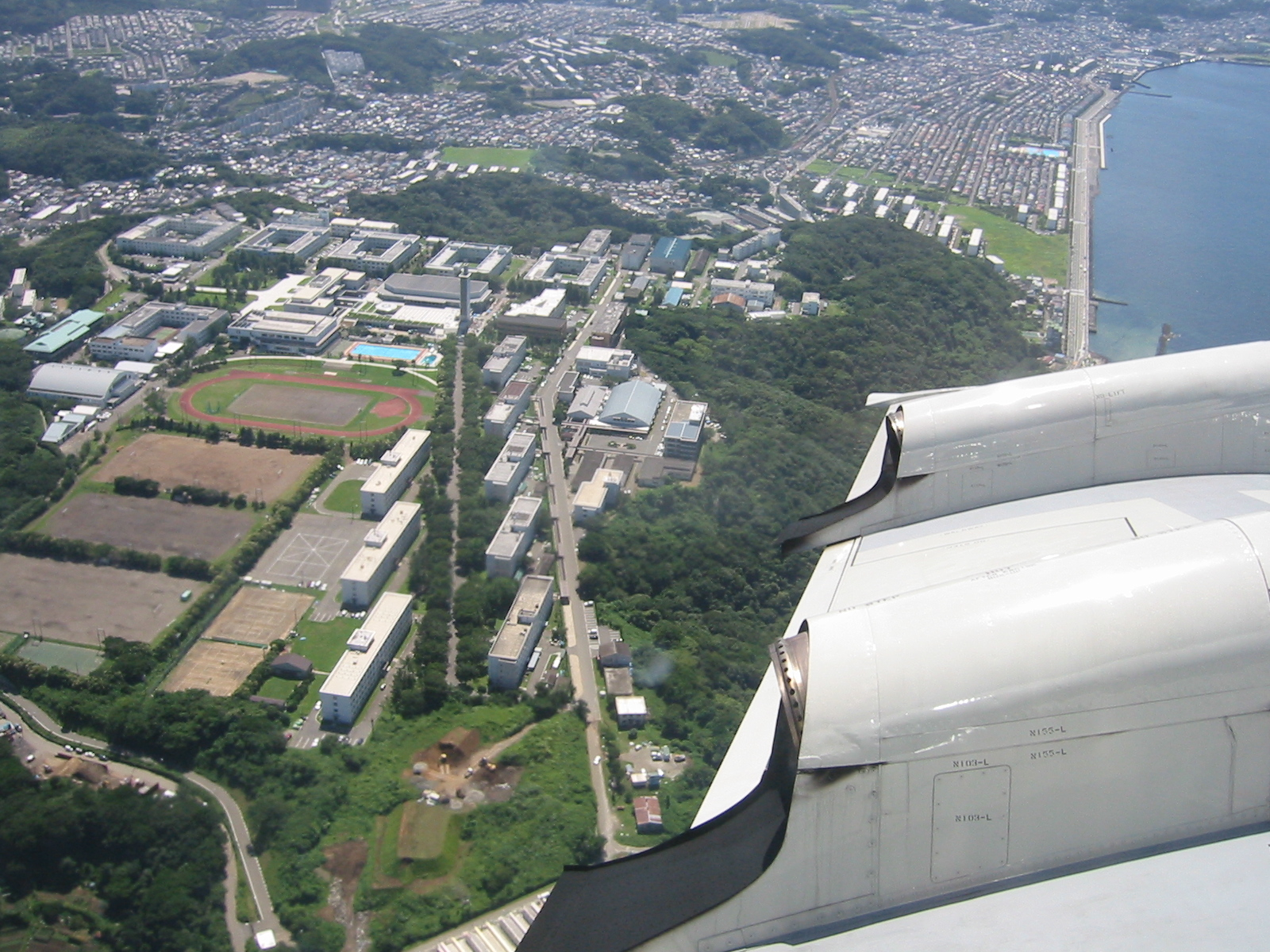
P-3C 機上から見たエンジン後部。画面左は防衛大学校
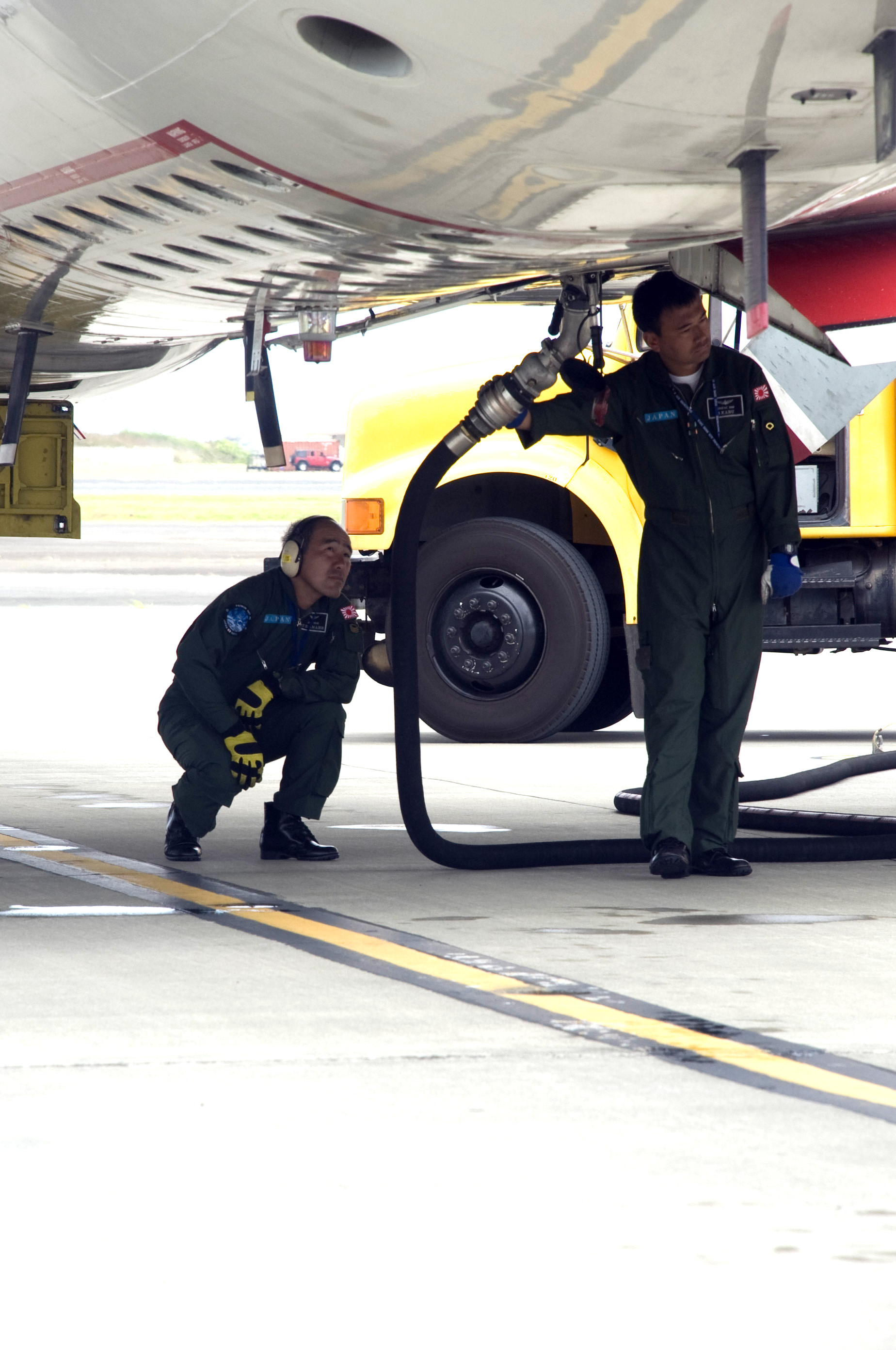
燃料補給の様子
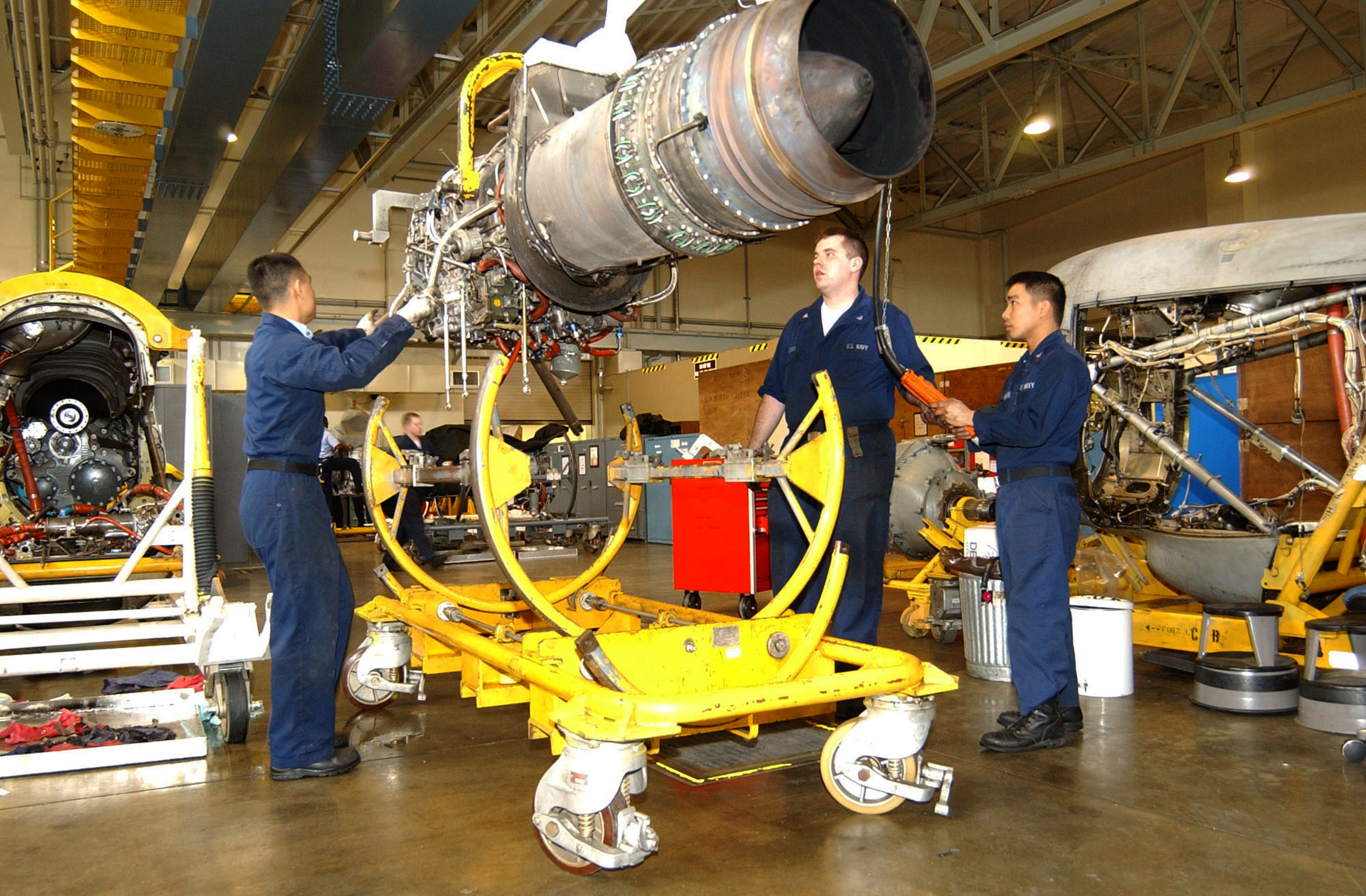
エンジン整備中の様子
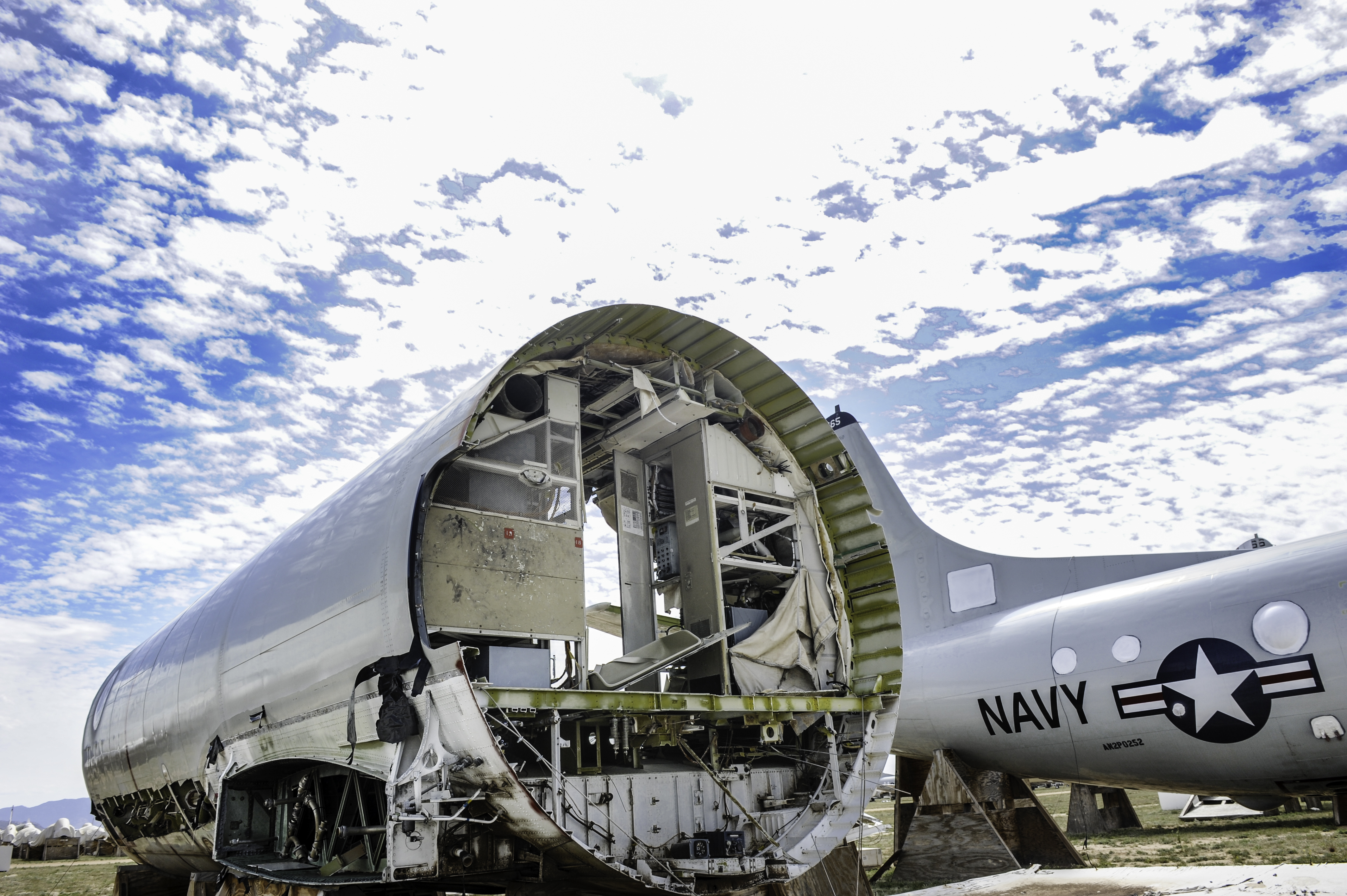
P-3C 胴体の構造（主翼付近）
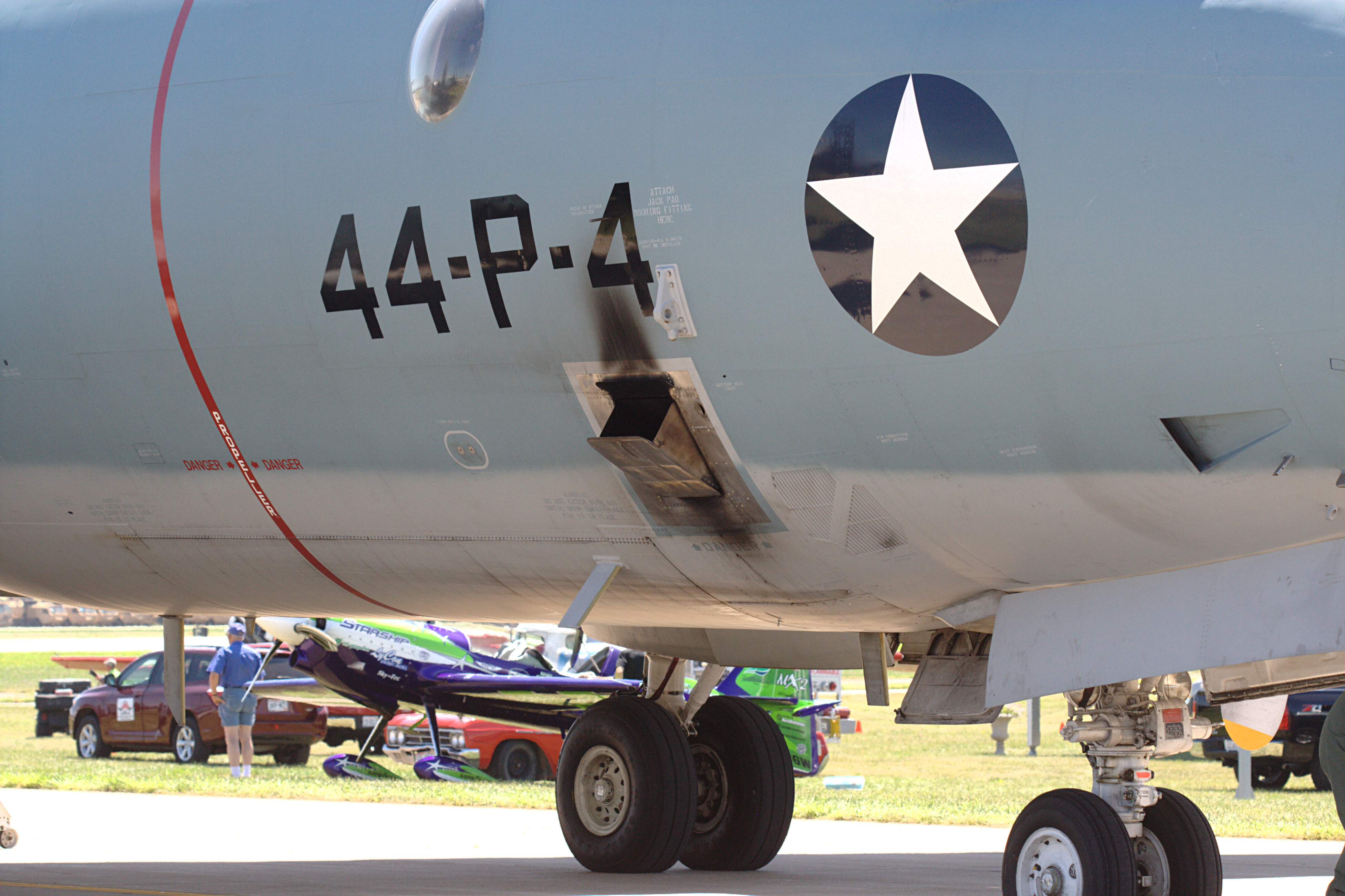
APU排気口

### 主な装備品
顧客に合わせた機内設備の変更・更新を考慮した旅客機をベースとしていることから追加・更新が容易であるため、戦術データ・リンクやミサイル警報装置など開発当初は考慮されていなかった装備の追加が容易なことから、導入国は運用に合わせた装備を随時導入・更新しており多数のバリエーションが存在する。
- 無線通信
  - UHF/VHF無線機（国際VHFも含む）
  - HF無線機
  - 暗号通信装置
  - 衛星通信装置（SATCOM通信用機材等）
  - 戦術データ・リンク（リンク 11等）
- 洋上監視レーダー・光学装置
  - 磁気探知機（AQS-81等）
  - 捜索用レーダー（AN/APS-115等）
  - ESM 逆探知装置
  - ISAR 逆合成開口レーダー（AN/APS-137等）
  - IRDS 赤外線探知装置（AN/AAS-36等）
- ソノブイ
  - ソノブイ投射機（手動装填式）
  - 音響信号処理システム（AN/AQA-7、AN/UYS-1等）等
- 自機防御システム
  - ミサイル警報装置
  - デコイ（フレア・チャフ）投射システムの設置スペース
- 電子ポッド
  - データリンク・ポッド（AN/AWW-13等）
  - ESMポッド（AN/ALQ-78等）
  - カメラポッド（AN/AXR-13等）
  - 照準ポッド … 一部はアップデートで機内引き込み式のターレットに変更されている。[要検証 – ノート]
- 武装・威嚇用装備
  - 魚雷（Mk46・Mk54・97式短魚雷等）
  - 爆雷（150kg対潜爆弾等）
  - 機雷（Mk62 クイックストライク機雷等）
  - 核爆弾（B57 アメリカ海軍のみ）1993年引退
  - 空対艦ミサイル（AGM-84、ASM-1C等）
  - 空対地ミサイル（AGM-84H等）
  - ズーニー・ロケット弾（LAU-10D/aに装填）
  - 水中発音弾（警告用の音響弾）

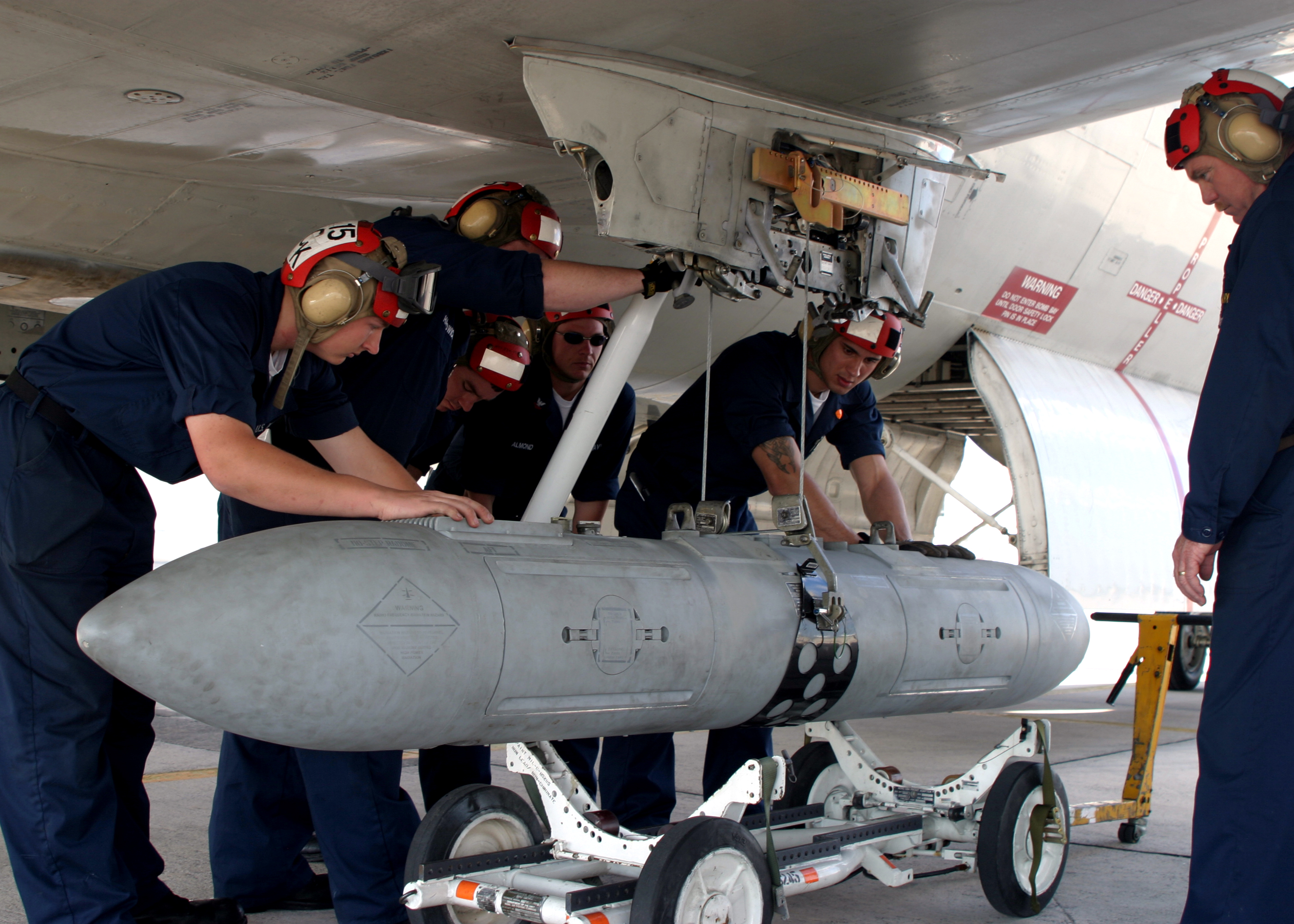
AN/AWW-13の取り外し作業
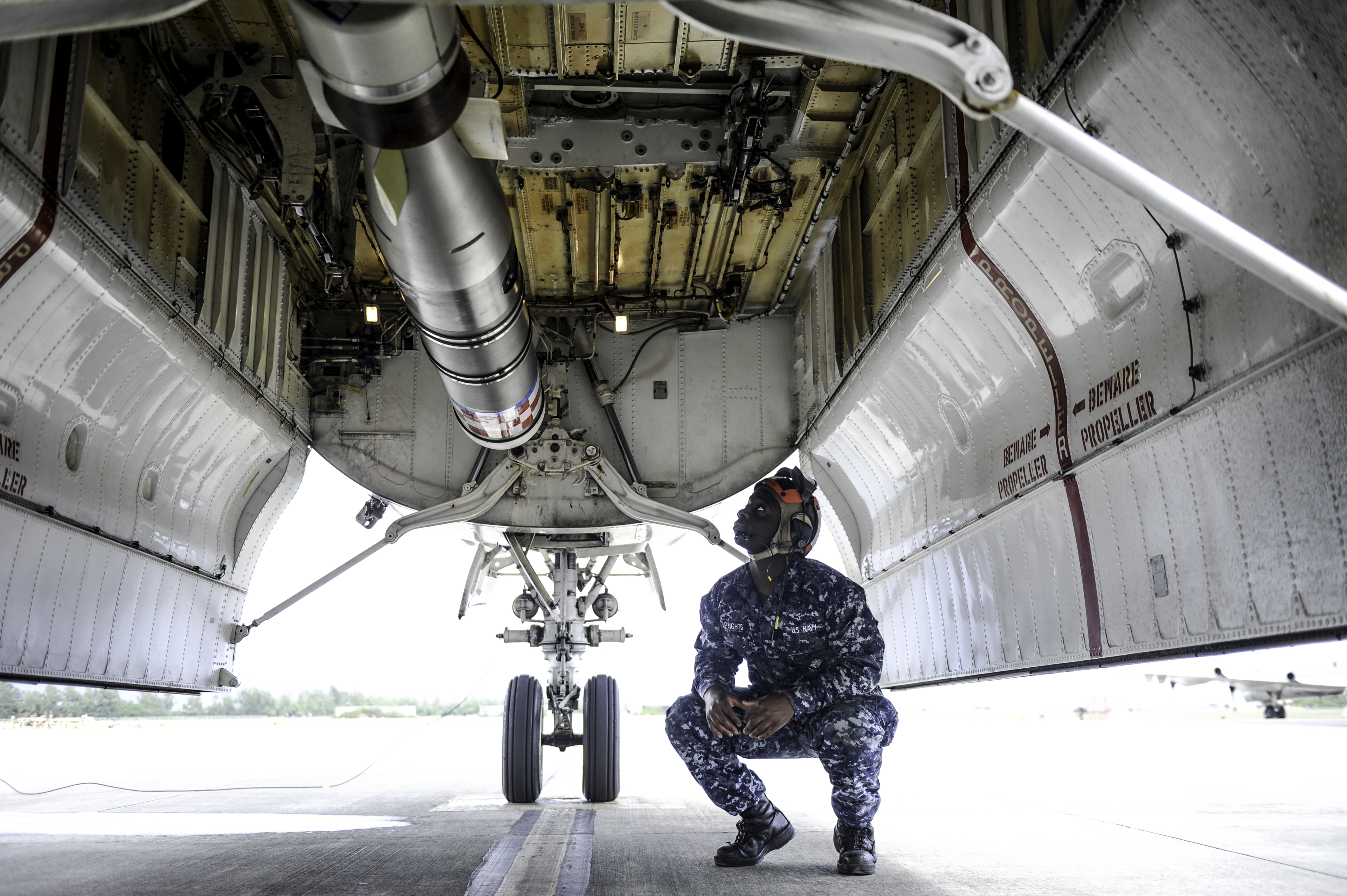
ウエポンベイに搭載されたMk54魚雷
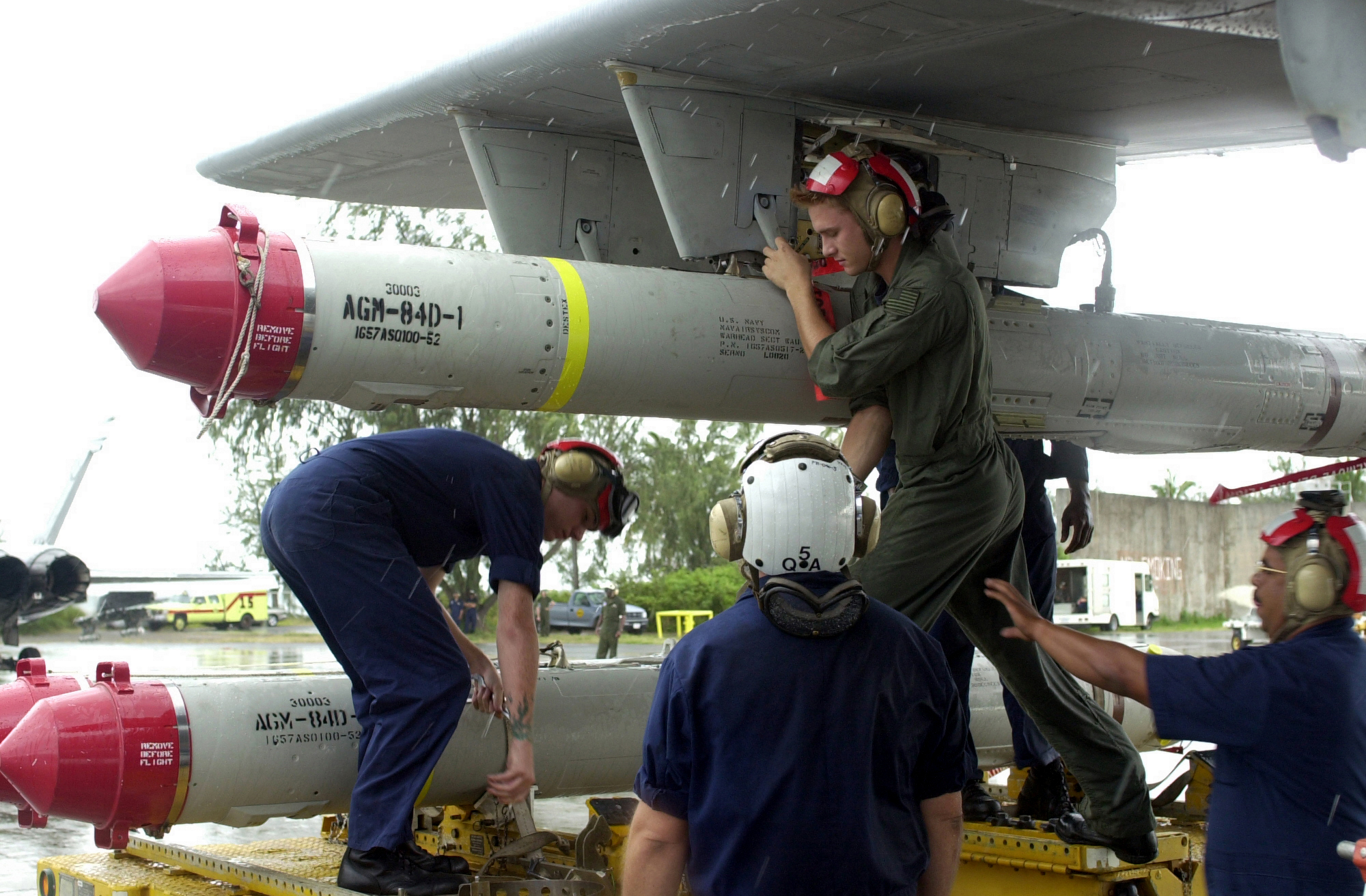
パイロンに吊されたAGM-84
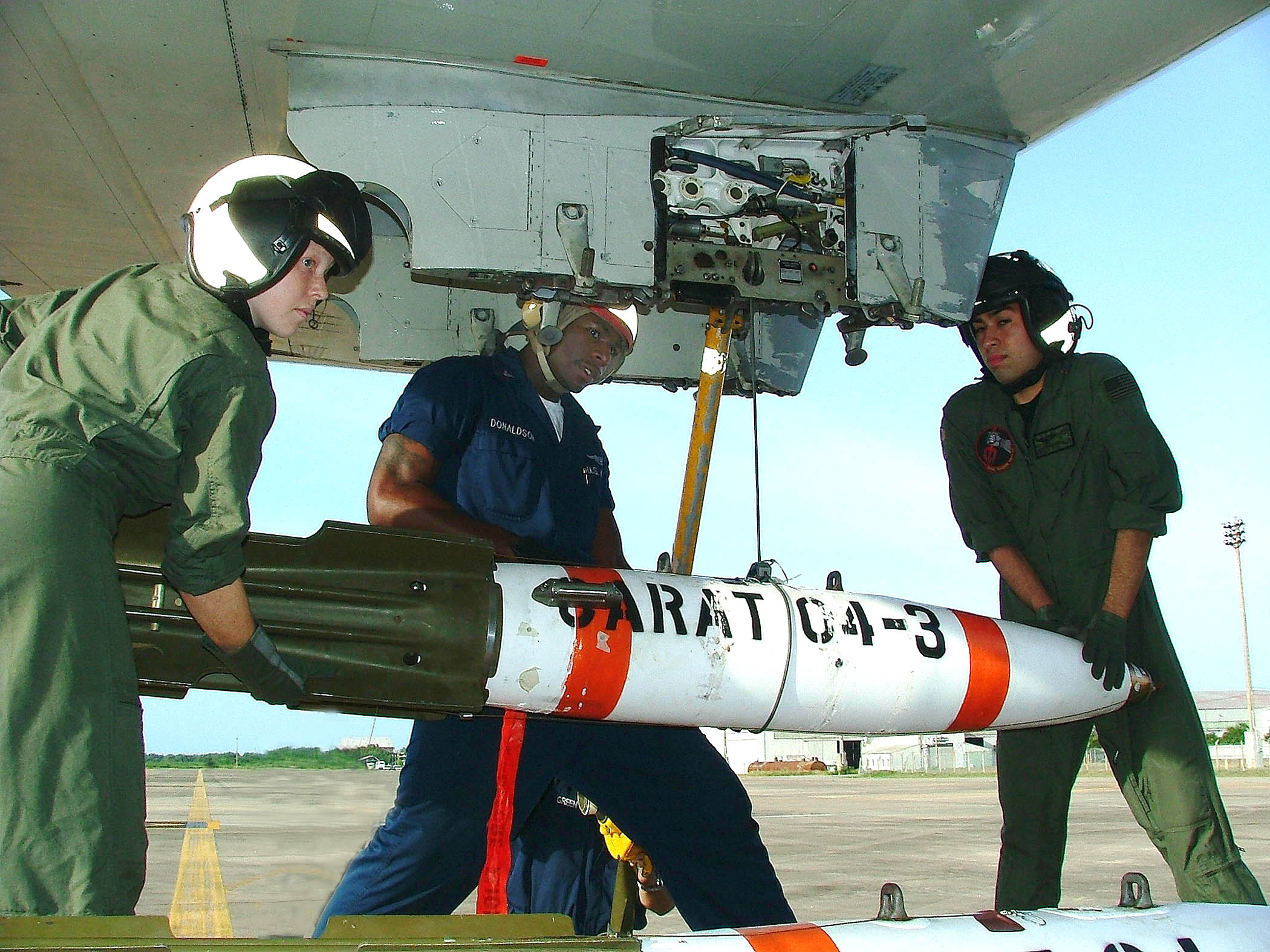
Mk62の取り外し作業
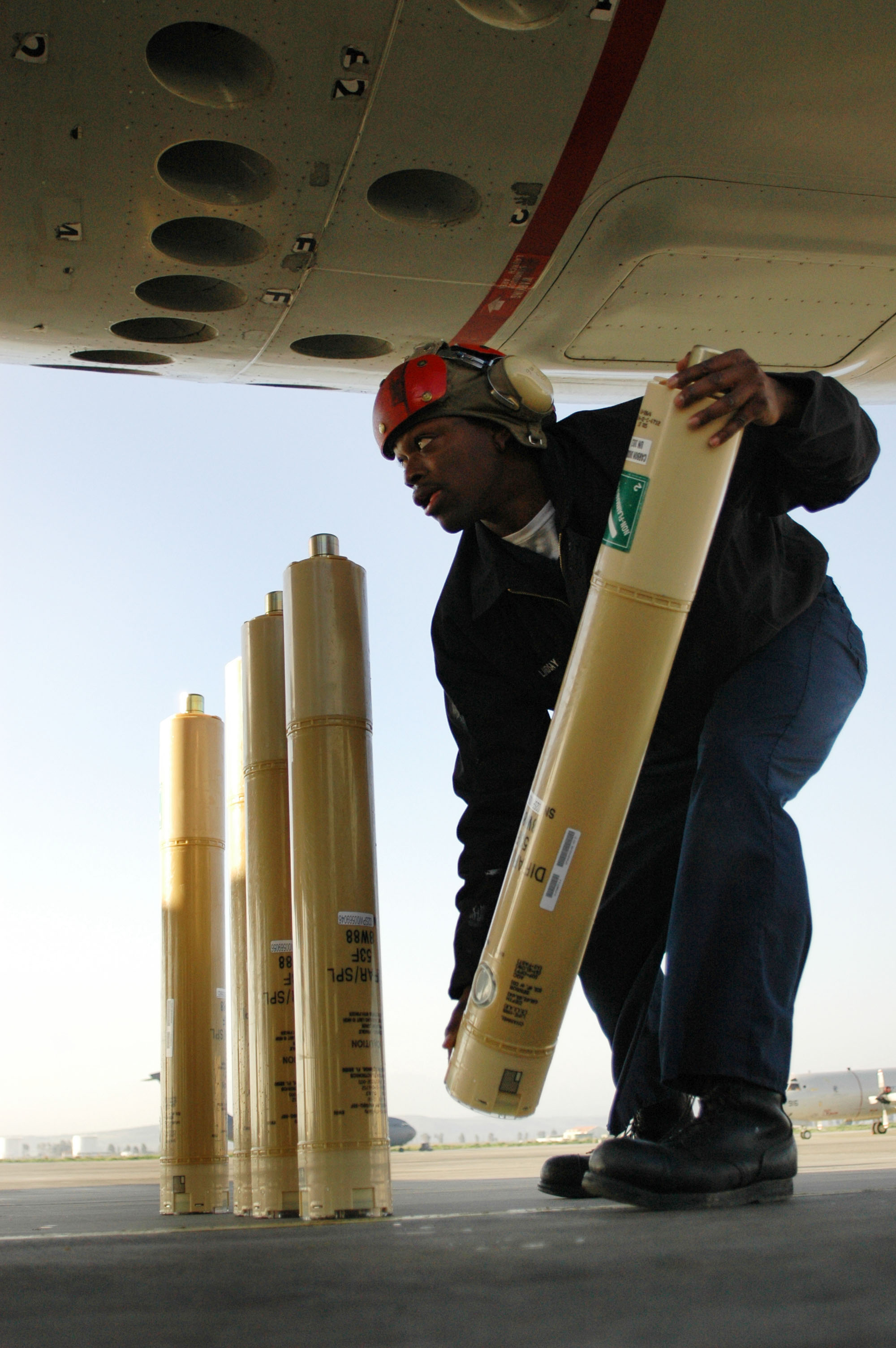
機外からのソノブイ装填
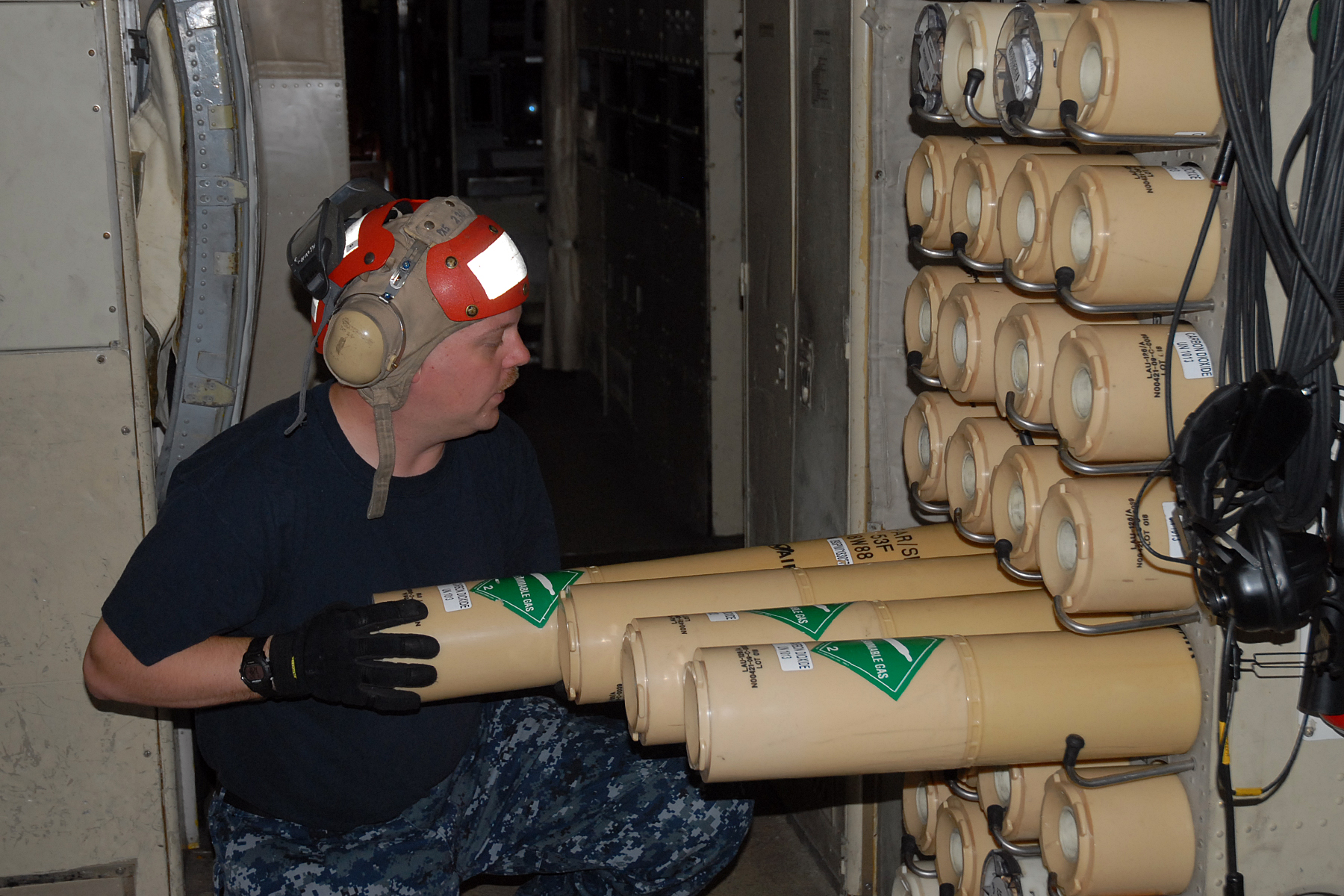
機内のソノブイ保管用ラック
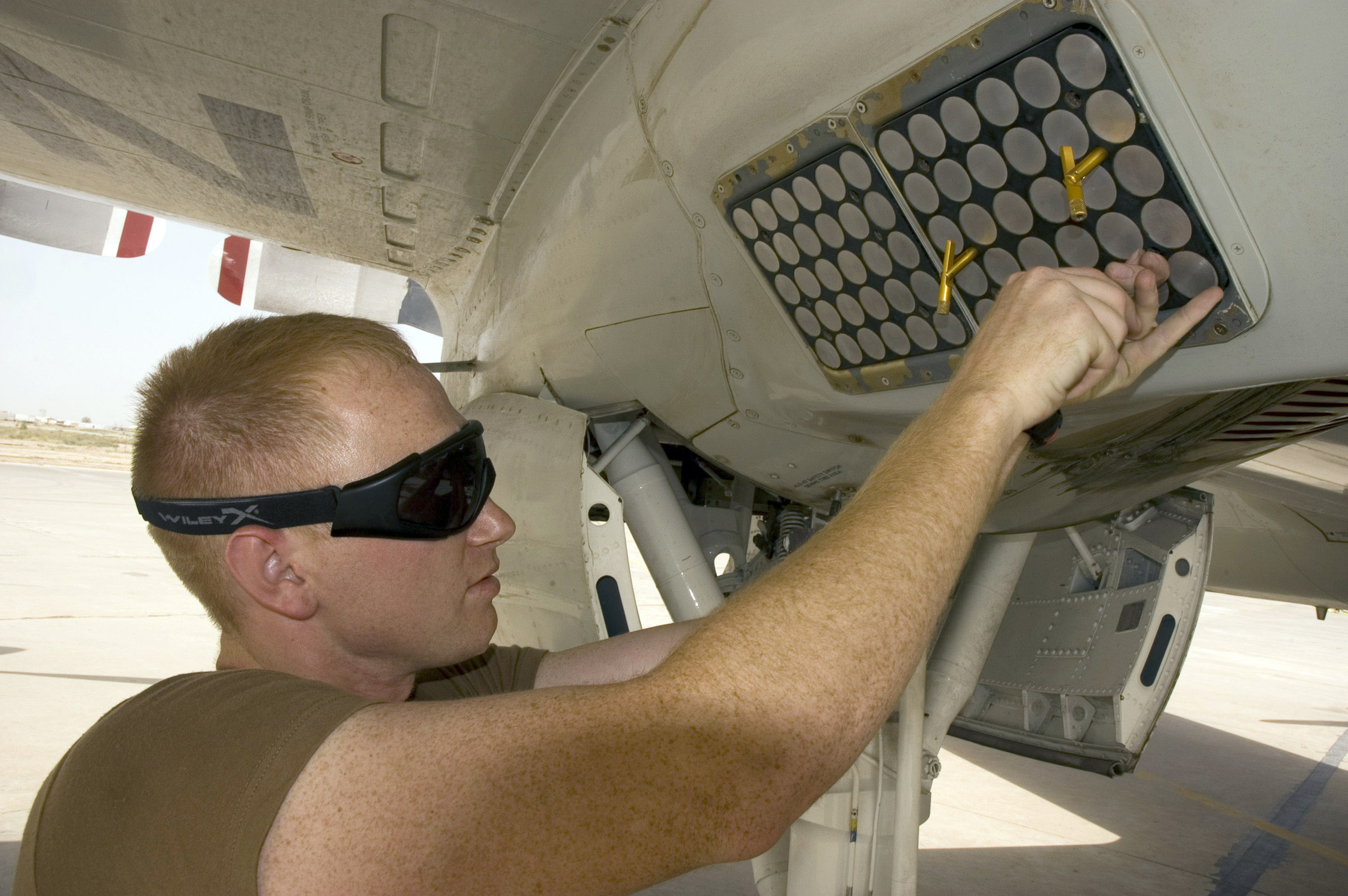
フレア投射装置 (AN/ALE-47) にマガジン式フレア (MJU-49-B) を取り付ける作業

### 主な対潜哨戒機との比較
|              | P-3C           | Il-38                 | アトランティック      | P-8          | P-1          |
| ------------ | -------------- | --------------------- | --------------------- | ------------ | ------------ |
| 画像         |                |                       |                       |              |              |
| 全長         | 35.6 m         | 39.60 m               | 31.75 m               | 39.5 m       | 38 m         |
| 全幅         | 30.4 m         | 37.42 m               | 36.30 m               | 37.6 m       | 35.4 m       |
| 全高         | 10.3 m         | 10.16 m               | 11.33 m               | 12.83 m      | 12.1 m       |
| 発動機       | T56A-14×4      | イフチェンコ AI-20M×4 | タイン RTy.20 Mk 21×2 | CFM56-7B×2   | F7-10×4      |
| 発動機       | ターボプロップ | ターボプロップ        | ターボプロップ        | ターボファン | ターボファン |
| 最大離陸重量 | 63.4 t         | 66 t                  | 44.5 t                | 85.8 t       | 79.7 t       |
| 実用上昇限度 | 8,600 m        | 10,000 m              | 10,000 m              | 12,500 m     | 13,520 m     |
| 巡航速度     | 607.5 km/h     | 不明                  | 556 km/h              | 810 km/h     | 833 km/h     |
| 航続距離     | 6,751 km       | 7,500 km              | 9,000 km              | 8,300 km     | 8,000 km     |
| 戦闘行動半径 | 4,410 km       | 不明                  | 不明                  | 3,700 km     | 不明         |
| 最大滞空時間 | 15時間         | 13時間                | 不明                  | 10時間       | 不明         |
| 乗員         | 5-15名         | 7-8名                 | 12名                  | 9名          | 11名         |
| 運用開始     | 1962年8月      | 1971年                | 1965年                | 2013年3月    | 2013年3月    |
| 運用状況     | 現役           | 現役                  | 現役                  | 現役         | 現役         |
| 採用国       | 20             | 2                     | 5                     | 6            | 1            |

## 事故
| 年月日        | 所属         | 事故内容 |
| ------------- | ------------ | --- |
| 1972年7月     | アメリカ海軍 | ロタ海軍基地からシチリア島シニョネッラ海軍航空基地へと向かっていたVP-44所属のP-3は、ジブラルタル海峡を通過中、モロッコ国内の山に突入した。これにより搭乗員14名全員が死亡した。 |
| 1973年4月12日 | アメリカ海軍 | 管制ミスによりアメリカ航空宇宙局のコンベア990-30A-5とモフェット・フェデラル飛行場付近で空中衝突し、両機の搭乗者17人中16人が死亡した。（1973年マウンテンビュー空中衝突事故） |
| 1991年3月12日 | アメリカ海軍 | 2機のP-3Cが、サンディエゴ近郊を哨戒中に空中衝突した。これにより両機の搭乗員27人全員が死亡した。 |
| 1992年3月31日 | 海上自衛隊   | P-3C（5032号機）が硫黄島航空基地で胴体着陸し炎上、搭乗員は全員無事だったが、機体は修理不能とされ廃棄された。対地接近警報装置をオフにしていた上に、降着装置を出し忘れるというヒューマンエラーが原因とされる。海上自衛隊所属機としては初の事故損耗となった。 |
| 2014年2月15日 | 海上自衛隊   | 日本飛行機のハンガーで定期修理中だった海上自衛隊所属のP-3C（3機）とOP-3C（1機）、EP-3（1機）、UP-3D（1機）が、平成26年の大雪の影響で例年以上の降雪に耐えられず陥没した屋根により破損した。この事故によりP-3CとOP-3Cは修理不可能、EP-3とUP-3Dは修理に相当の期間がかかり約70億円の損害となった。また海上自衛隊所属機としては2回目の事故損耗であり、所属機の事故としては最大の被害となった。 |
| 2024年5月8日  | 海上自衛隊   | P-3C（5081号機）が千葉県柏市の海上自衛隊下総航空基地に着陸した際、滑走路を逸脱して停止した。けが人なし。当時は12人が搭乗して訓練飛行をしており、着陸する際に機体が横にそれ、滑走路を逸脱。東側にはみ出し、約90度回転して滑走路脇の緑地に停止した。同月28日、海自は人為ミスが原因だったと発表した。着陸時に教官が操縦桿を部下の隊員から取り上げ、修正を図るタイミングに遅れが生じた。その際、本来、必要な動き以上に操縦桿のほか、ブレーキなどを操作していた。機体には問題は確認されなかった。       |
| 2025年5月29日 | 韓国海軍     | 浦項慶州空港でタッチアンドゴーの訓練中だったP-3CKが離陸して6分後の午後1時49分、空港近くの浦項市新亭里に墜落した。搭乗員4人が死亡し遺体が収容されたほか、墜落により山火事が発生した。韓国国防省が公開した映像では、機体は突然逆さまになり垂直に墜落した。事故の影響で、韓国海軍は参謀次長の元に事故対策本部を設置したほか、P-3の飛行停止措置をとった。韓国海軍のP-3が墜落したのは初めてで、3月6日に韓国空軍が民間地を誤爆した（2025年抱川誤爆事故）ばかりの事故に、韓国軍の綱紀の弛緩が指摘された。 |

## 登場作品

### 映画
『アイアムアヒーロー』
劇中には登場しないが、ポスターに炎上する東京の上空を大挙して飛行する様子が描かれている。実際の劇中では、自衛隊のCH-47、米軍のC-5、V-22が飛行する様子が描写されたものの、P-3は登場していない。
『キングコング:髑髏島の巨神』
ダナン空軍基地に待機中の機が登場する。
『ゴジラシリーズ』
『ゴジラ』
日本映画初登場。海上自衛隊のP-3Cが、ソ連海軍の原子力潜水艦から発信された救難信号を受けて出動し、超音波写真でゴジラの影を撮影する（実際のP-3Cにそのような装備はない）ほか、その後に行われたゴジラの捜索に出動する。
市販の模型を改造したミニチュアによる飛行シーンのほか、ライブフィルムによる機内からのソノブイ投下シーンが登場する。
『ゴジラvsデストロイア』
アメリカ海軍のP-3Cが登場。国連Gフォース隊員の小沢芽留を同乗させ、ゴジラを上空から追跡する。
『ゴジラ×モスラ×メカゴジラ 東京SOS』
海上自衛隊のコールサイン「オスプレイ」とするP-3Cが登場。太平洋上で哨戒中、潜行して北上するゴジラを探知し、浮上してきたことで海面に現れたゴジラの背びれを目視確認する。
映像の一部は『ゴジラvsデストロイア』から流用したものが使用されている。

『首都消失』
アメリカ海軍のEP-3Eが登場。「雲」の上空、上端ギリギリの高度を飛行し、各種センサーで「雲」の中を探索する。飛行中に「雲」からの放電が直撃して乗組員に死傷者が発生、4基のエンジンのうち3基が停止するが、辛くも離脱し、帰還に成功する。
作中に登場する機体は『ゴジラ』制作時に製作された海自仕様のP-3Cを改造したミニチュアモデルであり、機内は『ゴジラ』製作の際に集められたP-3Cの資料を基に想像を交えて製作されたセットである。
『亡国のイージス』
海上自衛隊のP-3Cが登場。論文「亡国の楯」の内容が語られるシーンの中で、飛行する様子が映されている。

## 関連項目

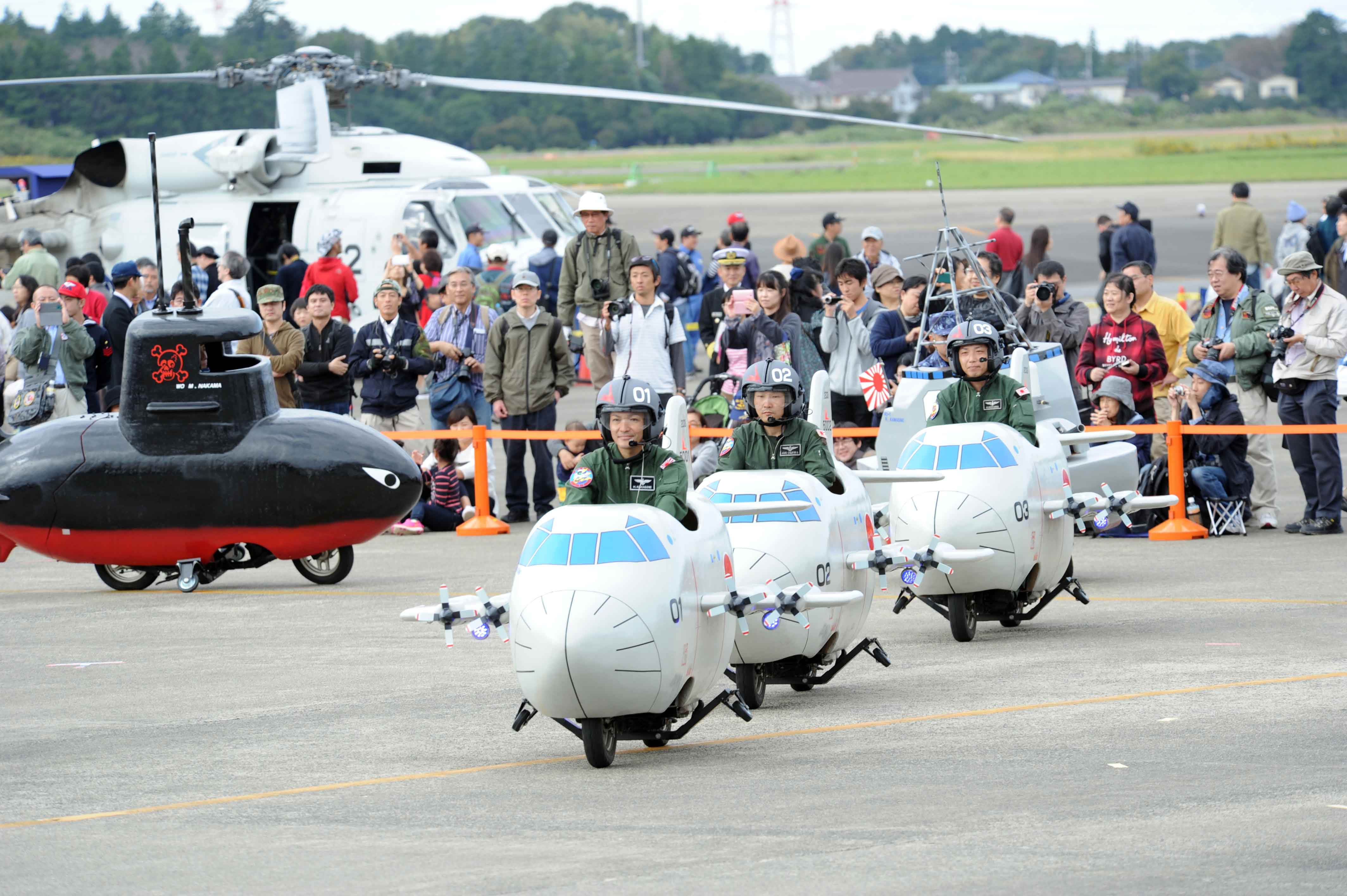
海上自衛隊ミニP-3C公演

### アニメ・漫画
『FUTURE WAR 198X年』
ミッドウェー基地所属のP-3Cが登場。ソ連海軍の改アルファ型原子力潜水艦を核魚雷で攻撃し、撃沈する。
『WXIII 機動警察パトレイバー』
東京湾内での海上自衛隊出動シーンに登場。
『ヱヴァンゲリヲン新劇場版:序』
国連軍所属機として架空の電子戦機型である「EP-3D多用機型」が登場。「ヤシマ作戦」にて、第6使徒を偵察する。
『オメガ7』
Vol.5に海上自衛隊のP-3Cが登場。尖閣諸島へ侵攻する中国海軍のキロ級潜水艦を短魚雷で攻撃する。またAC-130のように機体側面に機関砲などを装備した架空のガンシップ型も登場し、尖閣諸島に上陸した中国軍部隊を掃射する。
『怪獣自衛隊』
海上自衛隊のP-3Cと画像情報収集機型であるOP-3Cが登場。P-3Cは尖閣諸島南小島から海中に姿を消した怪獣の捜索を行い、OP-3Cはコールサインを「Neptune（ネプチューン）03」とする機体が、怪獣に襲撃された豪華客船「富岳」の状況の報告、および怪獣を「富岳」から引き離すための低空飛行を行う。
『戦海の剣』シリーズ
海上自衛隊のP-3Cが登場。
『沈黙の艦隊』
漫画・アニメ版に海上自衛隊とアメリカ海軍のP-3Cが登場。圧潰したと思われる架空の海上自衛隊潜水艦「やまなみ」や、アメリカ海軍の指揮下を離れ行方不明となった原子力潜水艦「シーバット」を捜索する。

### 小説
『海の底』
海上自衛隊のP-3Cが登場。レガリス掃討戦に参加し、ソノブイで海底のレガリス探知支援を行う。
『ゲートSeason2 自衛隊 彼の海にて、斯く戦えり』
『宣戦布告』
海上自衛隊のP-3Cが登場。架空のはるしお型潜水艦「あきしお」との訓練中、潜行して日本に近づく北朝鮮の潜水艇を探知する。
『土漠の花』
ソマリアに展開する派遣海賊対処行動航空隊の海上自衛隊所属機が登場。終盤、海上での哨戒任務を終えて帰投中、アル・シャバブの兵士達に追われる主人公らを発見し、援護のため低空飛行による威嚇を行う。
『日中尖閣戦争』
第5航空群所属のP-3Cが登場。中国海軍の潜水艦を撃沈する。
『日本海雷撃戦 コリア・クライシス』
主人公の乗機として第4航空群第6航空隊所属のコールサイン「ルシファ66」とするP-3Cが登場。日本近海で核兵器を使うことを企む北朝鮮がロシアから盗み出したヴィクター2型原子力潜水艦を追跡する。
『ピノキオ急襲』
海上自衛隊のP-3Cが登場。対潜警戒のため、ソノブイを投下する。
『日本国召喚』
海上自衛隊のP-3Cが登場。日本が国ごと異世界へ転移したことを受けて日本周辺の調査に出動し、その中の1機がクワ・トイネ公国軍のワイバーンと遭遇する。その後、爆弾搭載用パイロンなどの追加でMk82爆弾を約9t搭載できるよう改修した架空の爆撃機仕様「BP-3C」が登場。パーパルディア皇国との戦争において70機が実戦投入され、パーパルディア皇国の軍事施設や工業地帯を航空自衛隊の支援の下爆撃する。
『南極点のピアピア動画』
おやしお捜索のために飛行場でP-3Cが誘導路でタキシングをする描写がある。
『ラブコメ今昔』
有川浩の短編小説集。収録作の一作「広報官、走る!」に登場し、劇中内でのテレビドラマの撮影に協力する。また、主人公の政屋征夫一等海尉はかつて那覇基地に所属していたP-3C元乗員。

### その他
『未解決事件 File.05 ロッキード事件』
ロッキード事件における疑惑の中核（前述）として度々登場。またPX-Lの設計図も番組内で登場。